# 가몬 목록
가몬 목록은 일본에서 사용되고있는 가몬의 가문의 종류를 목록으로 게재하고있다. 도안은 아래에 있다.

## 식물

十六八重表菊
十六菊
十菊
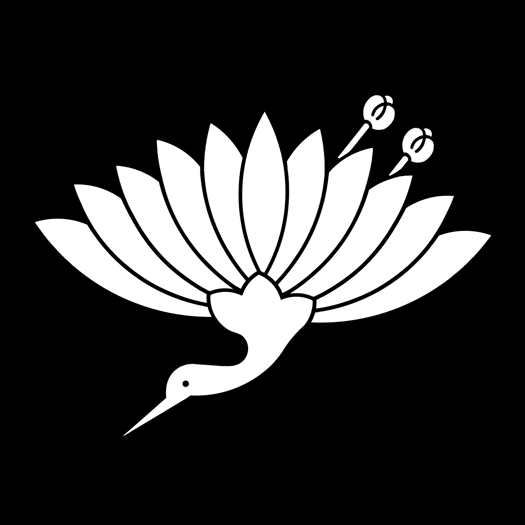
菊鶴
太閤桐
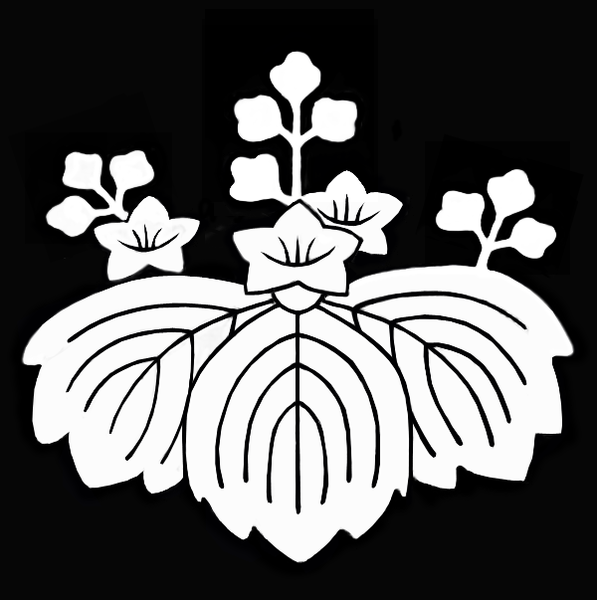
土佐桐
五七桐
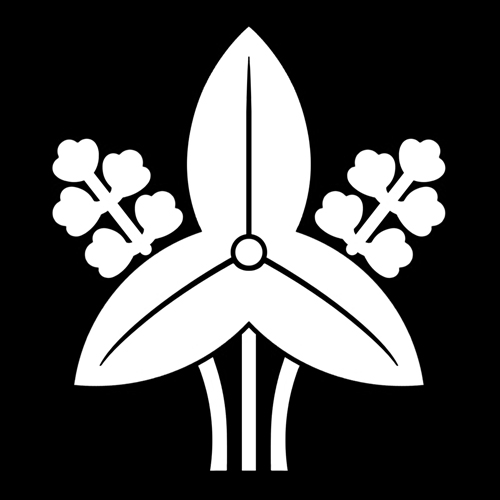
沢瀉
福島沢瀉
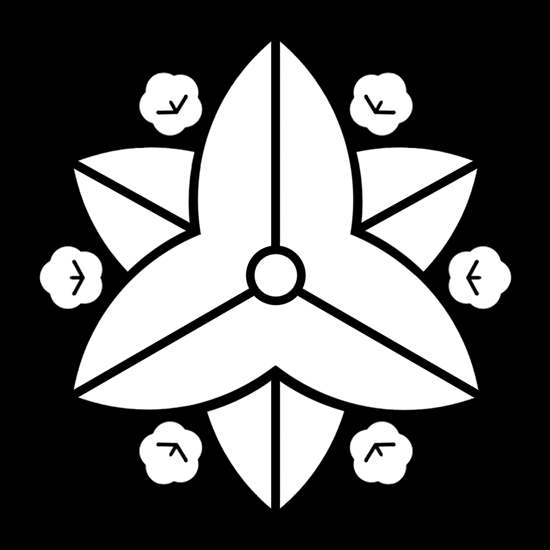
変り向う花沢瀉（八重沢瀉）
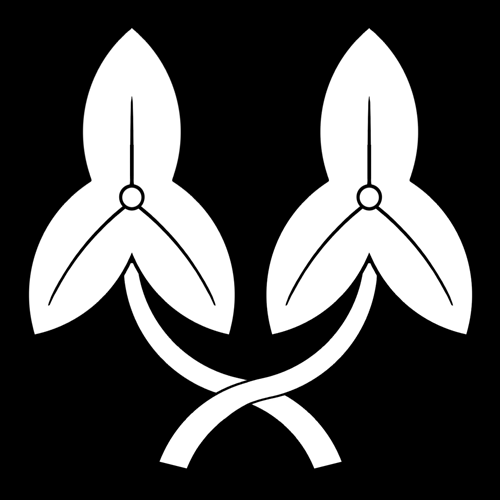
軸違い二つ葉沢瀉
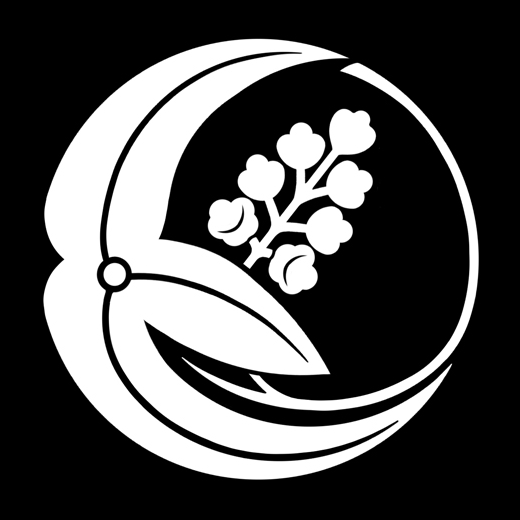
一つ沢瀉の丸
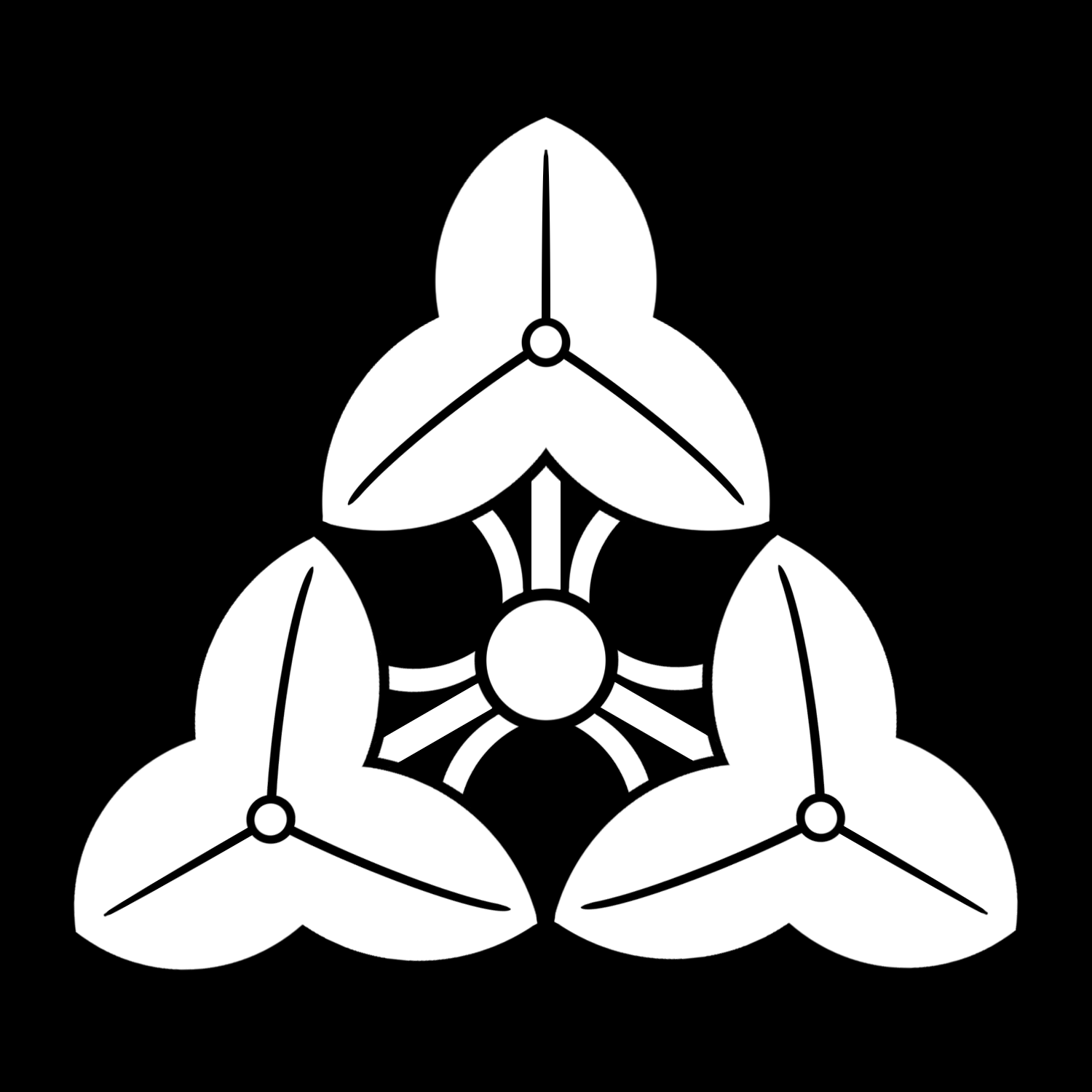
三つ沢瀉
丸に三つ柏
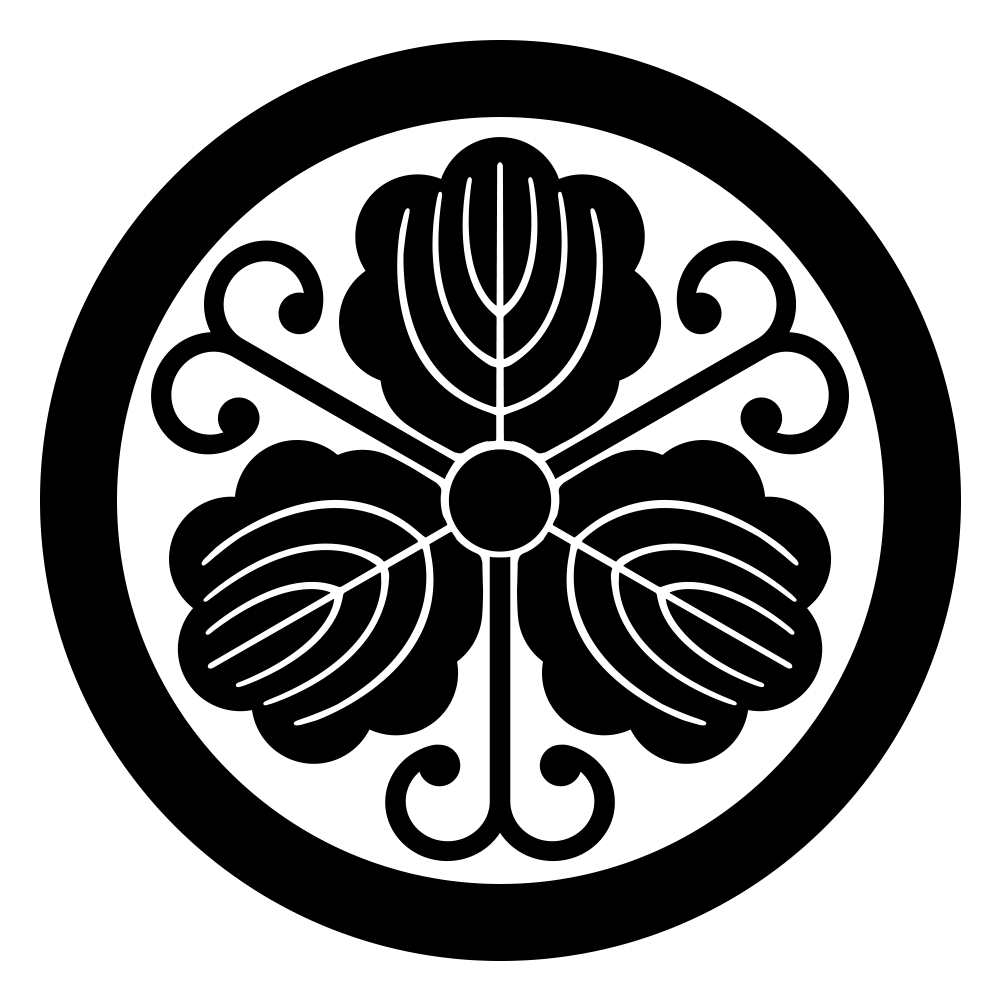
丸に蔓柏
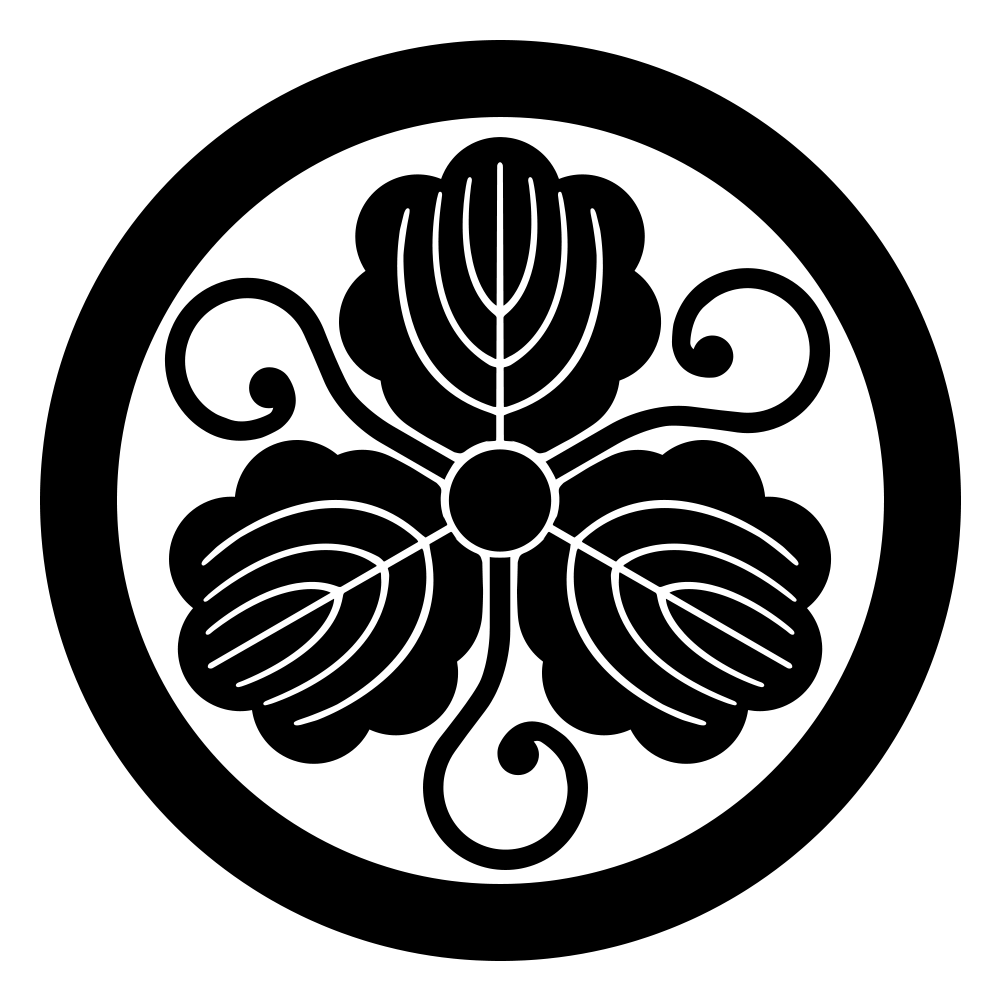
丸に片手蔓柏
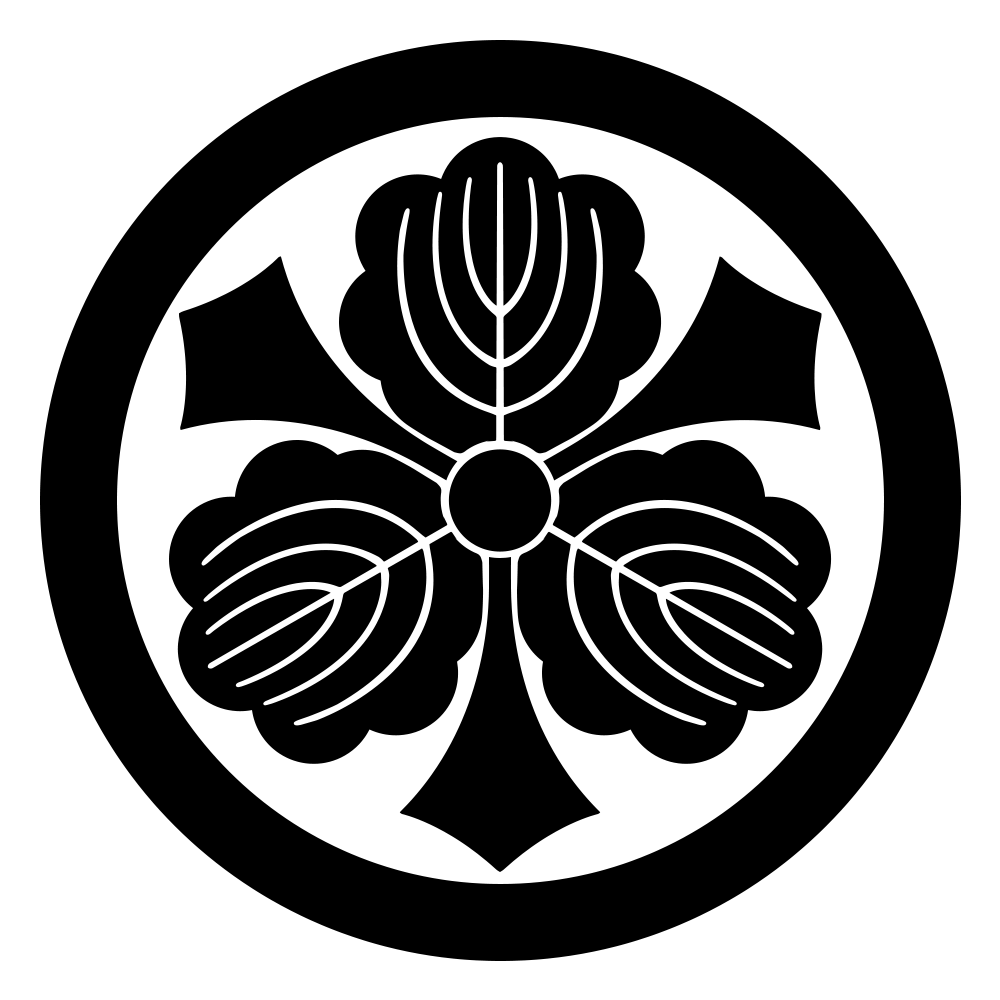
丸に剣三つ柏
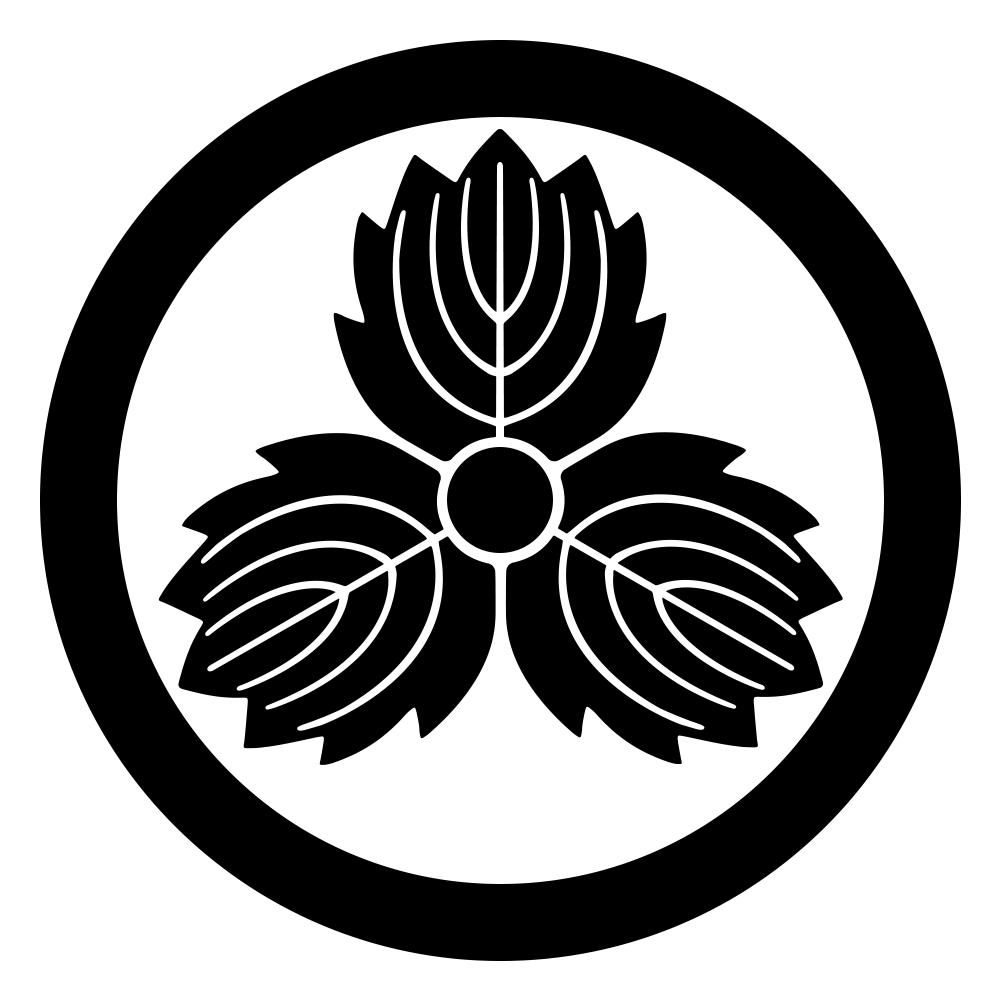
丸に鬼三つ柏
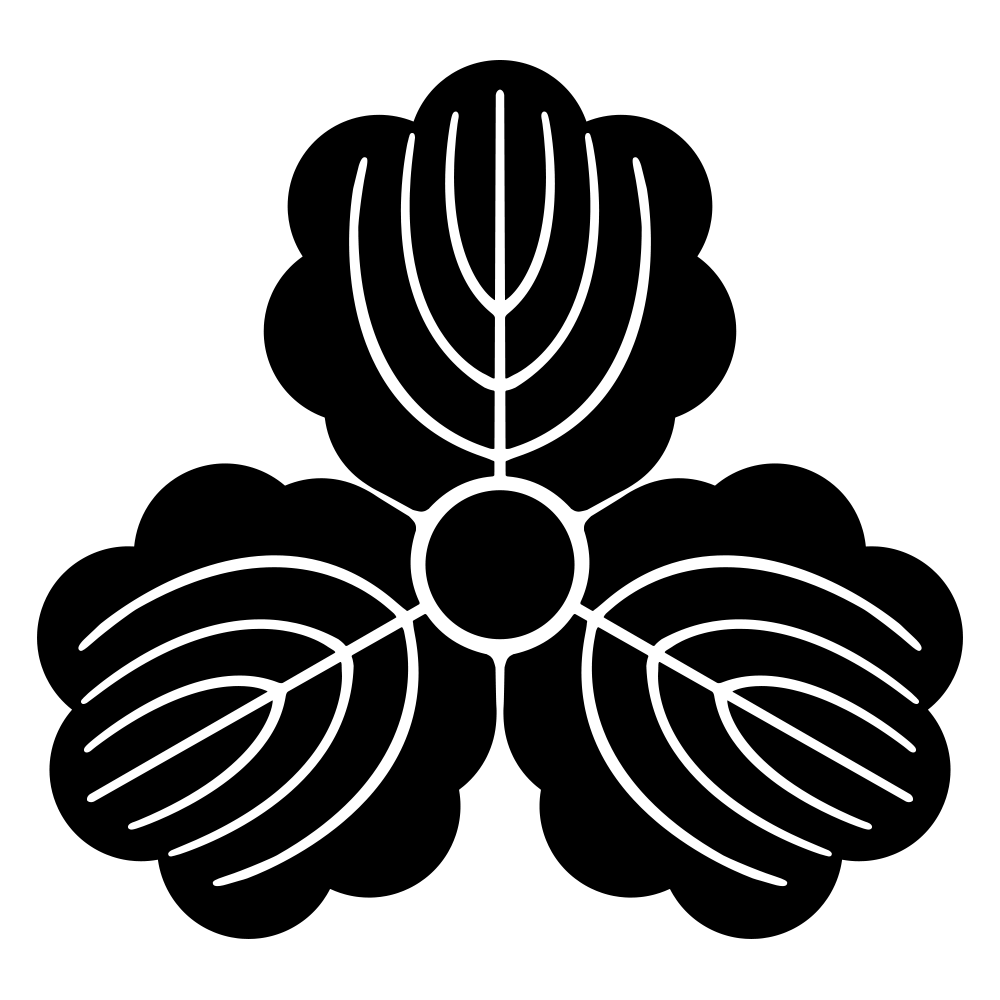
三つ柏
結三つ柏
抱き柏
土佐柏
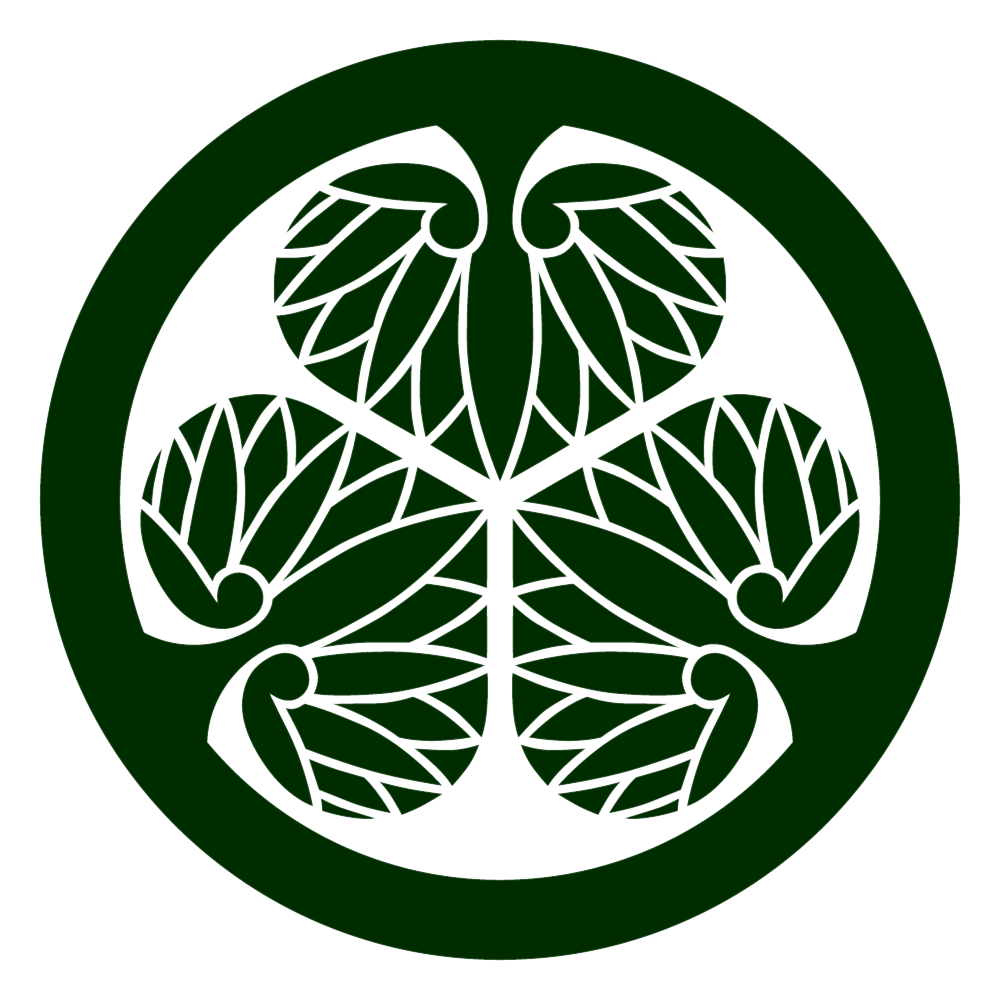
三つ葉葵
会津葵
立ち葵
丸に三つ裏葵
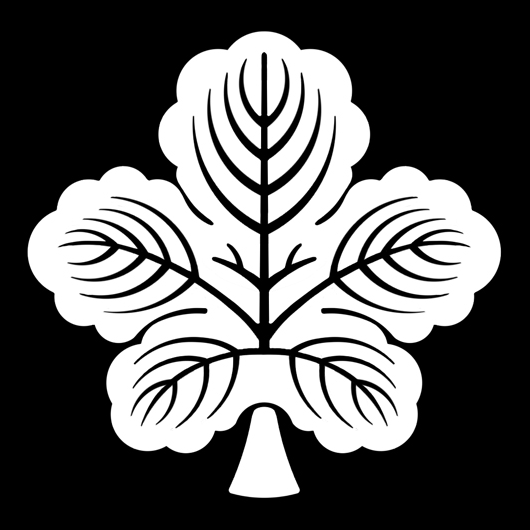
梶の葉
安部梶の葉
鬼梶の葉
下諏訪梶の葉
桔梗
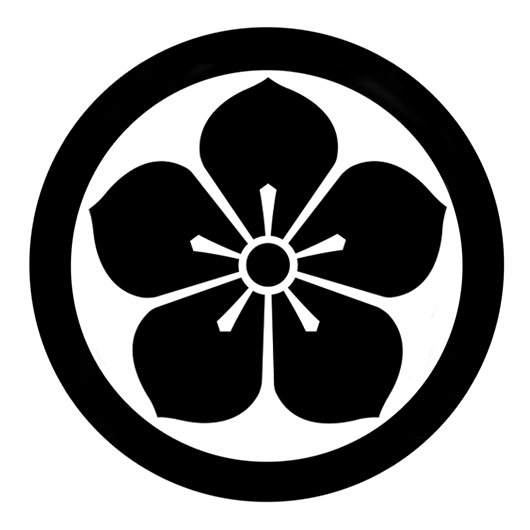
丸に桔梗
土岐桔梗
太田桔梗
五枚笹
丸に九枚笹
竹に雀（仙台笹）
竹に雀（上杉笹）
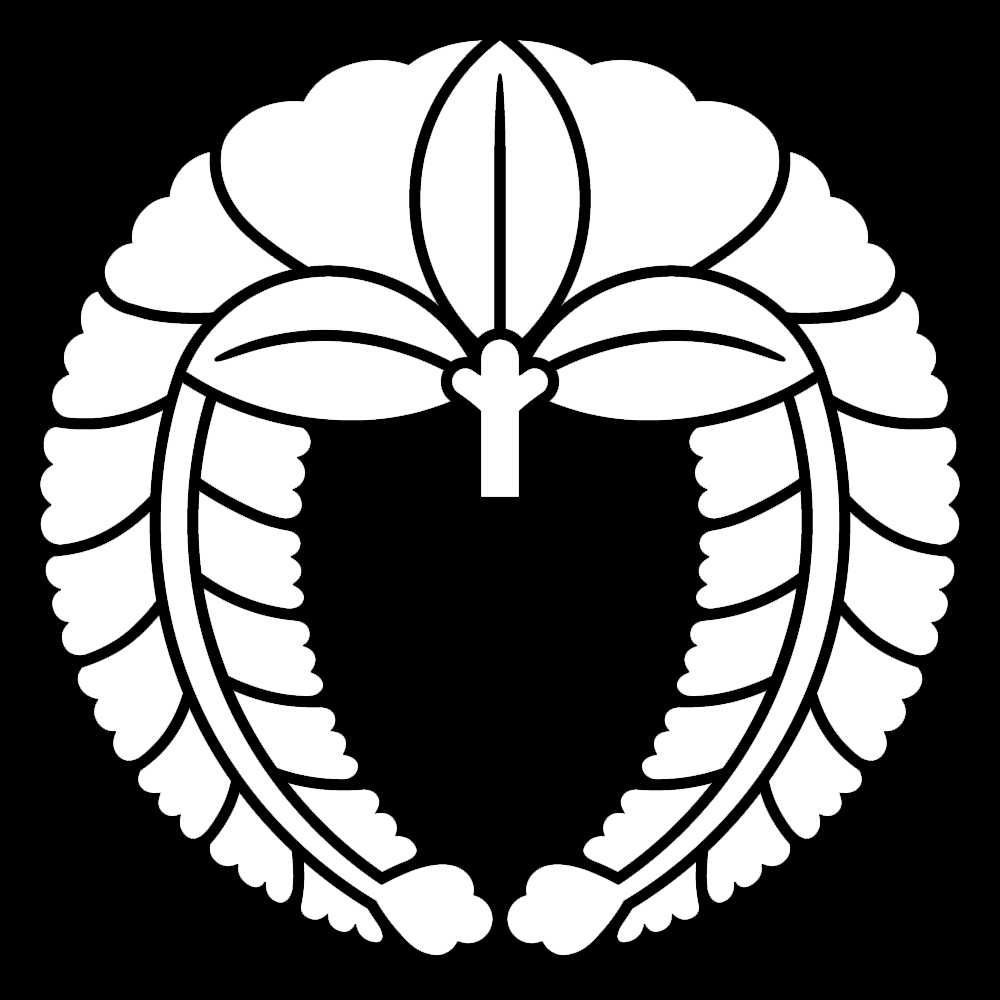
下がり藤
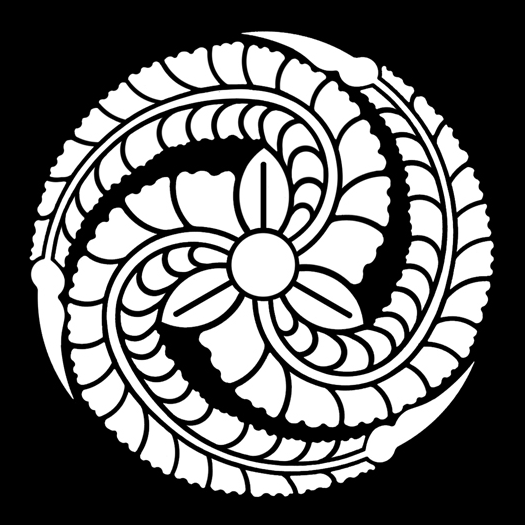
左巻き三つ藤巴
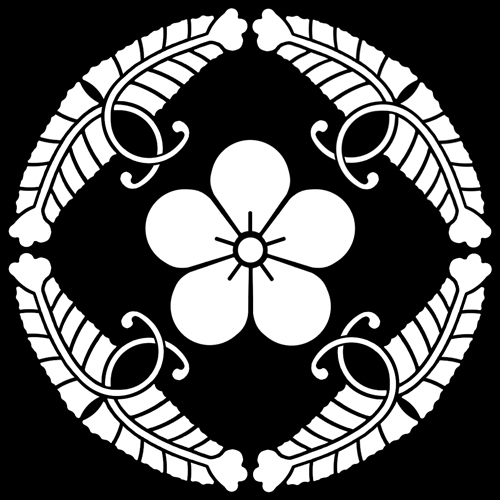
梅八つ藤
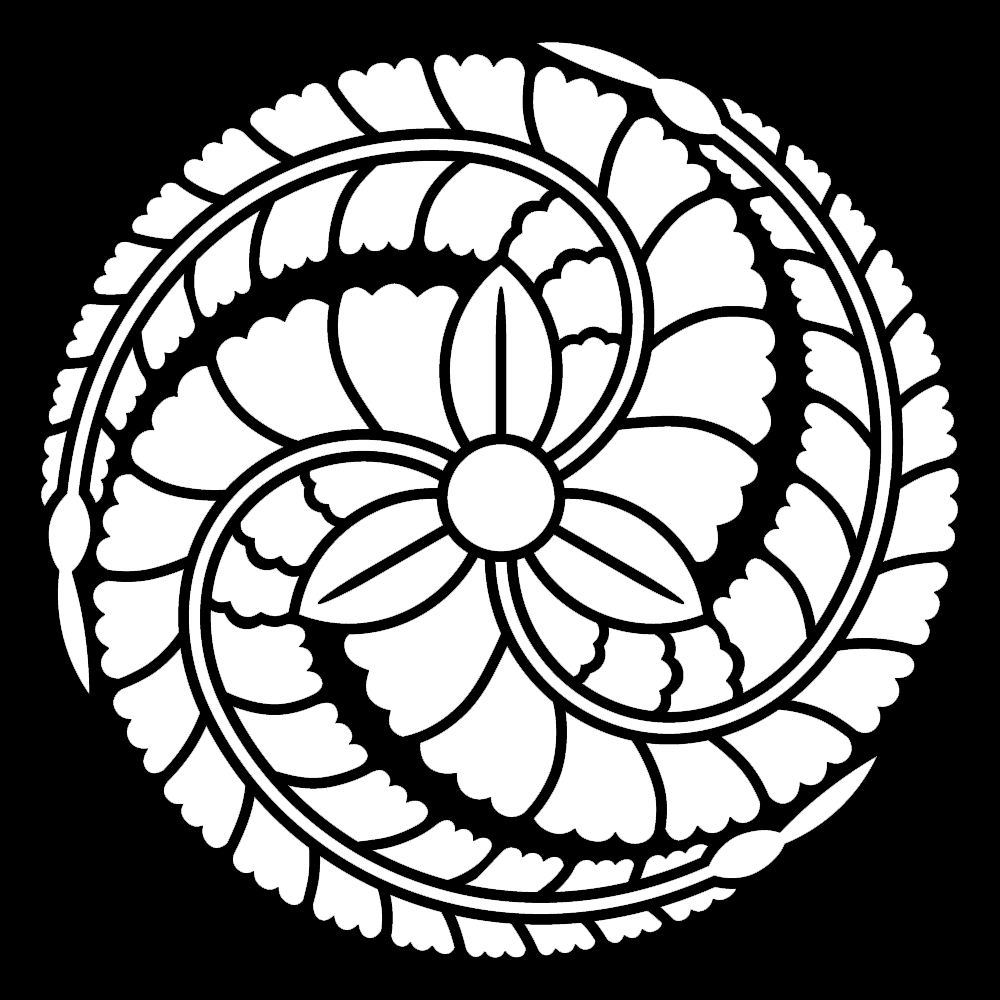
黒田藤巴
橘
三つ組橘
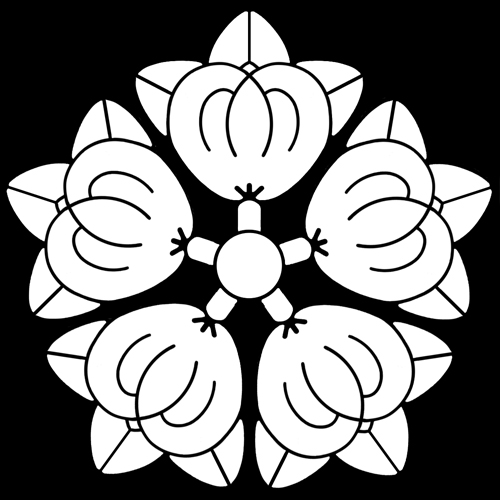
五つ橘
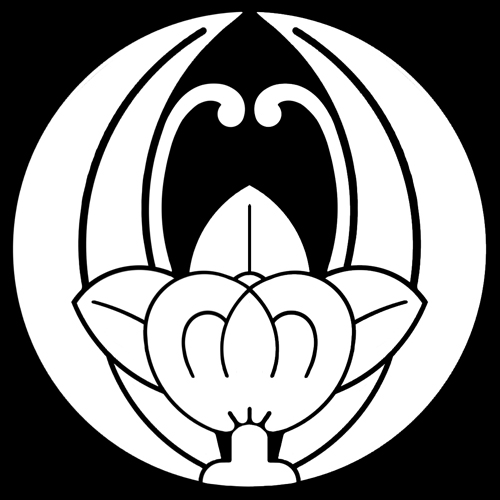
浮線橘
酢漿草・片喰
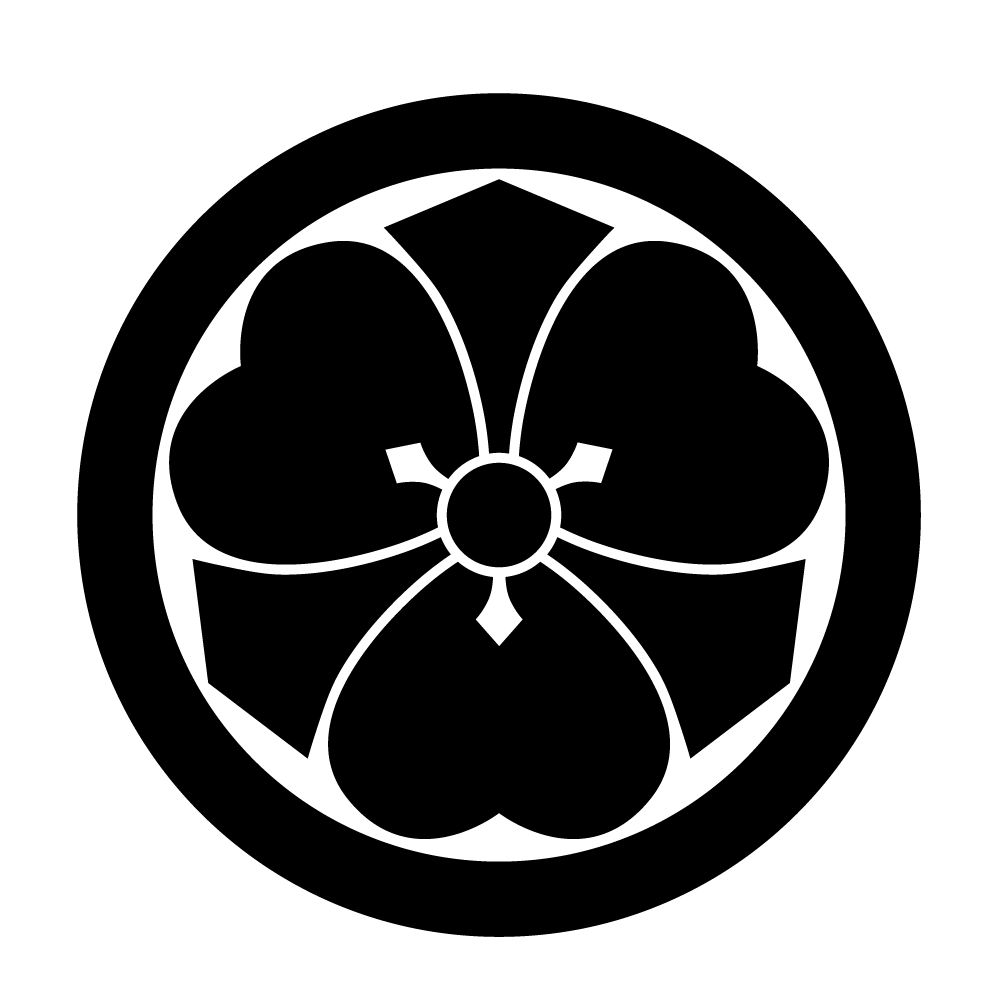
丸に剣片喰
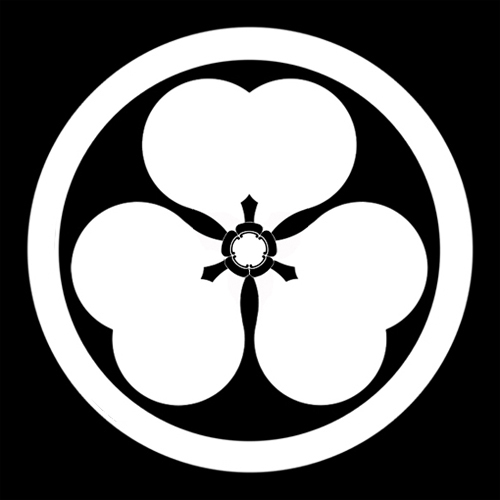
丸に中が瓜実の片喰
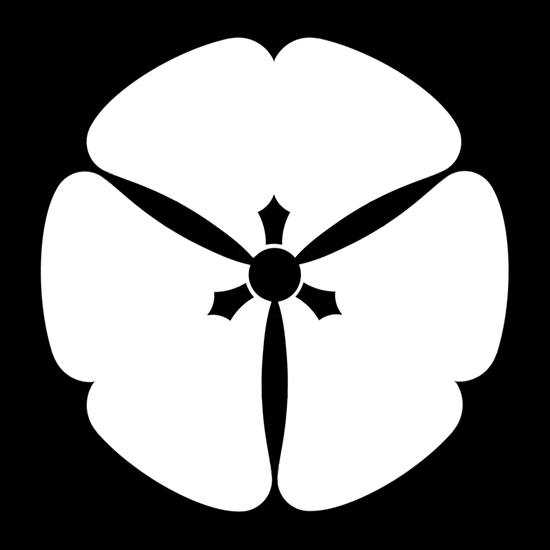
村山片喰
梅
梅鉢
星梅鉢
裏梅
加賀梅鉢
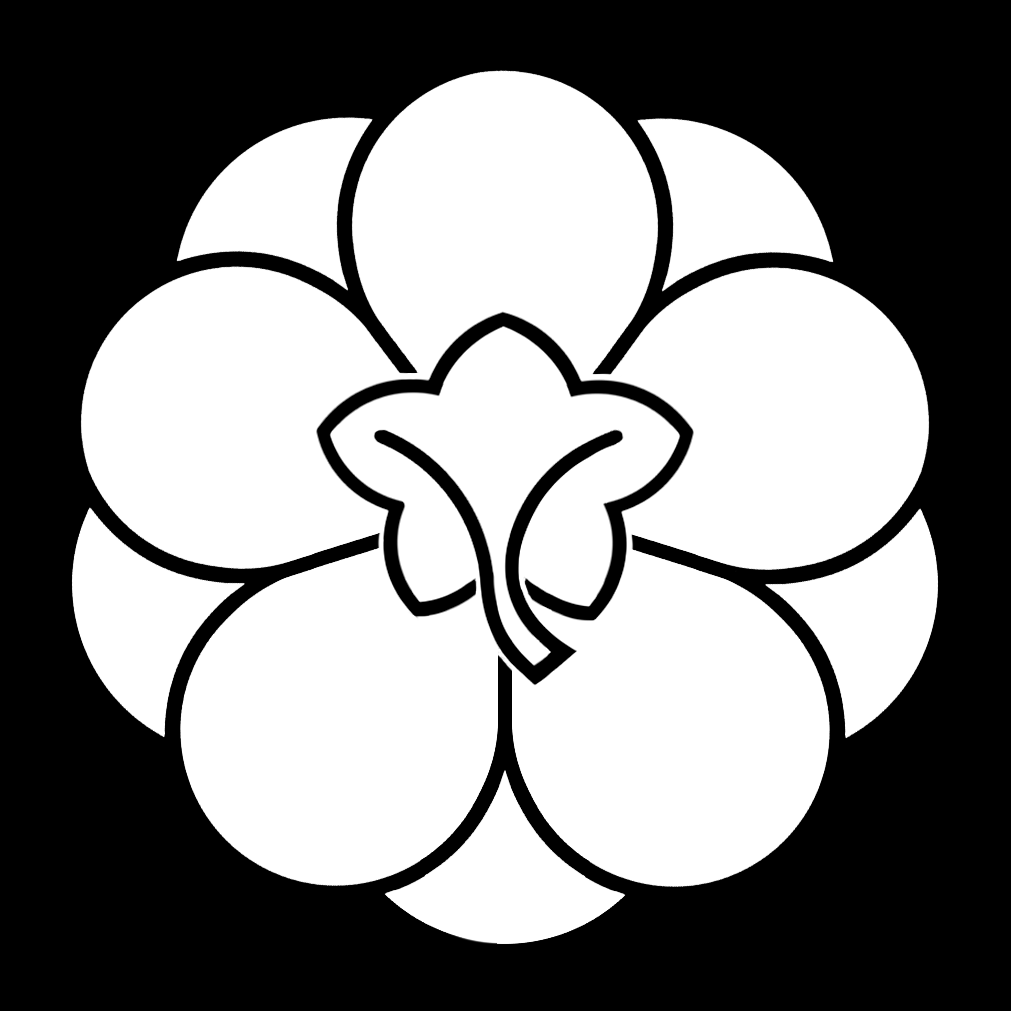
八重裏梅
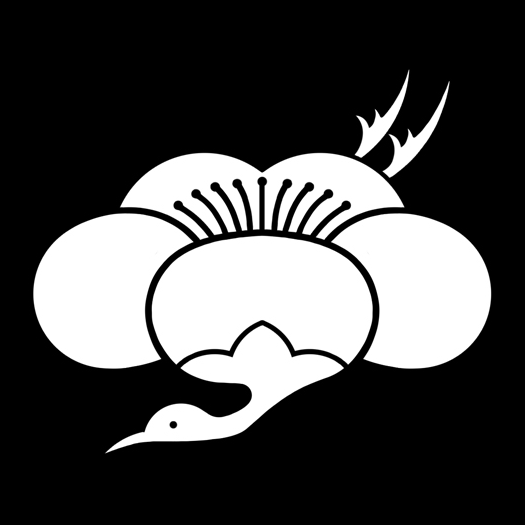
梅鶴
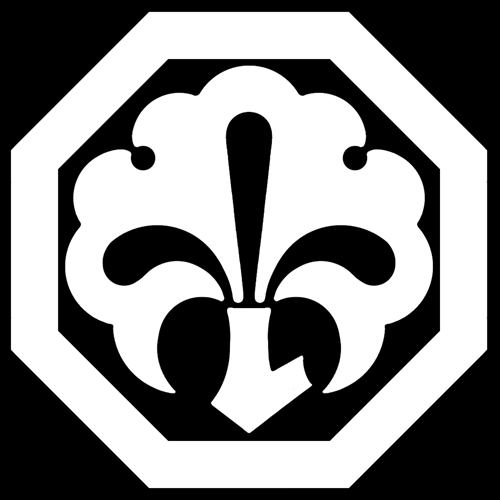
隅切り角に銀杏（隅切銀杏）
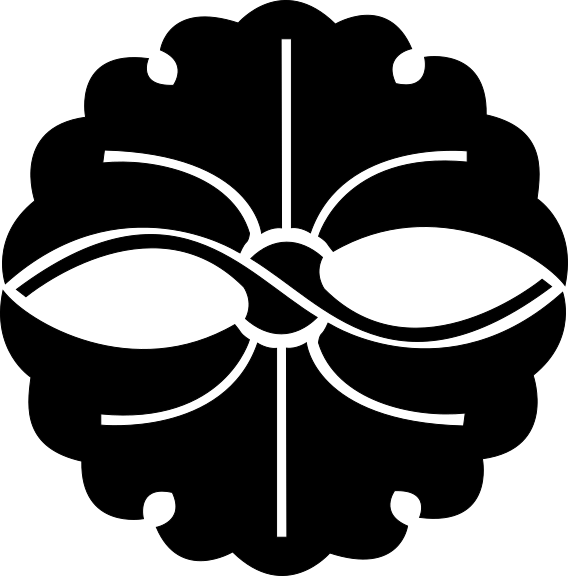
銀杏の二葉
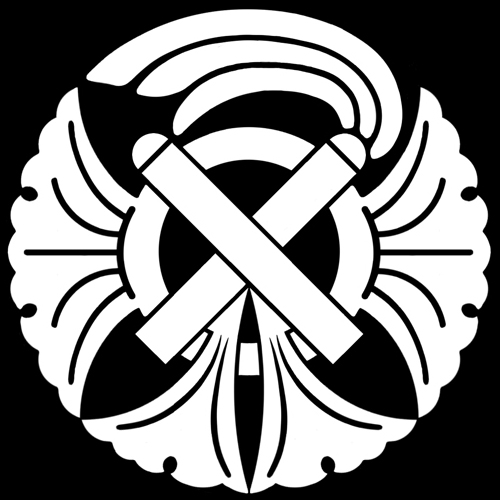
銀杏守（祇園銀杏）
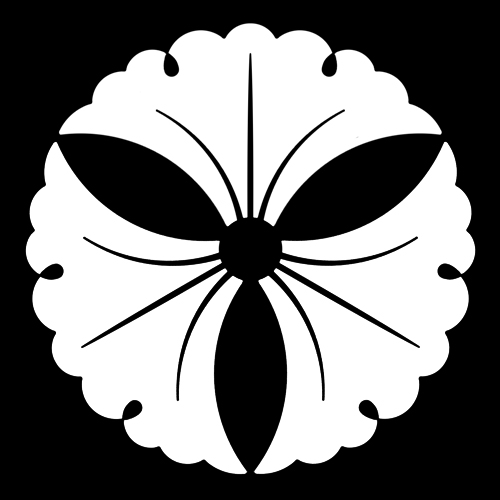
三つ銀杏
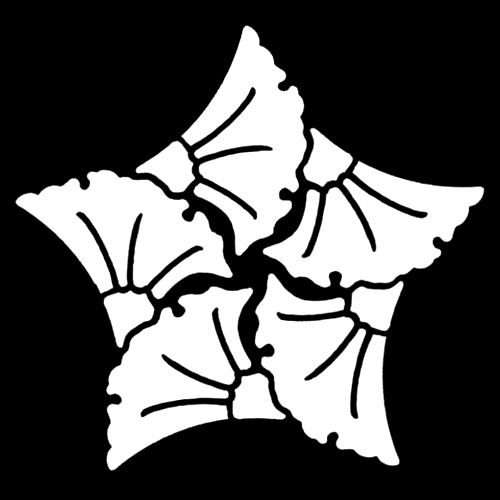
追いかけ五枚銀杏
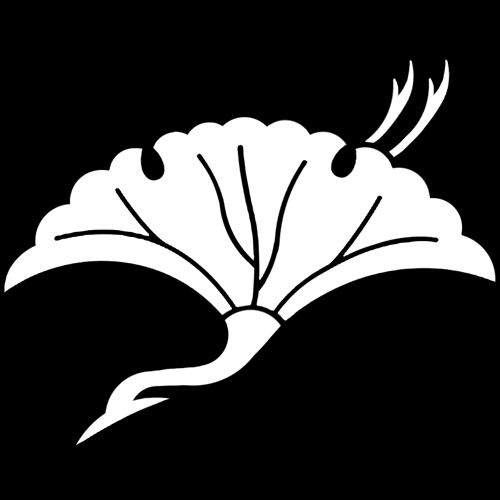
銀杏鶴
右三階松
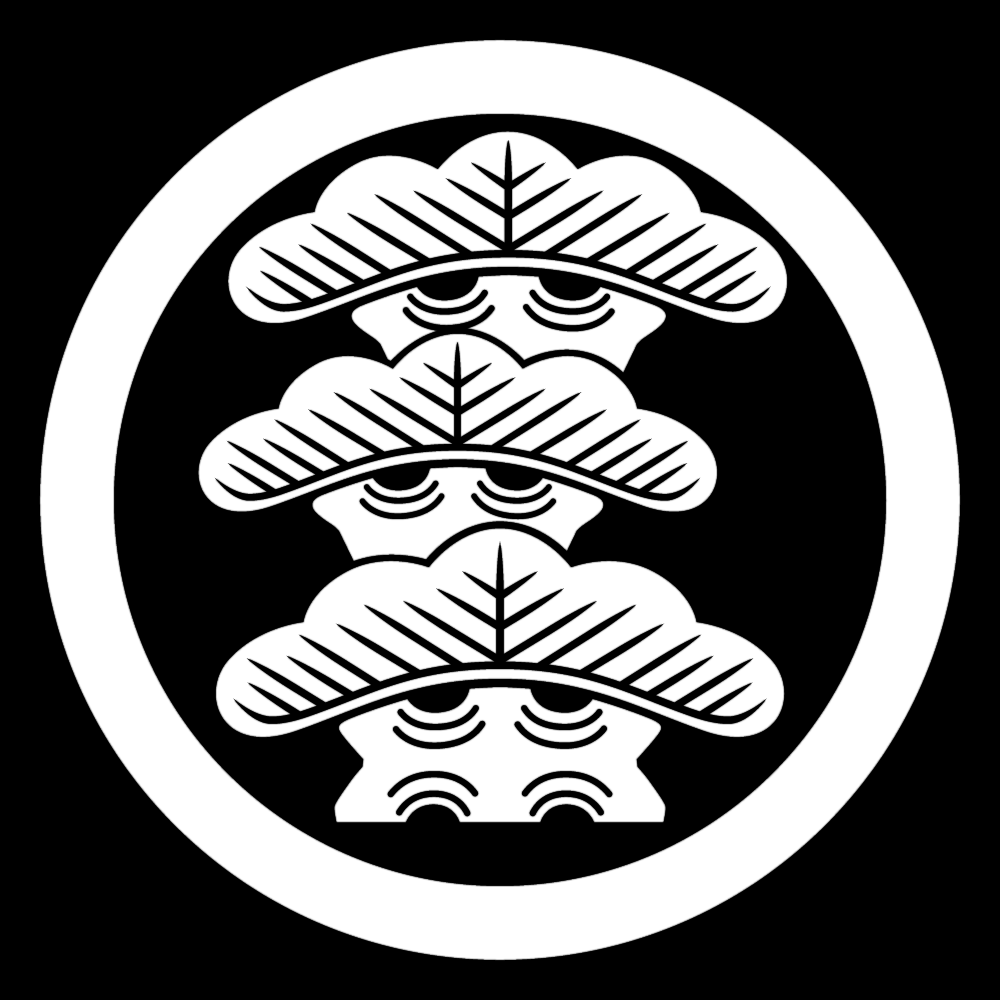
丸に左三階松
櫛松
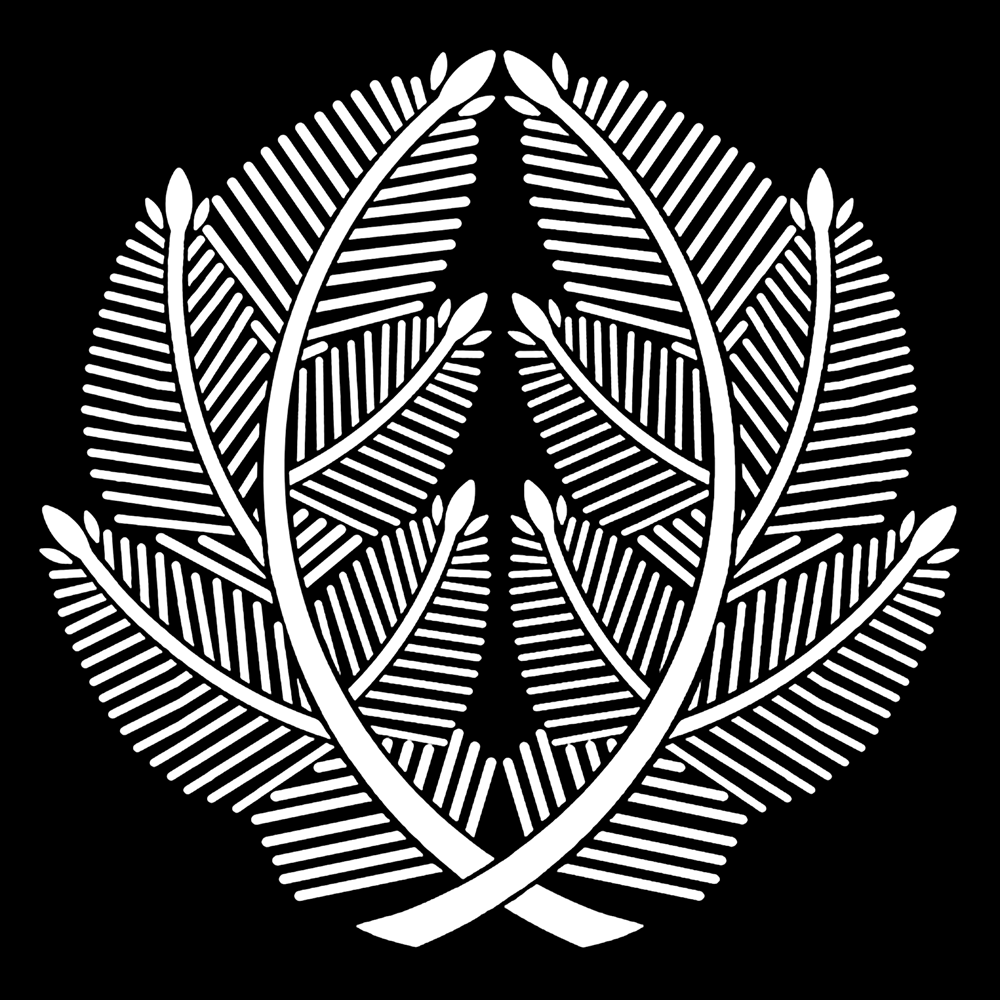
抱き若松
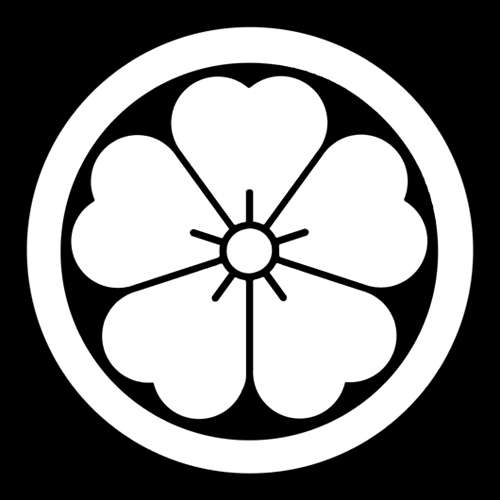
丸に桜
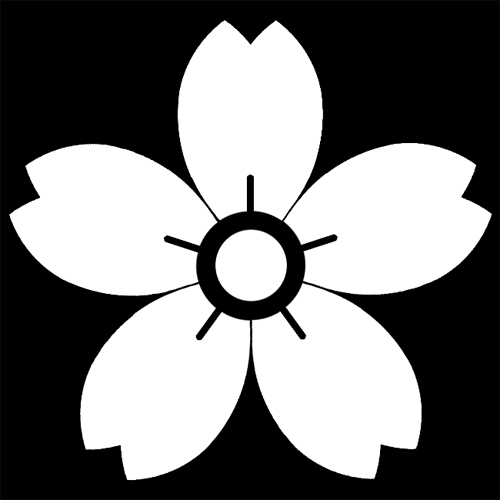
山桜
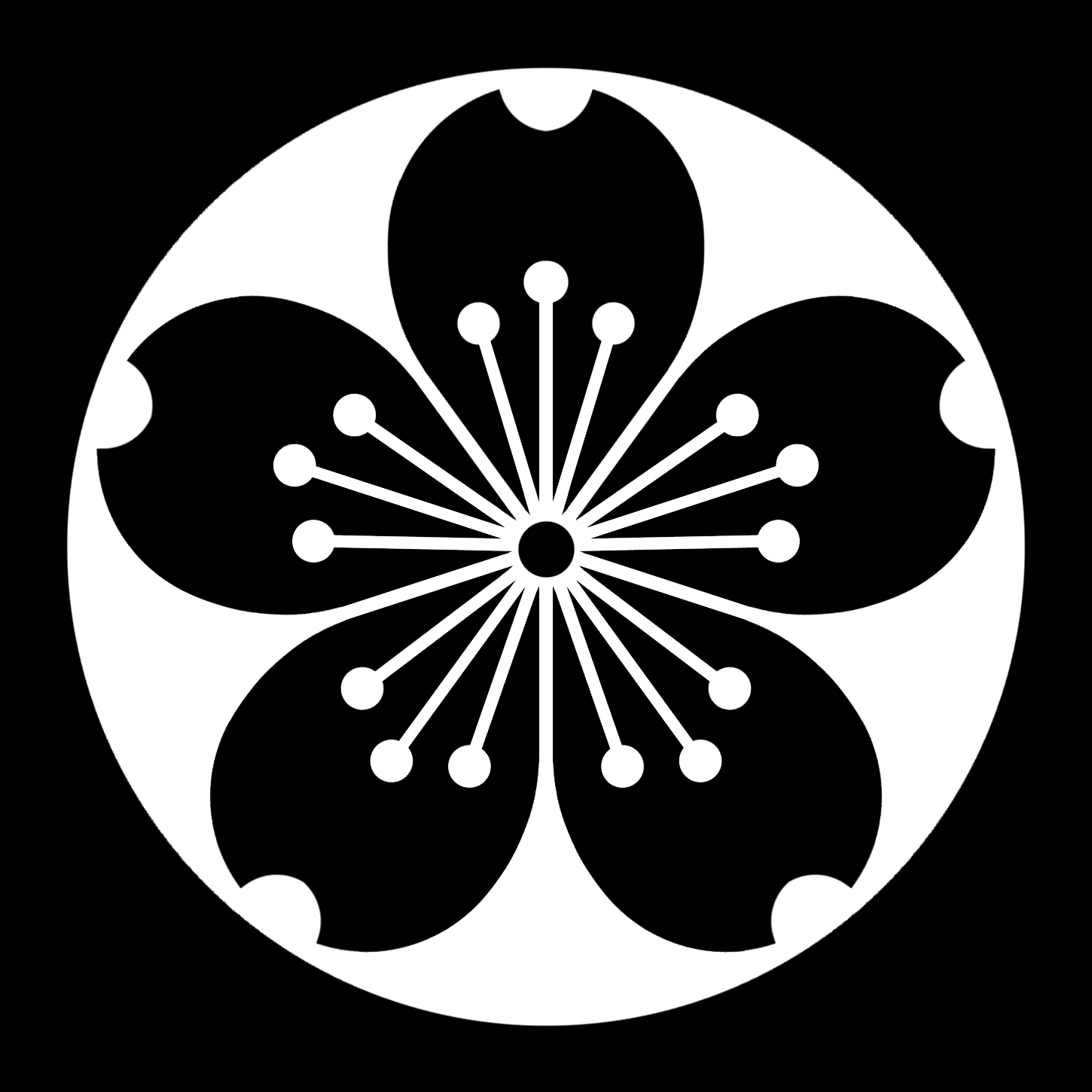
黒餅に地抜き大和桜
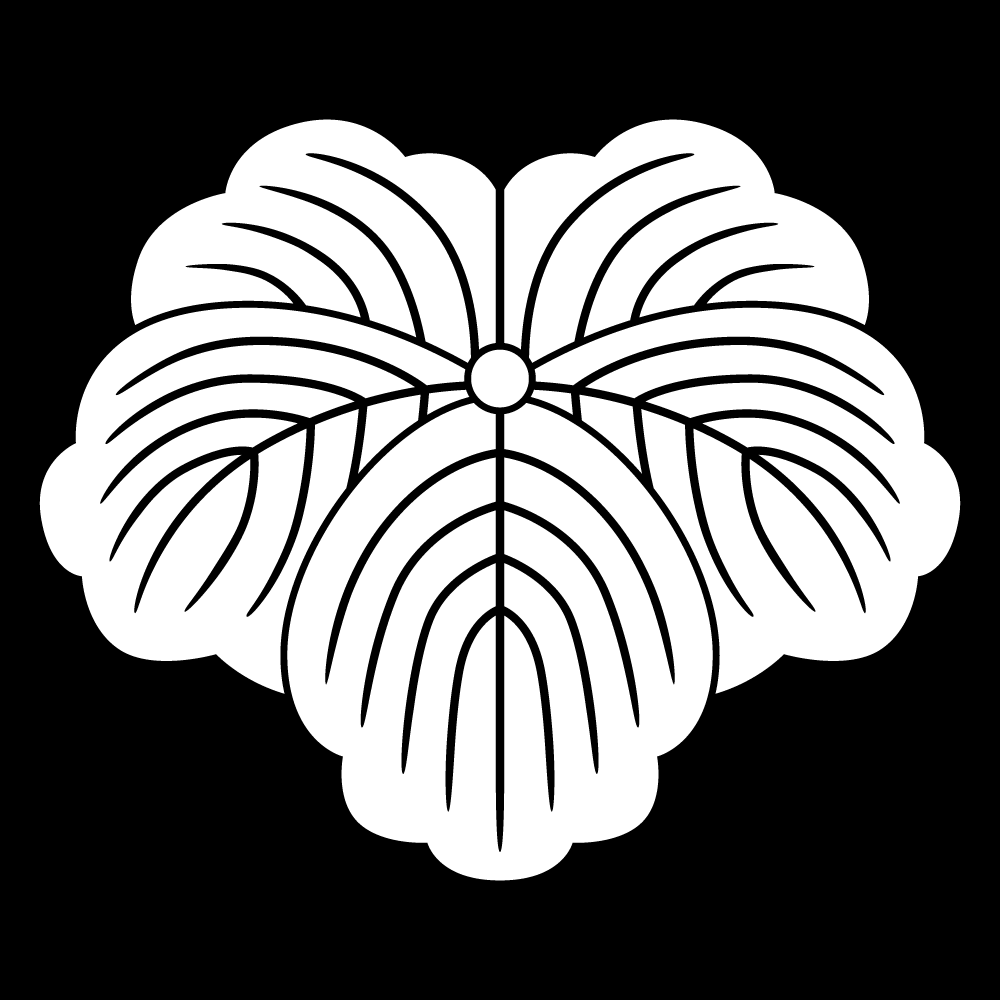
蔦
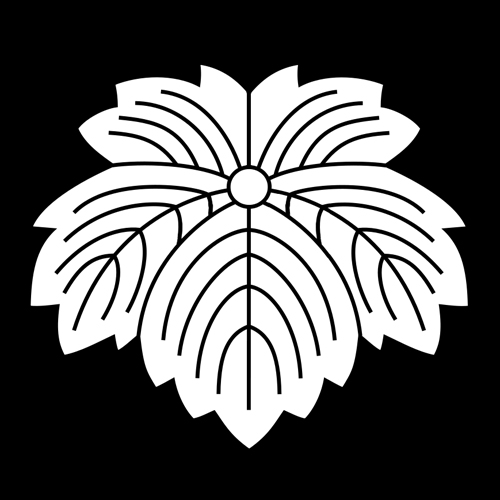
鬼蔦
大割り牡丹
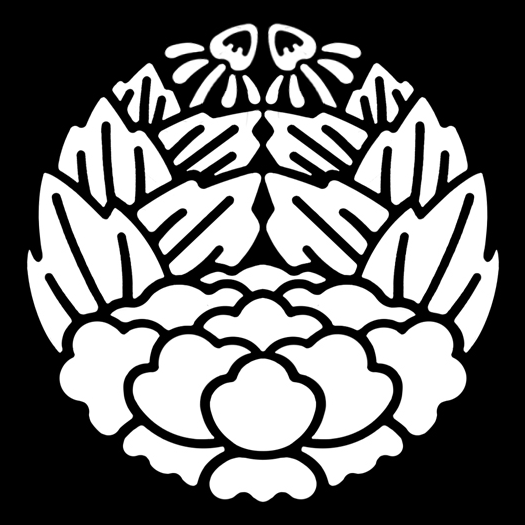
杏葉牡丹
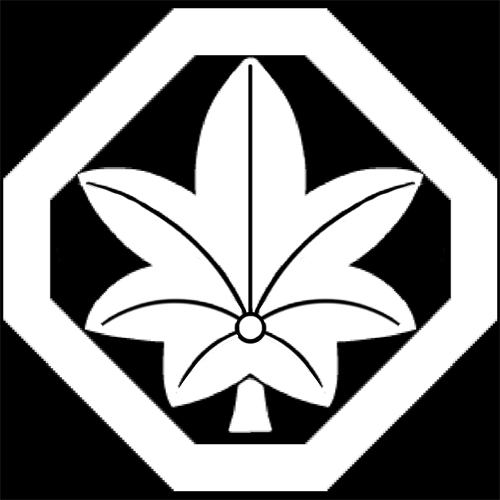
隅切り角に一葉紅葉
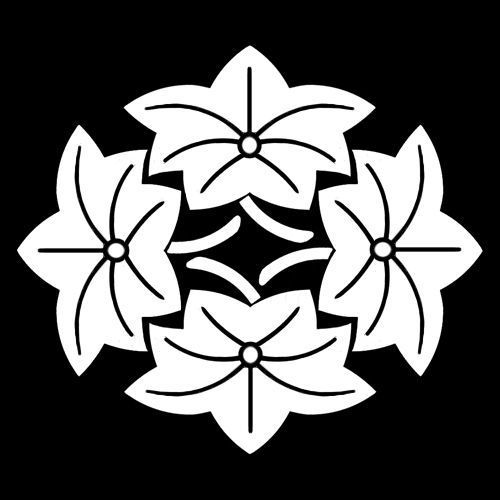
四つ紅葉
笹竜胆
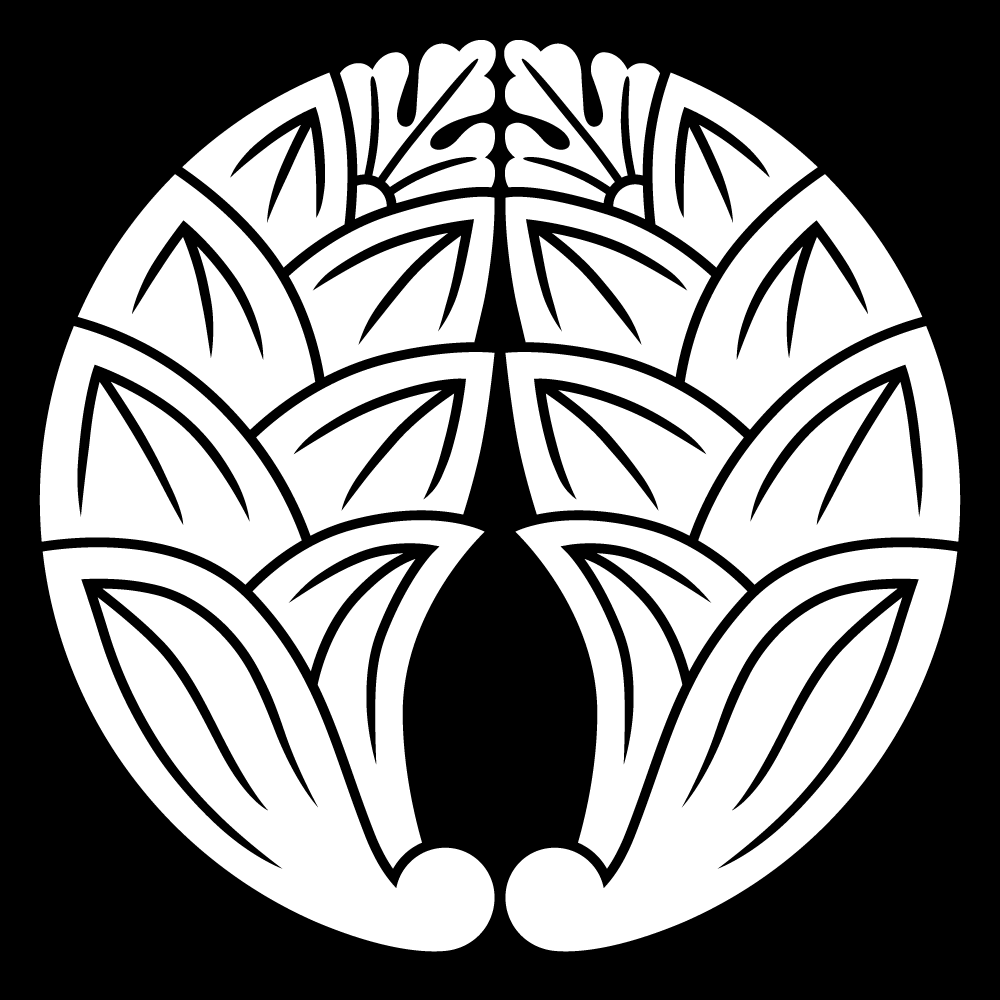
抱き茗荷
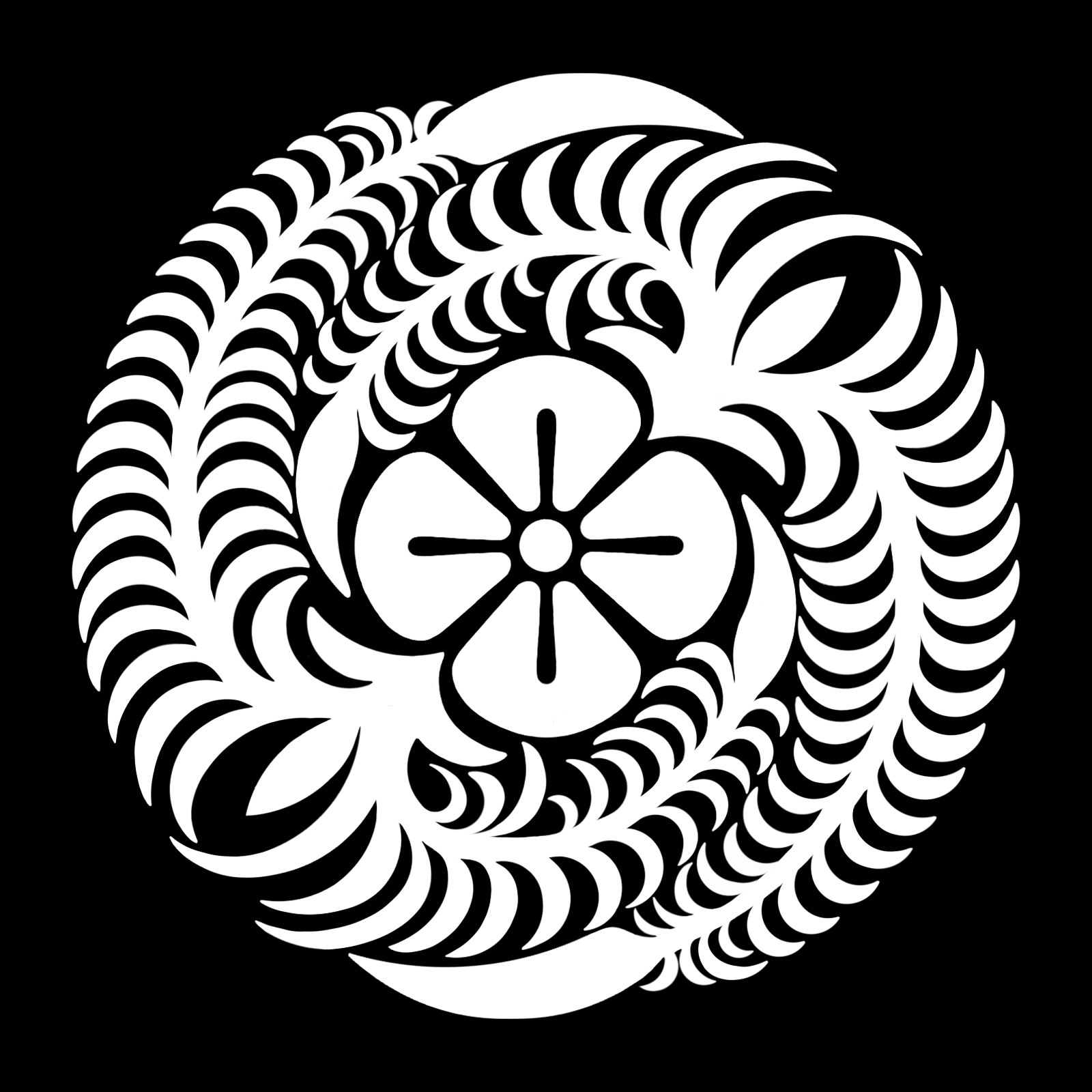
花勝見
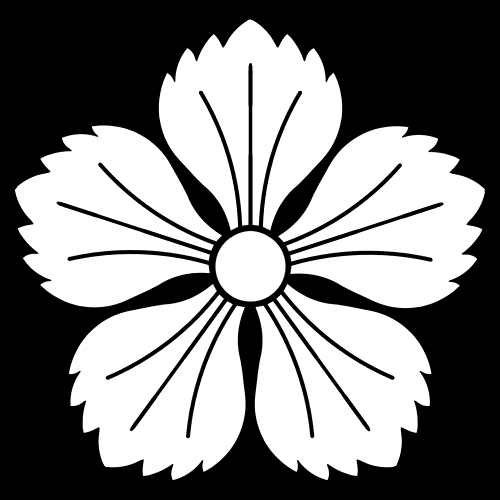
撫子
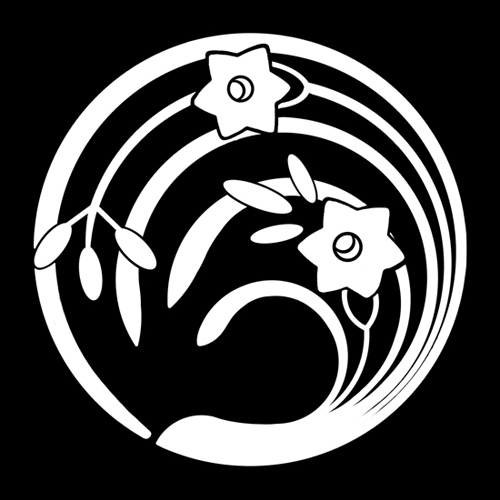
水仙丸
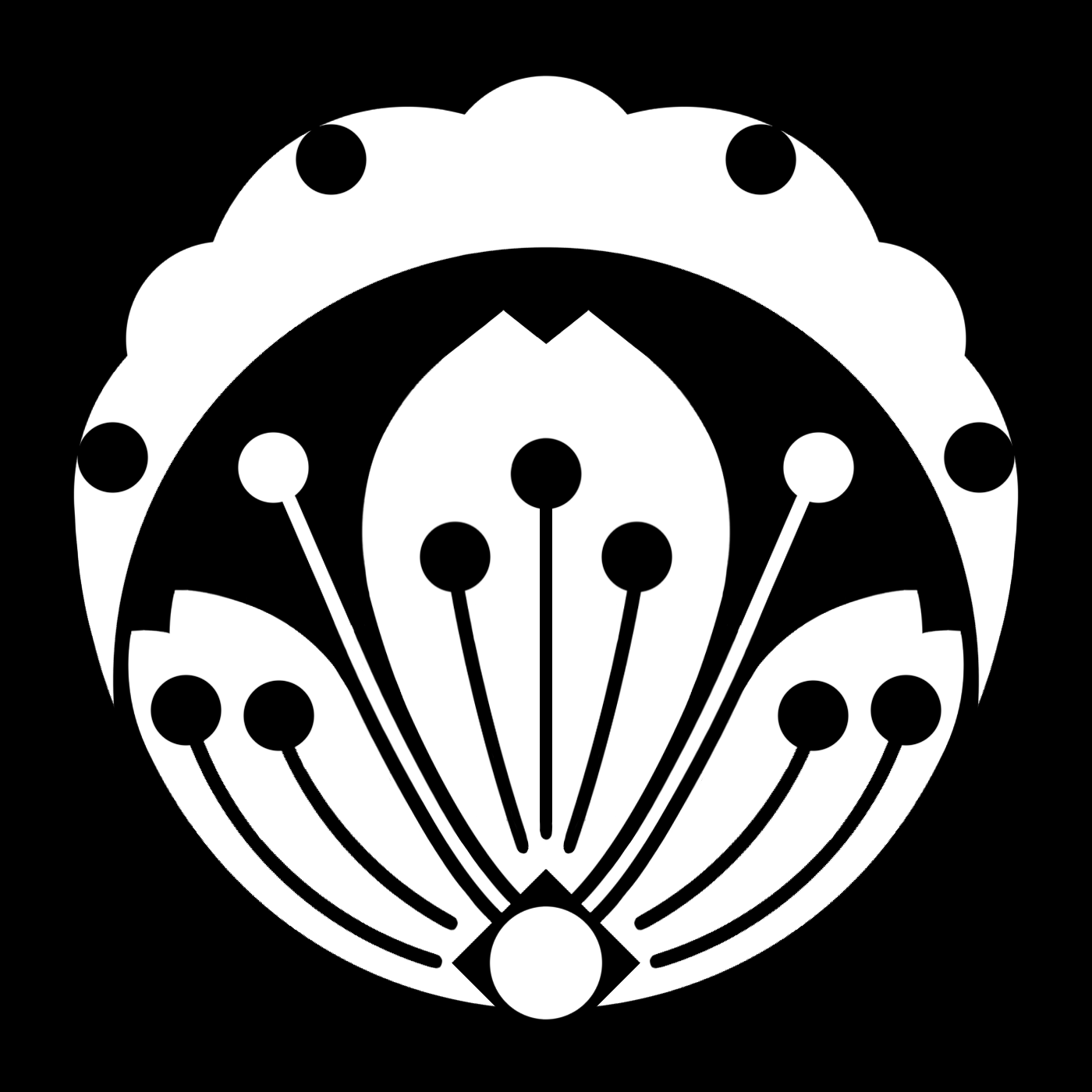
雪月花
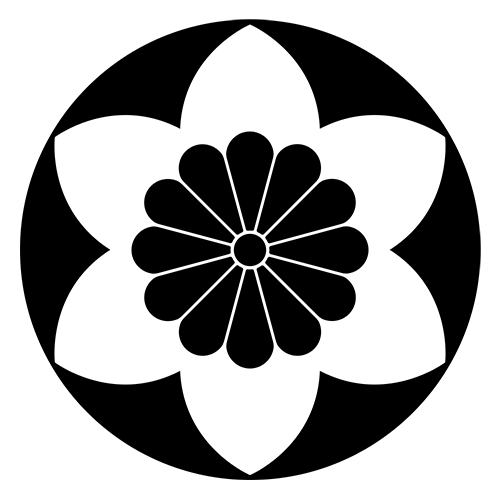
永井鉄線
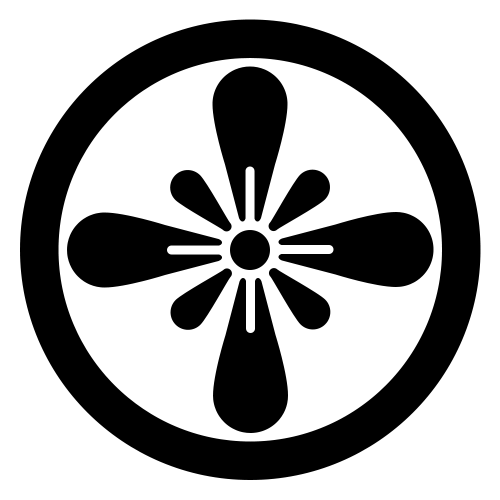
丸に梨の切り口

### 접시꽃 (葵; あおい)

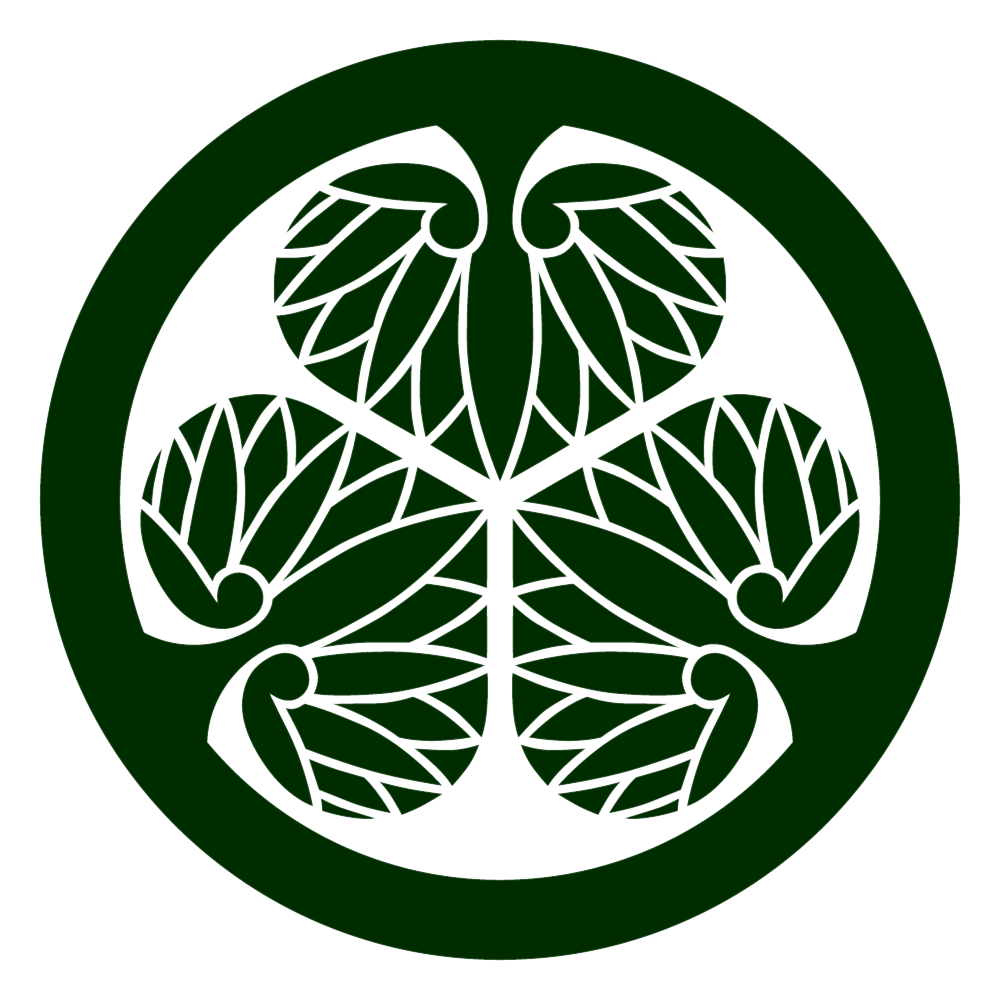
세 잎의 접시꽃 고리(丸に三つ葵, 도쿠가와씨)
선 접시꽃(立ち葵)
원형 안에 접시꽃(本多葵, 表紋・丸に立ち葵, 혼다씨)

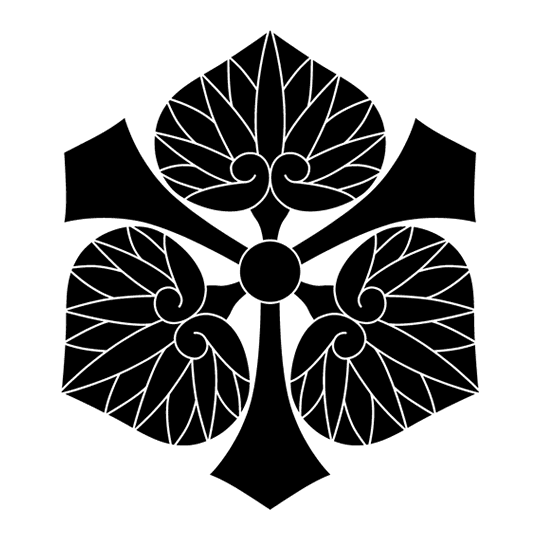
剣三つ葵（けんみつあおい）

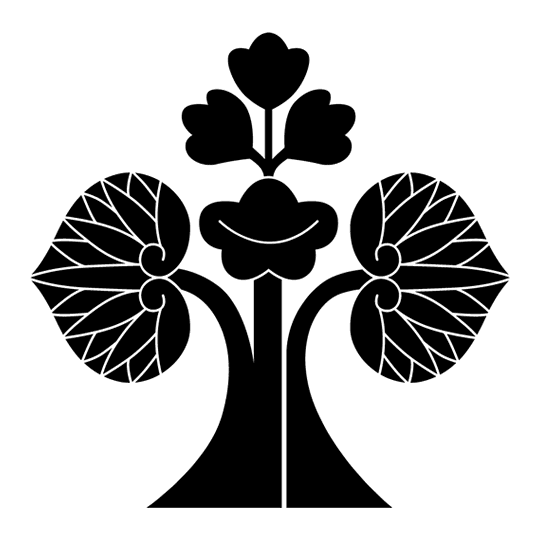
花立ち葵（はなたちあおい）

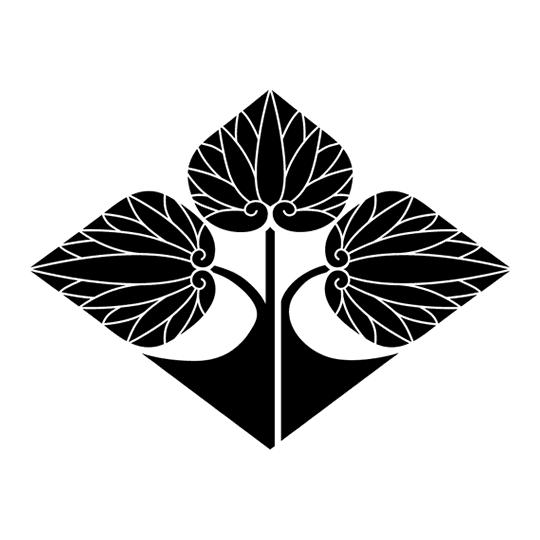
立ち葵菱（たちあおいびし）

### 삼 (麻; あさ)

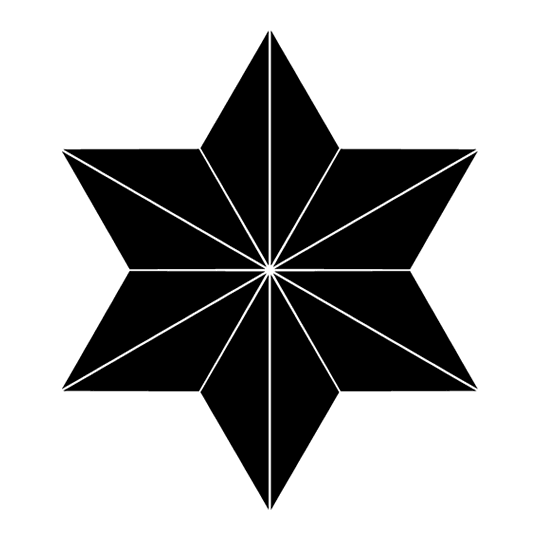
麻の葉

### 나팔꽃 (朝顔; あさがお)

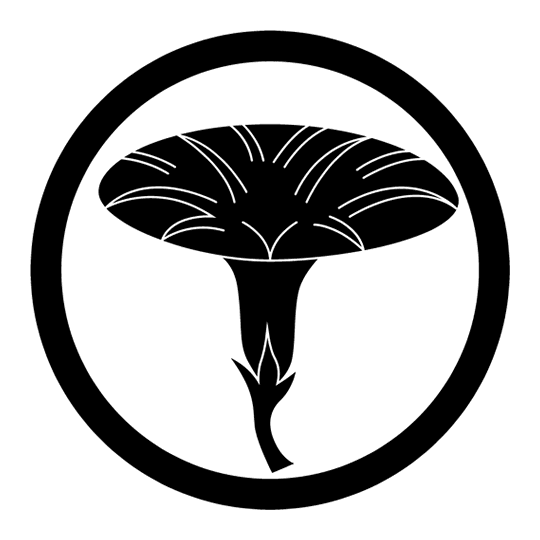
中輪に一つ朝顔

### 갈대 (芦・蘆・葦・葭; あし)

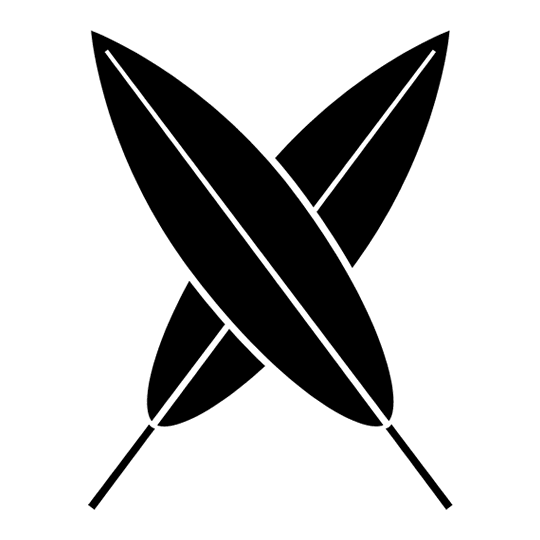
違い葦の葉

### 좁쌀 (粟; あわ)

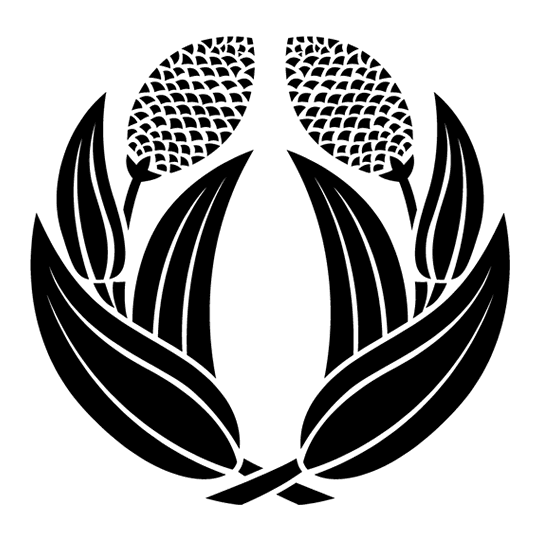
抱き粟

### 감제풀 (虎杖; いたどり)

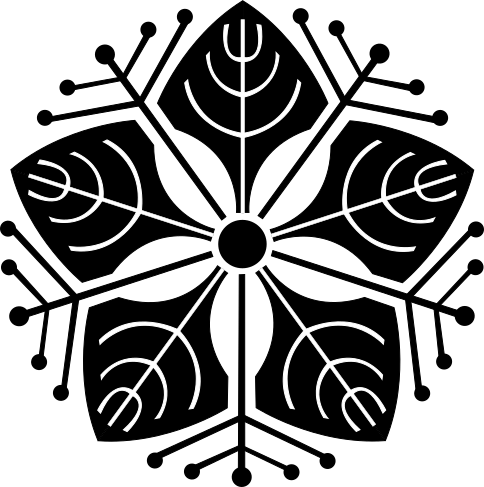
虎杖

### 은행 (銀杏; いちょう)

角切銀杏
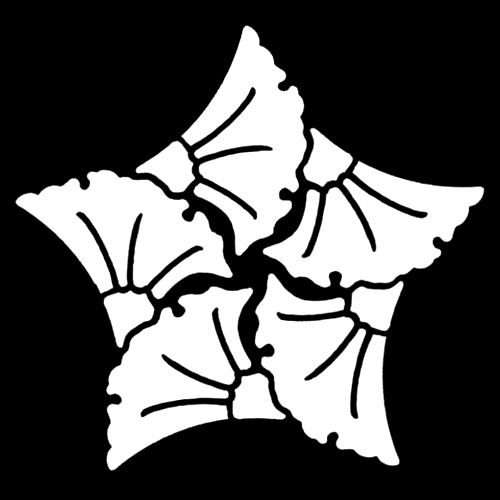
追っかけ五枚銀杏
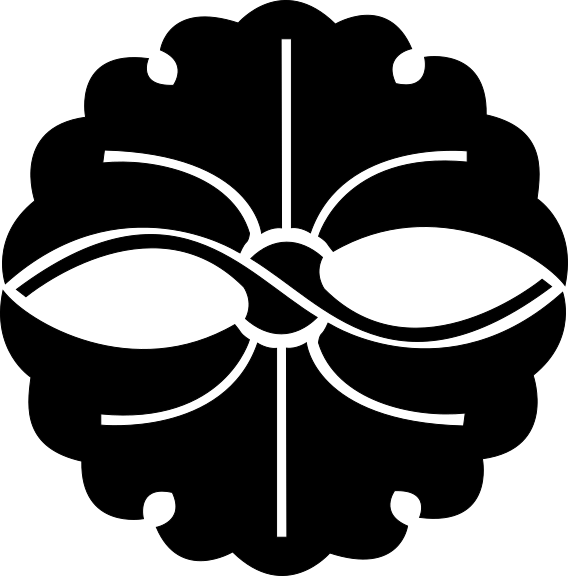
銀杏の二葉
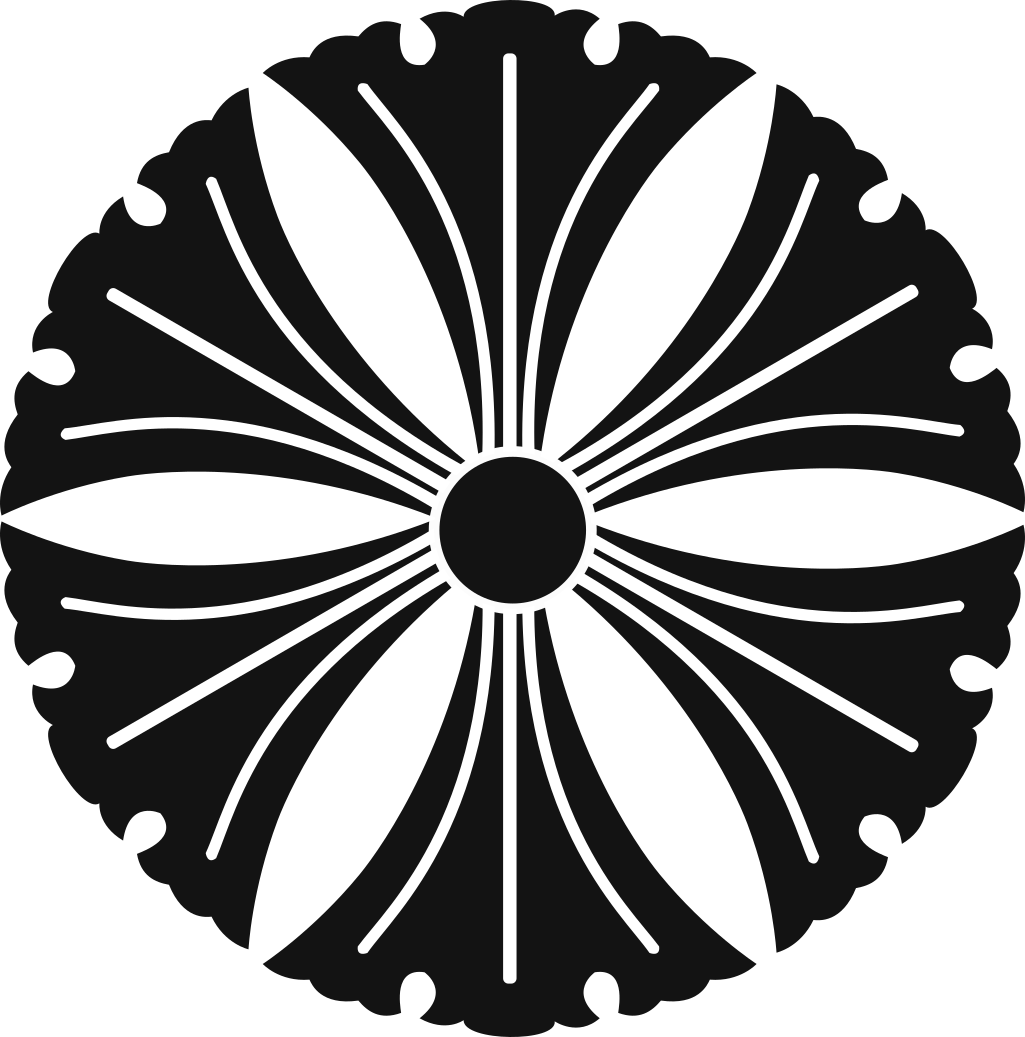
六つ銀杏

### 벼 (稲; いね)

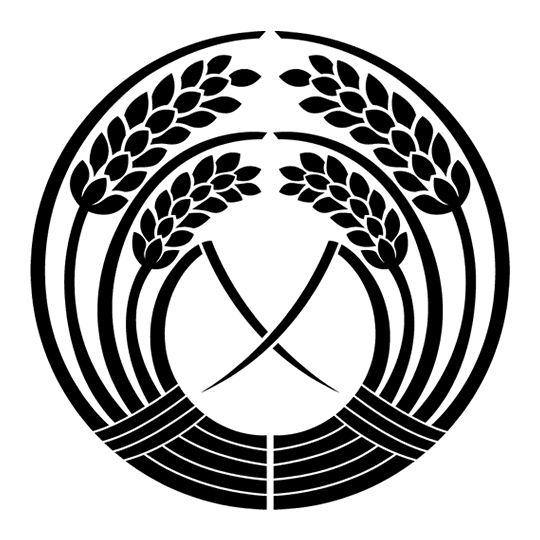
抱き稲

### 매화 (梅; うめ)

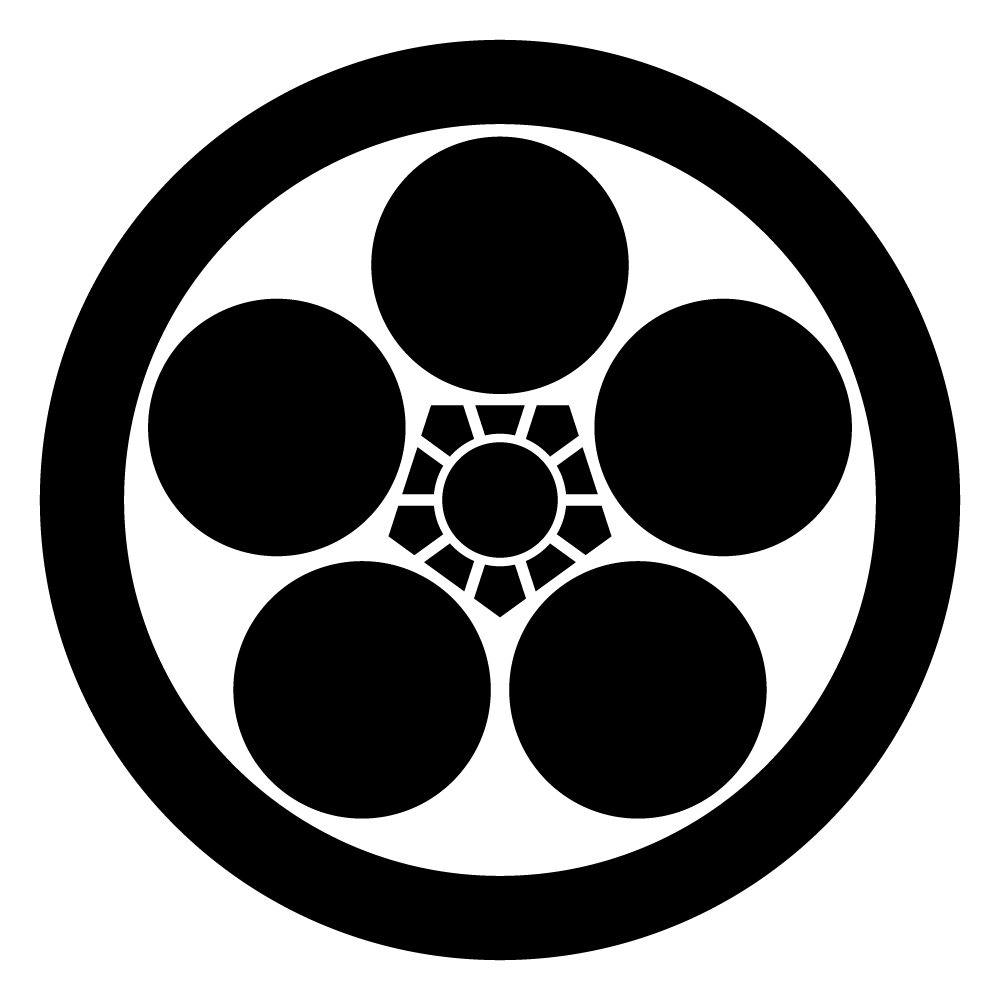
丸に梅鉢

梅
梅鉢(쓰쓰이씨)
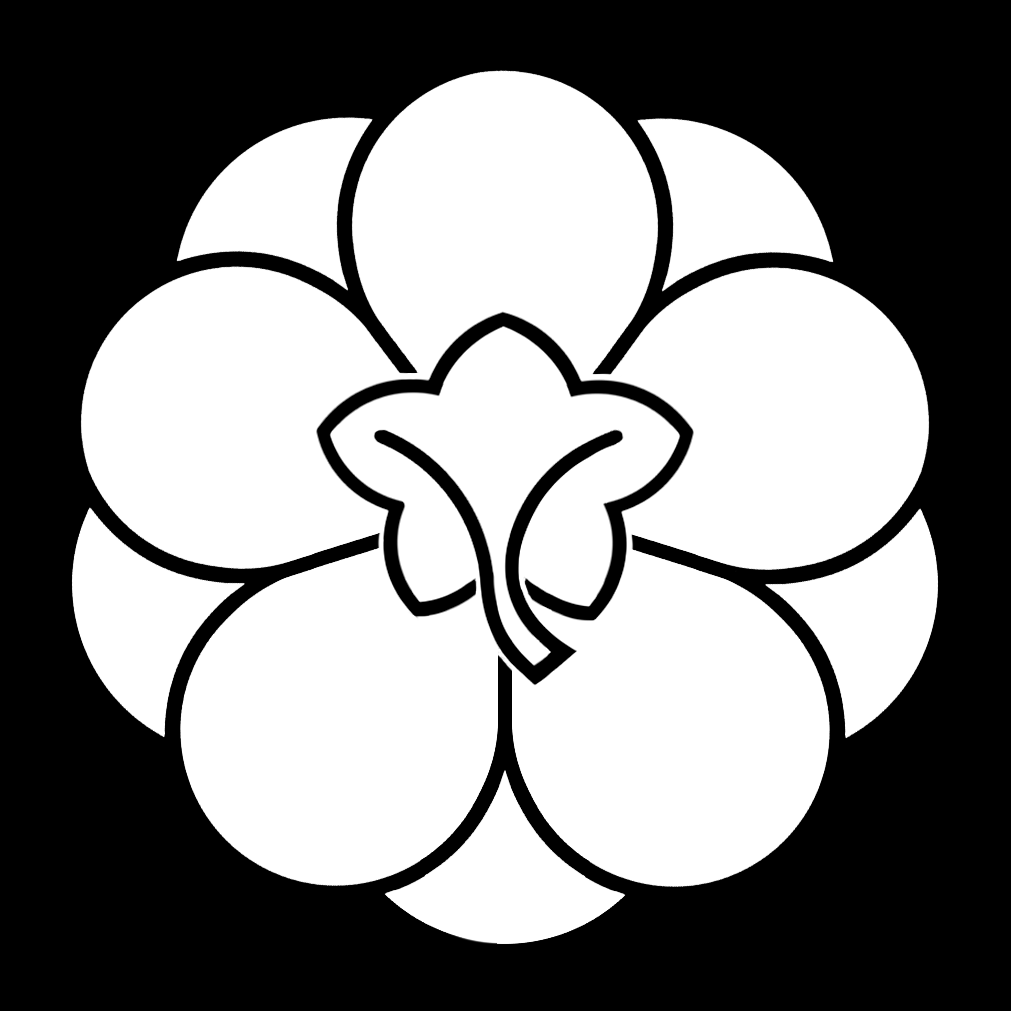
八重裏梅

### 벗풀과 물 (沢瀉に水; おもだかにみず)

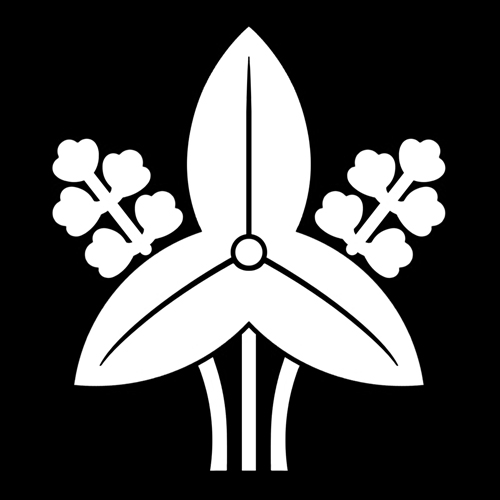
沢瀉
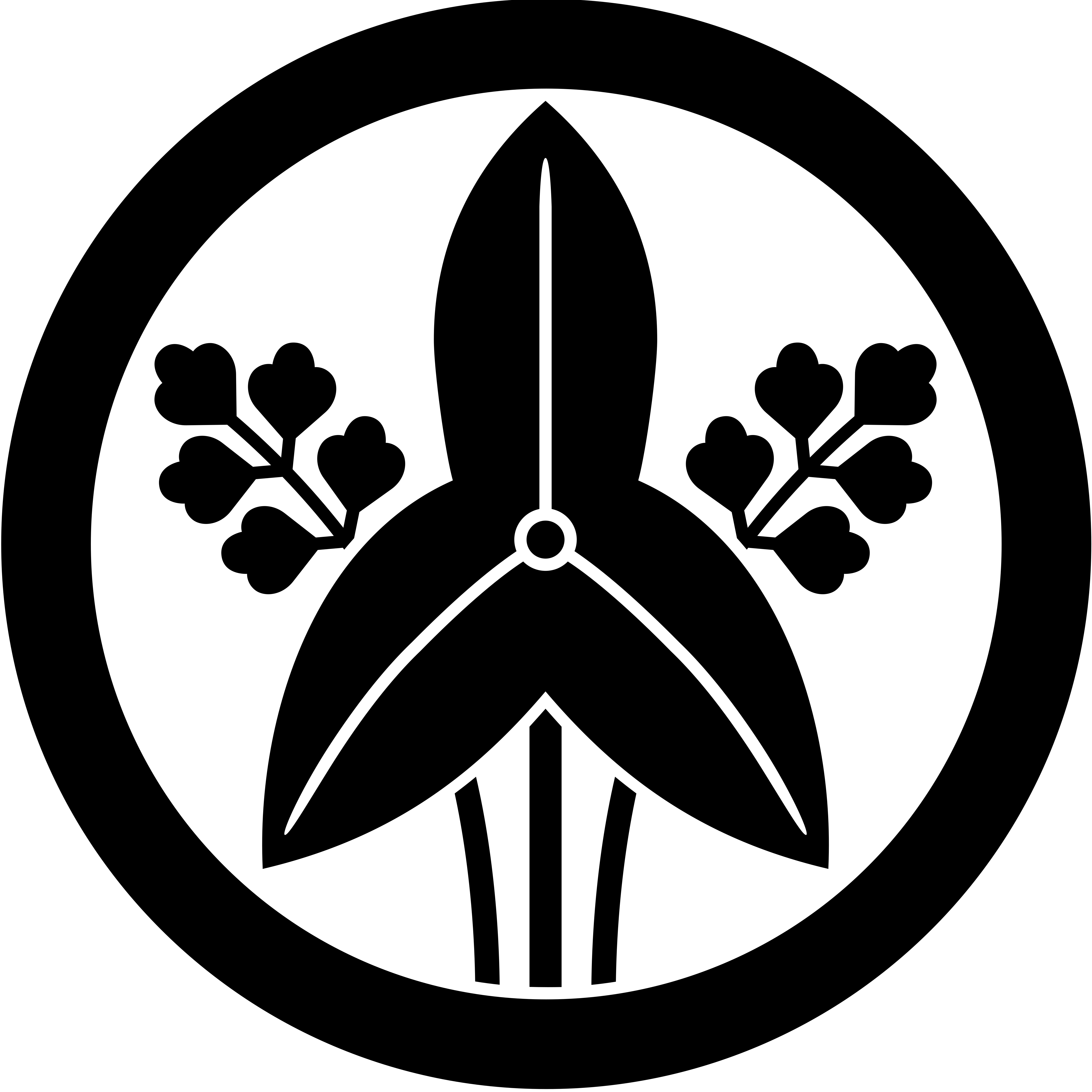
丸に沢瀉

### 단풍 (楓; かえで・もみじ)

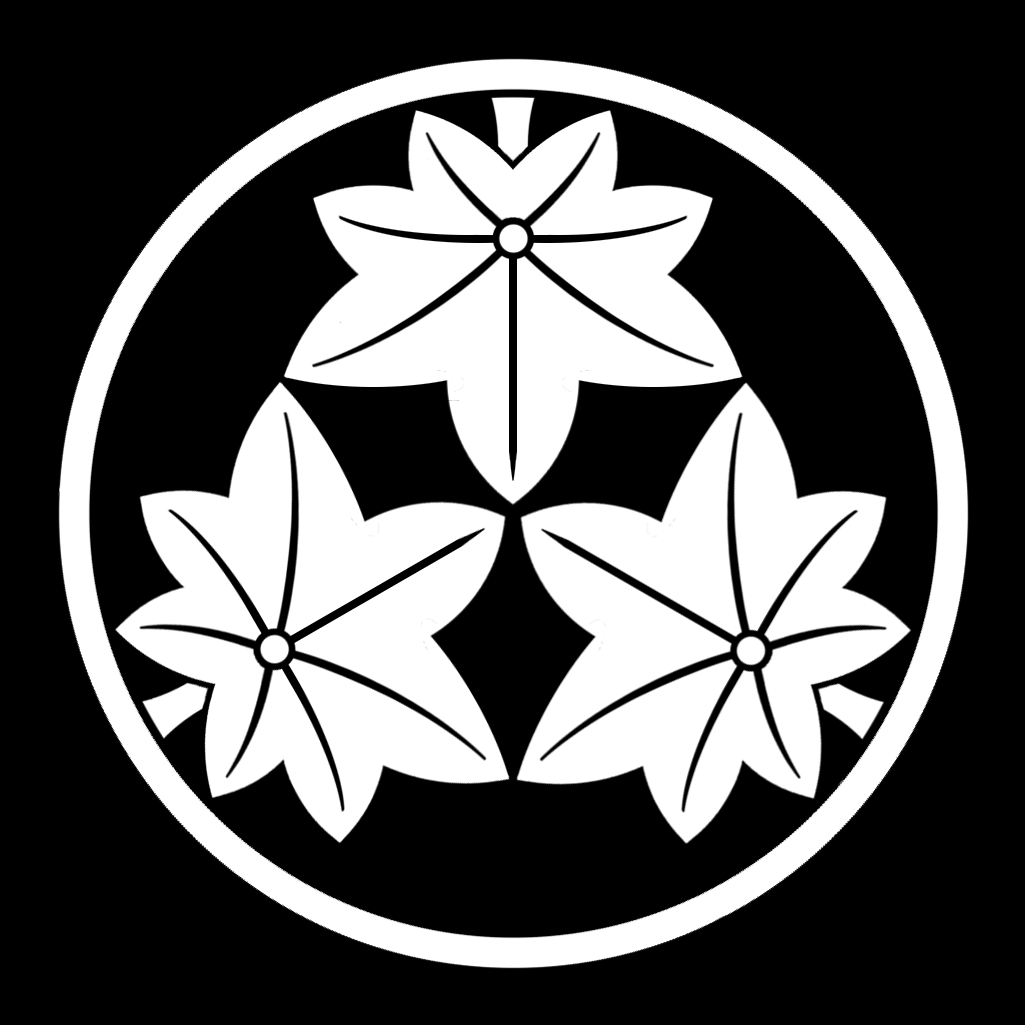
단풍잎 세 장(三つ楓, 기쿠테이씨)

### 꾸지나무 (梶; かじ)

꾸지나무잎

### 떡갈나무 (柏; かしわ)

丸に三つ柏
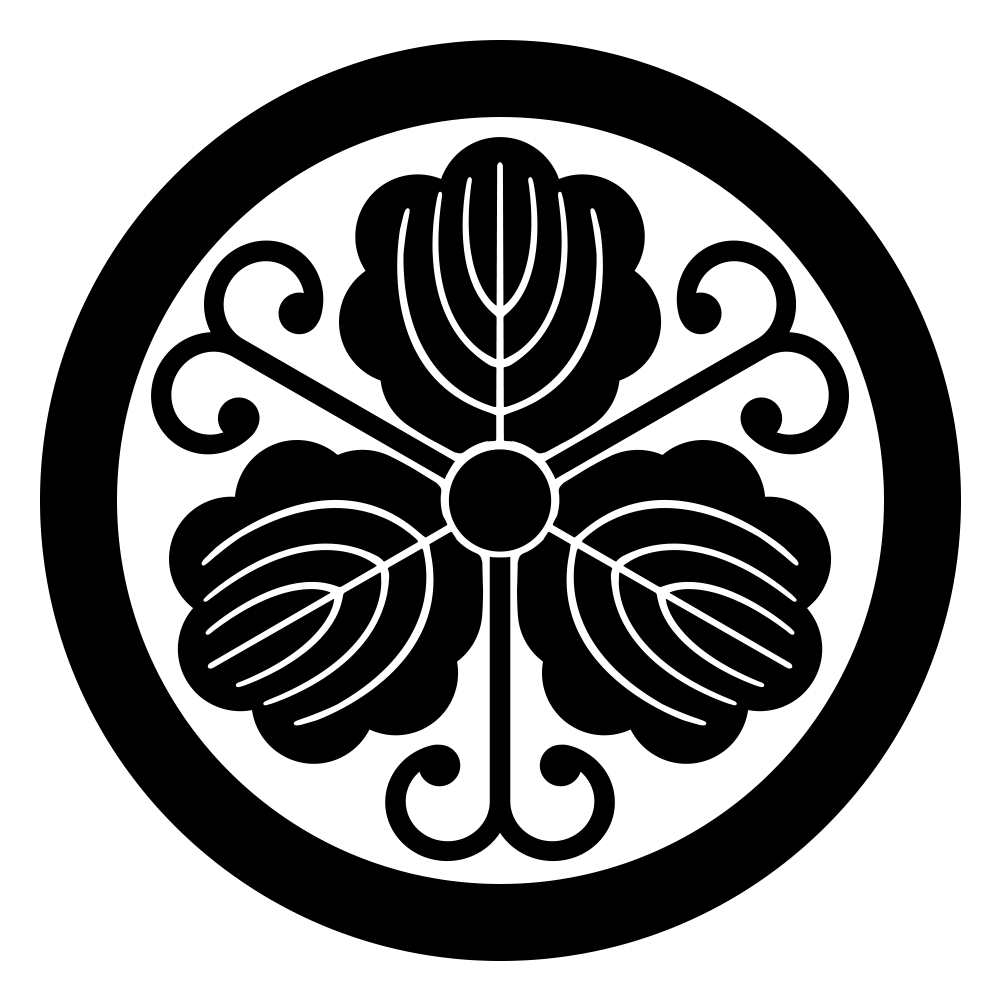
丸に蔓柏
結び柏 (三つ柏の変形)

### 괭이밥 (片喰; かたばみ)

片喰(사카이씨)
陰片喰
剣片喰(けんかたばみ, 우키타씨)[1][2]

### 도라지 (桔梗; ききょう)

도키 도라지(土岐桔梗, 아케치씨)
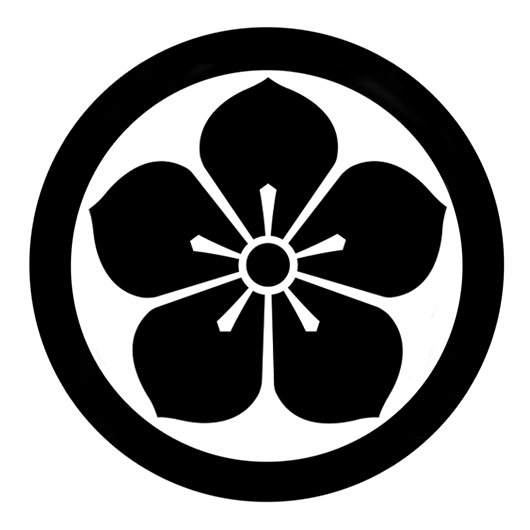
원형에 도라지(丸に桔梗)

### 국화 (菊; きく)

십육변팔중표국문
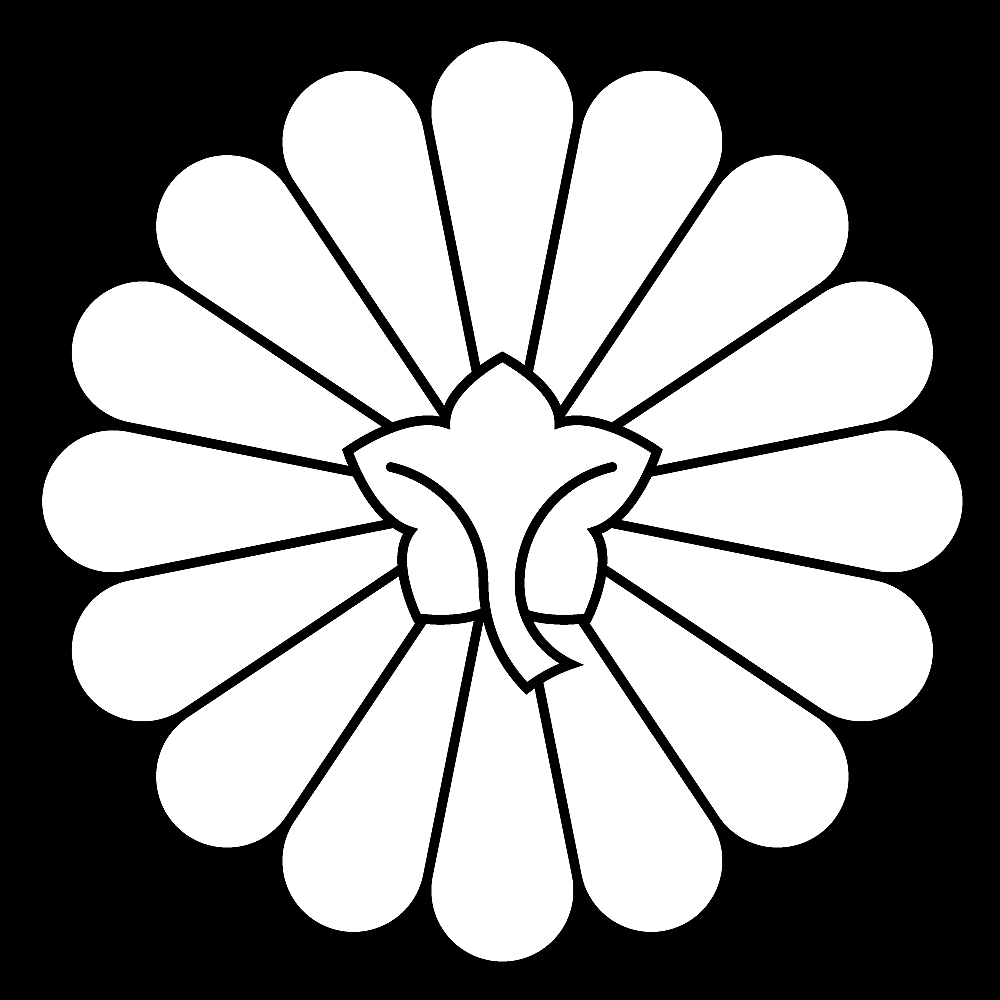
十六裏菊

### 오동나무 (桐; きり)

태합동 (太閤桐, 도요토미씨)
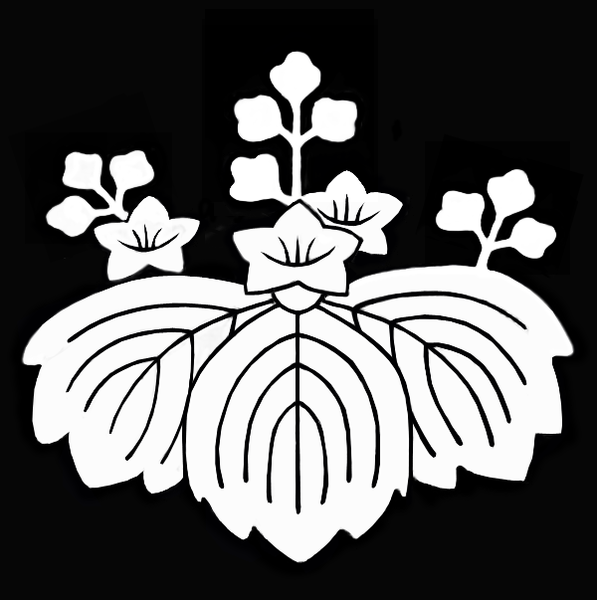
토좌동(土佐桐)

### 개연꽃 (河骨; こうほね)

三つ河骨

### 벚나무 (桜; さくら)

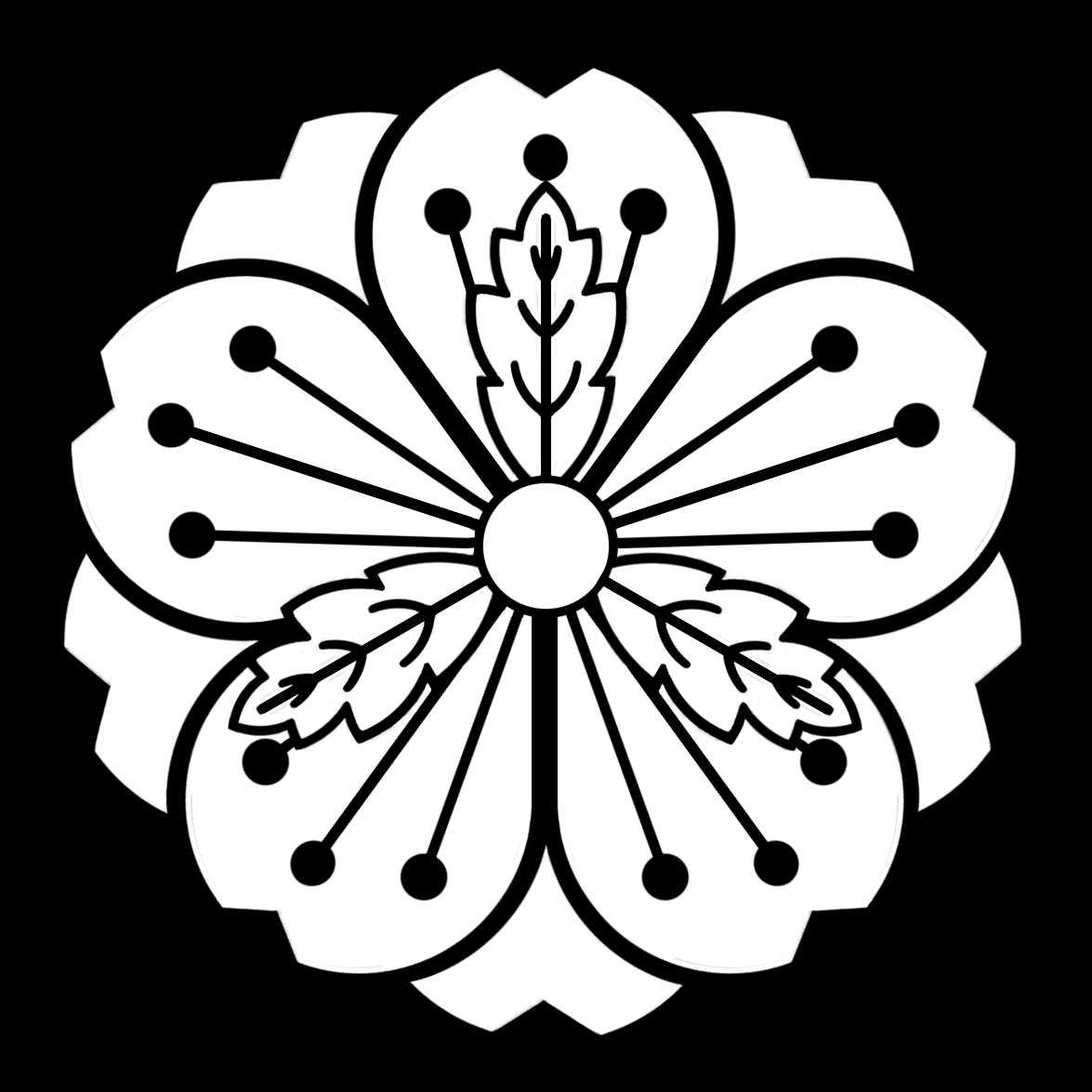
塩竈桜

- 塩竈桜

### 대나무・조릿대 (竹・笹; たけ・ささ・たけのこ）

대나무잎 다섯장(五枚笹, 쇼후쿠테이 쇼카쿠)
대나무와 참새 (竹に雀, 다테씨)
고리에 조릿대(가나미쓰씨)
조릿대와 참새(우에스기씨)

### 귤 (橘; たちばな)

귤나무 (다치바나씨 (공가), 마에다씨)

### 담쟁이 (蔦; つた)

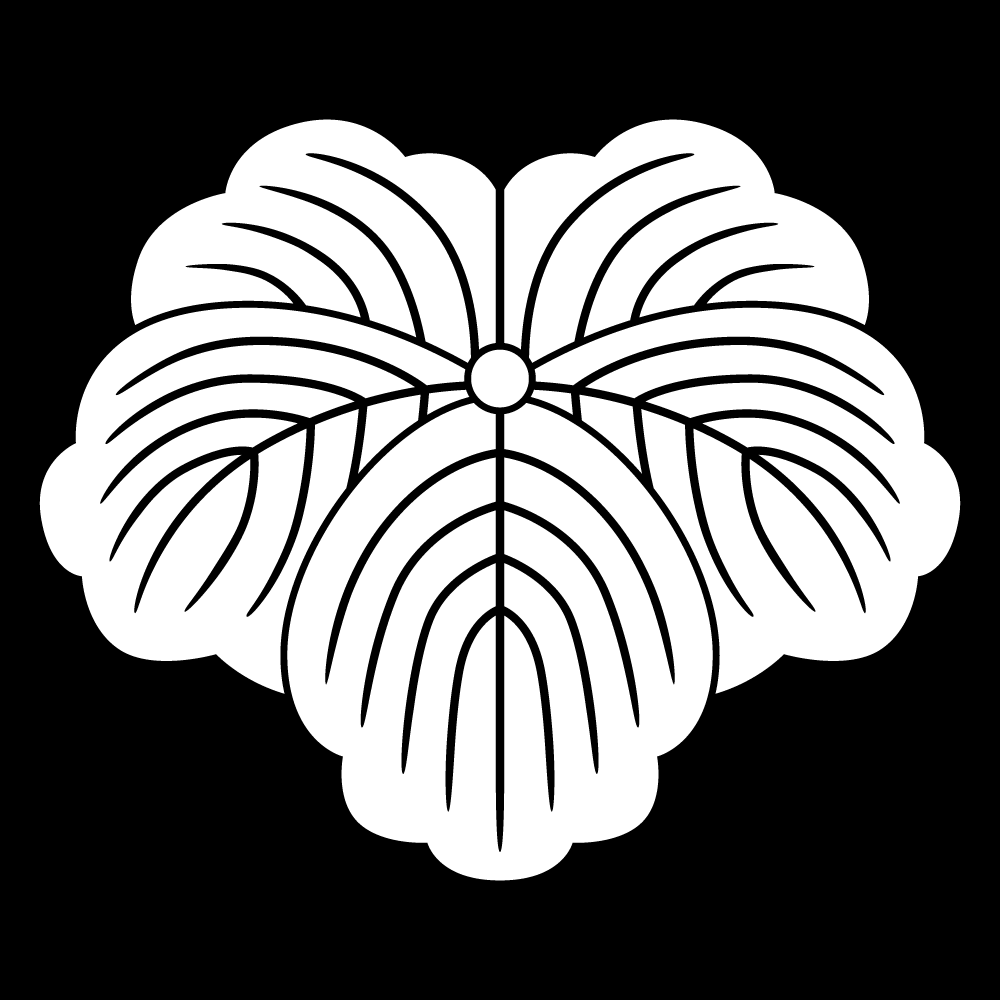
담쟁이덩굴

### 패랭이 (撫子; なでしこ)
- 사이토씨 참고.

### 등나무 (藤; ふじ)

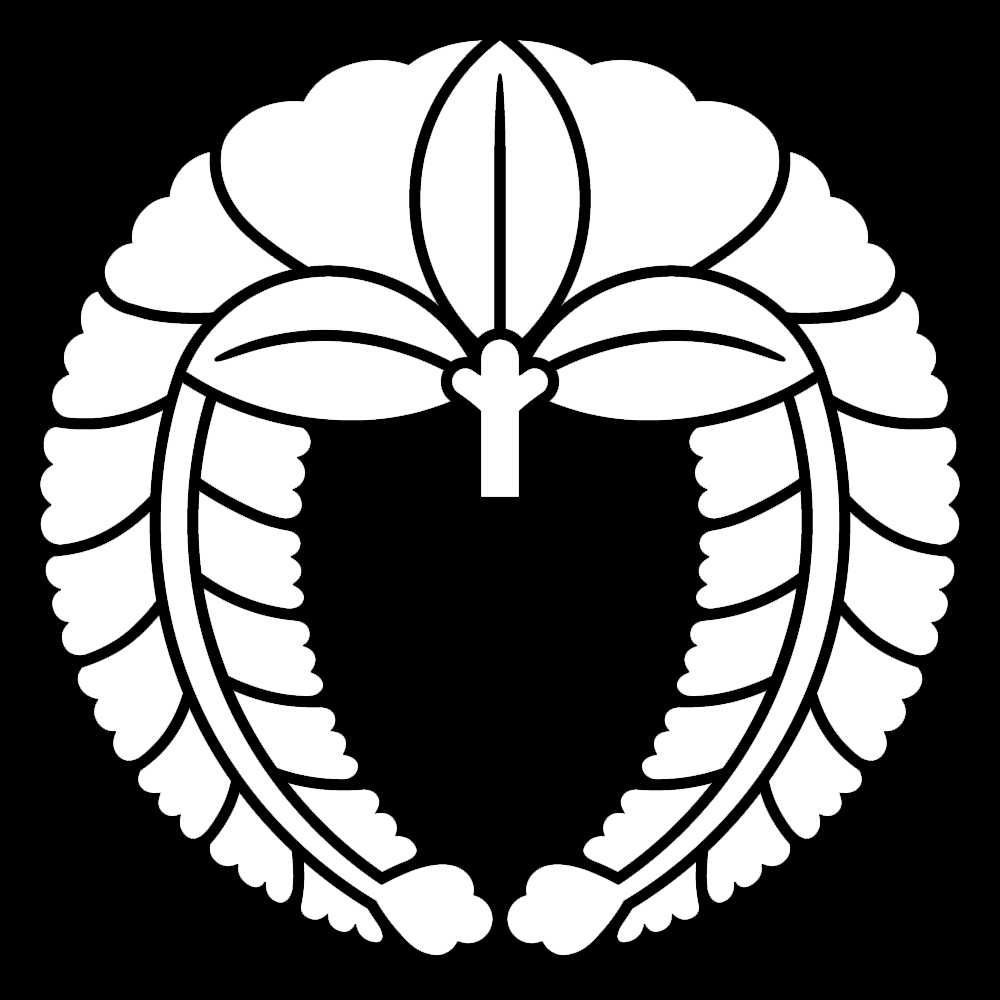
늘어뜨린 등나무(下り藤, 후지와라씨)

### 모란 (牡丹; ぼたん)

대분할 모란(大割り牡丹)

### 소나무 (松; まつ)

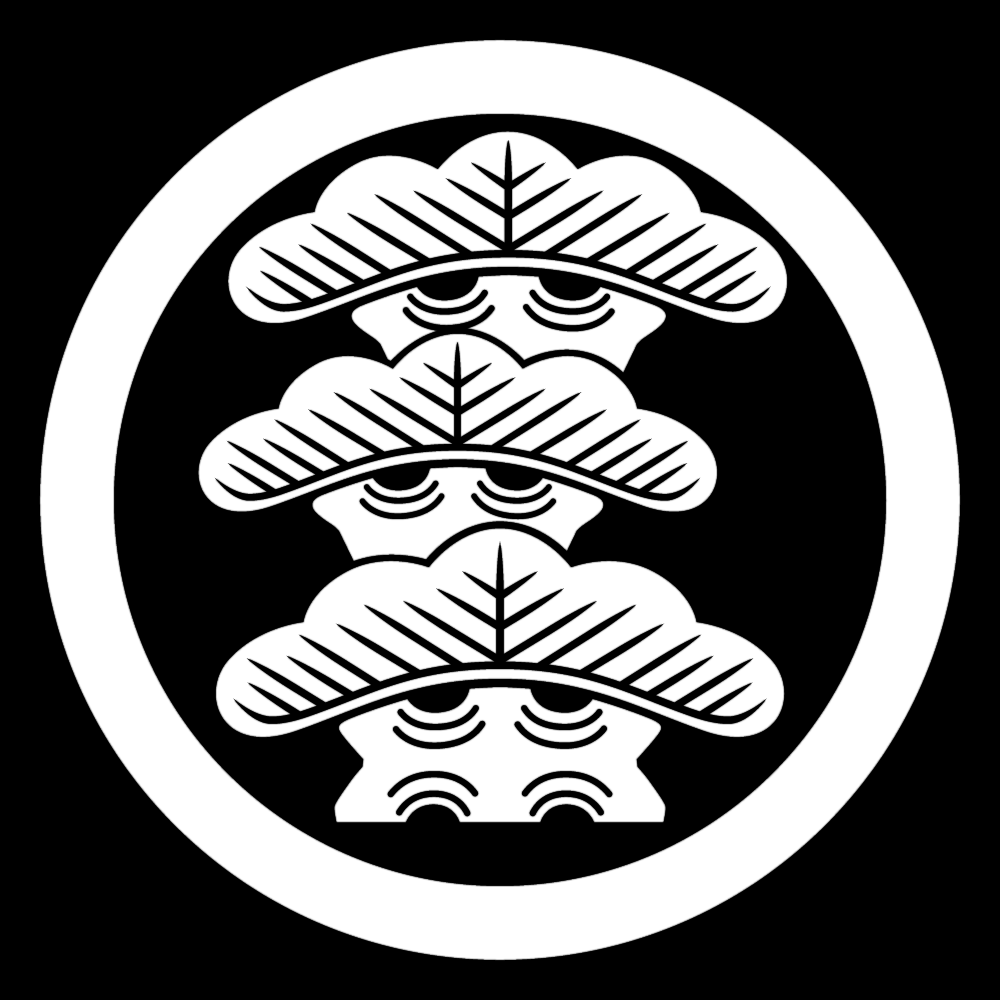
丸に左三階松

### 양하 (茗荷; みょうが)

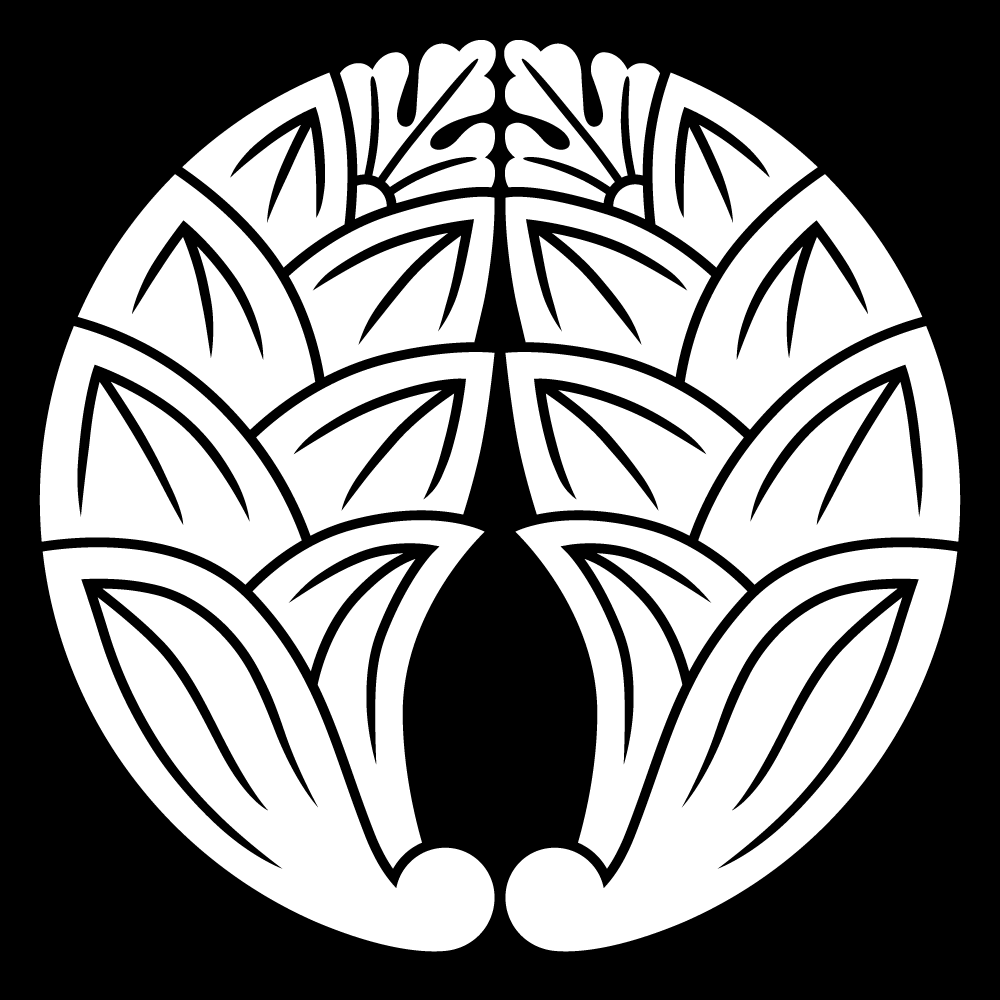
茗荷紋 (抱き茗荷)

### 용담 (竜胆; りんどう)

잎이 넓은 용담(笹竜胆, 겐지 (씨족))

### 기타

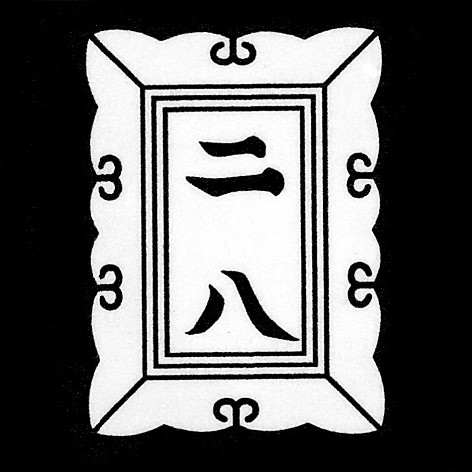
額に二八文字
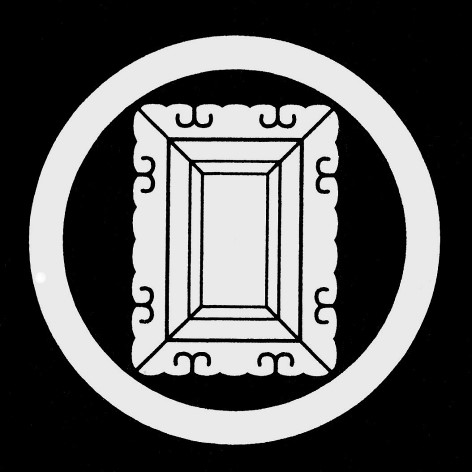
丸に額
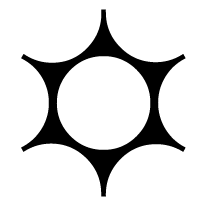
鞠挟

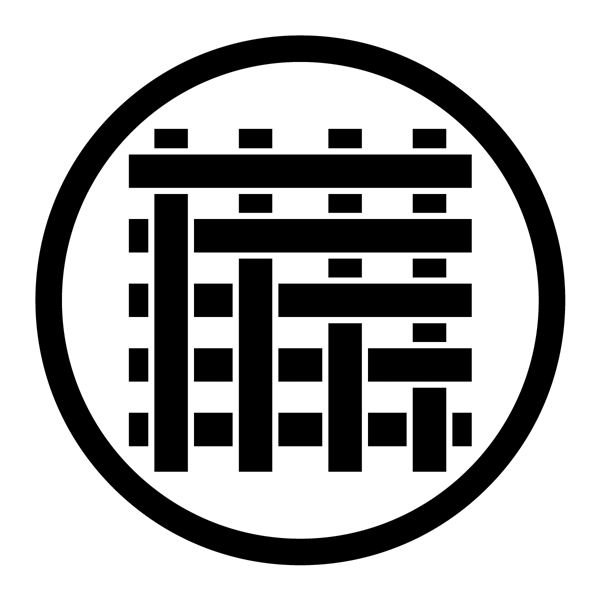
遠山九字直違

아자문(児文字, 우키타씨)

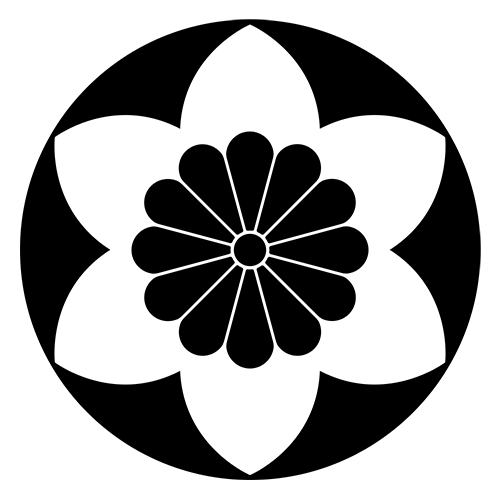
永井鉄線
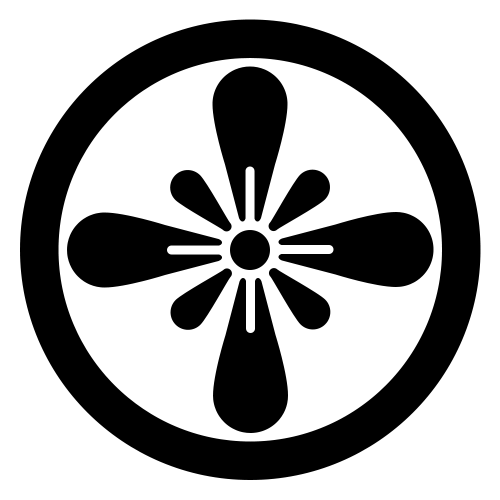
丸に梨の切り口

## 기재

五本骨扇
檜扇
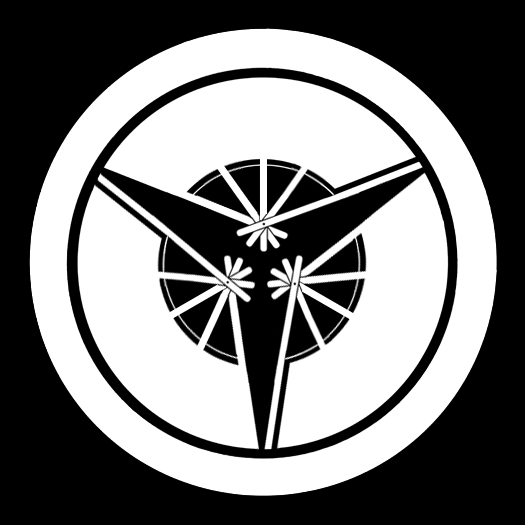
丸に三つ扇
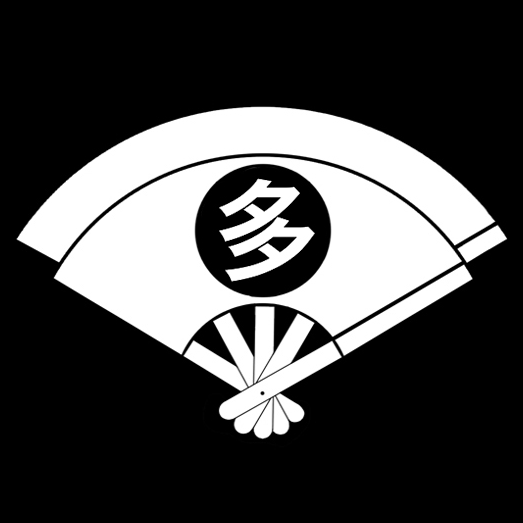
重ね扇に多の字
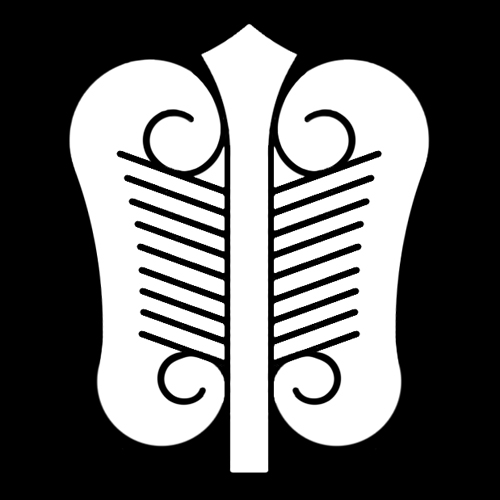
唐団扇
唐団扇
釘抜
違い釘抜
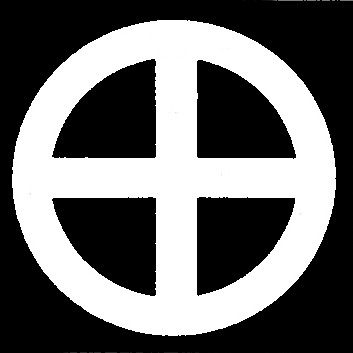
轡
三つ入子枡・三升
祇園守
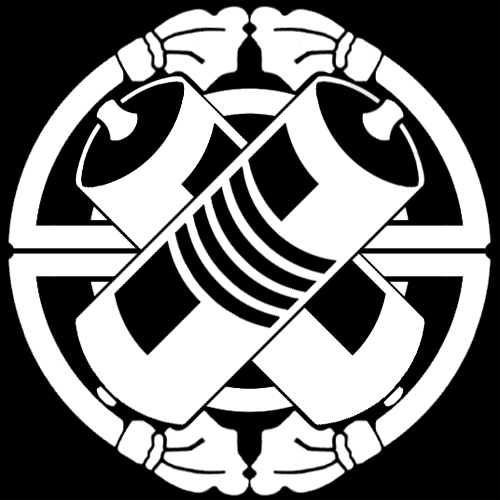
成駒屋祇園守
抱き杏葉
抱き花杏葉
抱き陰杏葉
六連銭
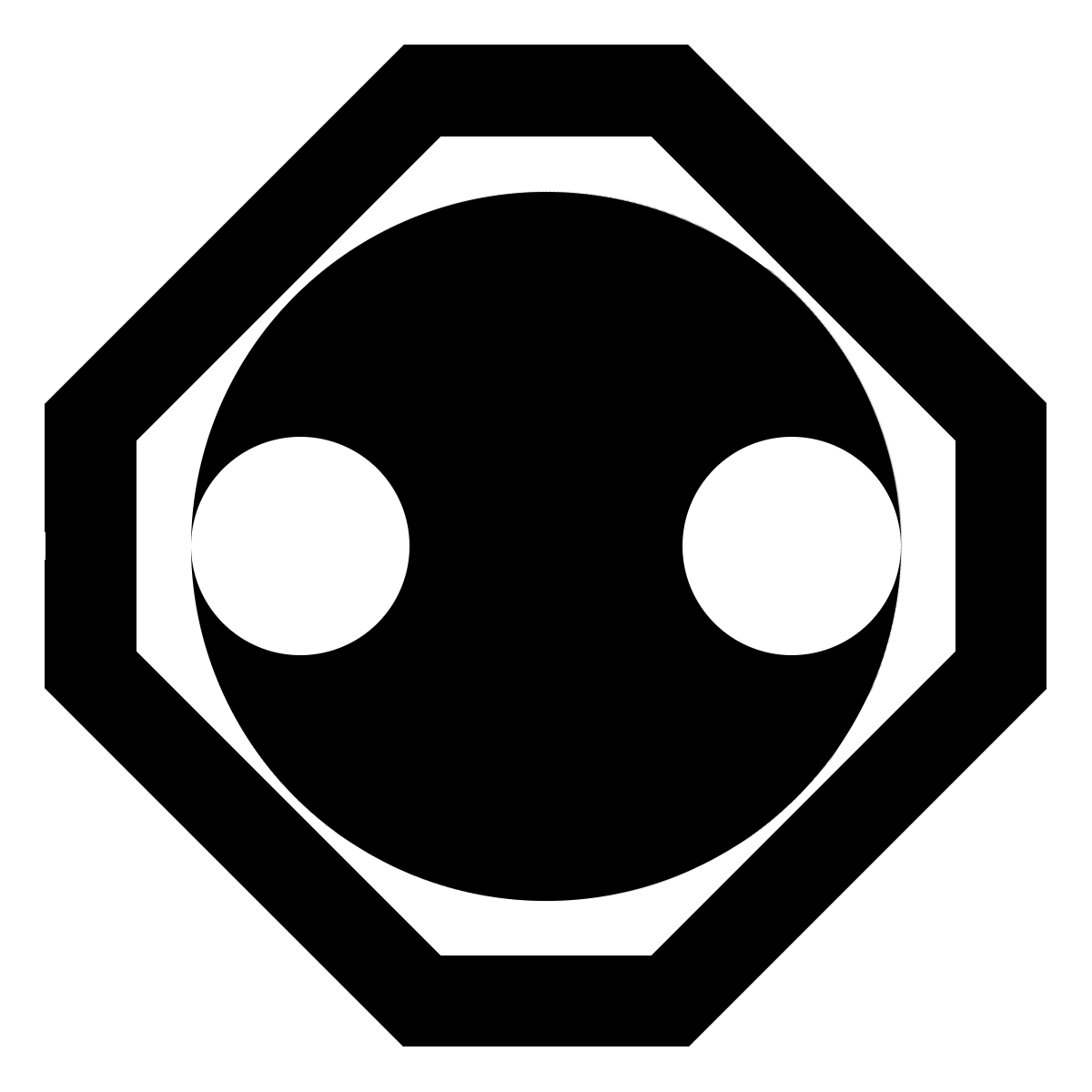
隅切り角に分銅
槌
源氏車
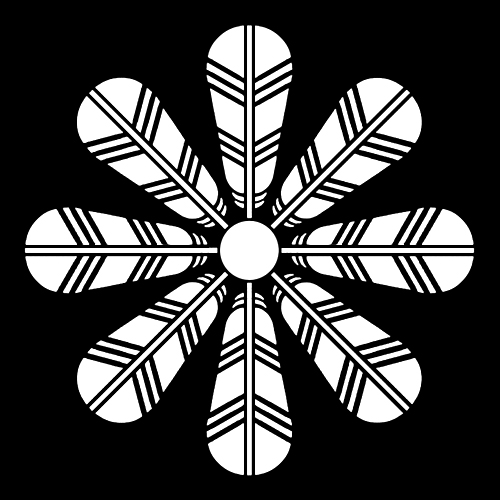
鷹の羽八つ矢車
蛇の目
七つ蛇の目・蛇の目七曜
三つ盛蛇の目
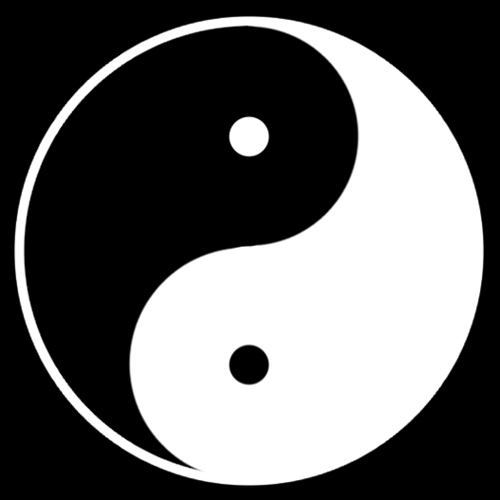
陽陰勾玉巴（寿の字巴）
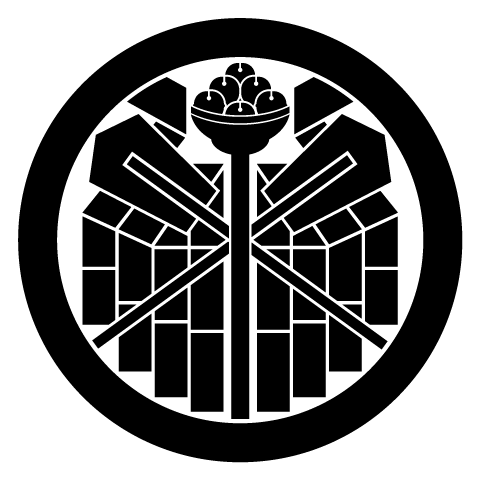
鈴御幣
折鶴
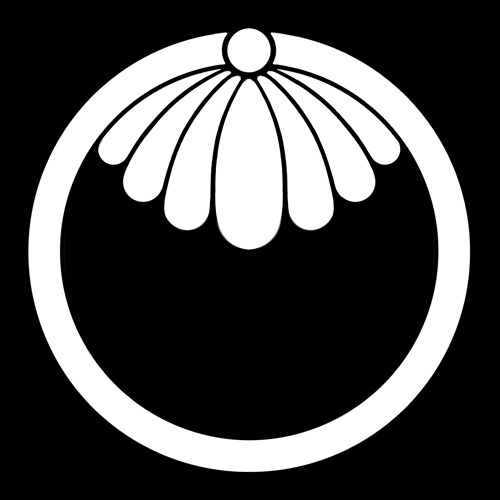
釻菊
中川久留子
洲浜
鬼洲浜
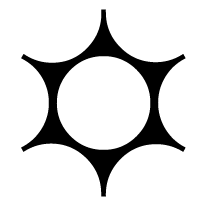
鞠挟

### 엽전・돈 (銭; ぜに)

엽전 여섯닢(六文銭, 사나다씨)
長谷部銭

### 부채 (扇; おうぎ)

다섯살 부채(五本骨扇)
일장기 부채(日の丸扇, 사타케씨)
겹친 부채에 떡갈잎(重ね扇に抱き柏)

### 쥘부채 (檜扇; ひおうぎ)

쥘부채

### 당부채・군용부채 (唐団扇・軍配団扇; とううちわ・ぐんばいうちわ)

당부채
小幡団扇

### 기온 호부 (祇園守; ぎおんまもり)

통모양 호신 부적(祇園守, 다치바나씨)

### 살구잎 (杏葉; ぎょうよう)

살구잎 쌈(抱き陰杏葉, 나베시마씨)

### 재갈 (轡; くつわ)

재갈(시마즈씨)

### 수레 (車; くるま)

겐지씨수레(源氏車, 사카키바라씨)

### 삿갓 (笠; かさ)

야규 삿갓(柳生笠, 야규씨)

### 못뽑이 (釘抜; くぎぬき)

釘抜(가와가쓰씨 - 川勝氏, 미카미씨 - 三上氏)
違釘抜

### 화살 (矢; や)

늘어선 화살(並び矢, 사코씨)

### 되・양 (枡・升; ます)

三つ入子枡・三升

### 분동 (分銅; ふんどう)

분동(호리오씨)
분동벚꽃(分銅桜)

### 십자가 (久留守; くるす)

나카가와 십자가(中川家久留子)
꽃십자가(花久留子, 고니시씨)

### 쪽머리 (結綿; ゆいわた)

丸に結綿

### 제물 (幣; へい)

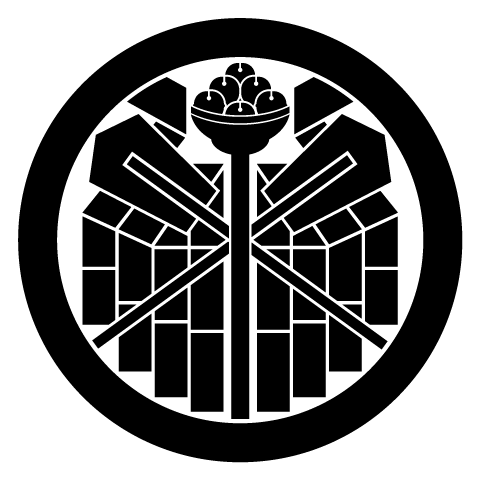
鈴御幣

### 활줄패 (弦巻; つるまき)

뱀의 눈(蛇の目, 가토씨)
일곱개의 뱀의 눈(蛇の目七曜)
세개의 뱀의 눈(三つ盛蛇の目紋。)

### 모래톱 (州浜・洲浜; すはま)

스하마몬(洲浜紋)
나막신스하마(屐洲濱 (あしだすはま))

### 기타

井桁
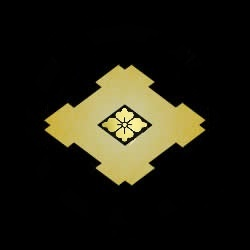
井桁花菱
平井筒
重ね井筒
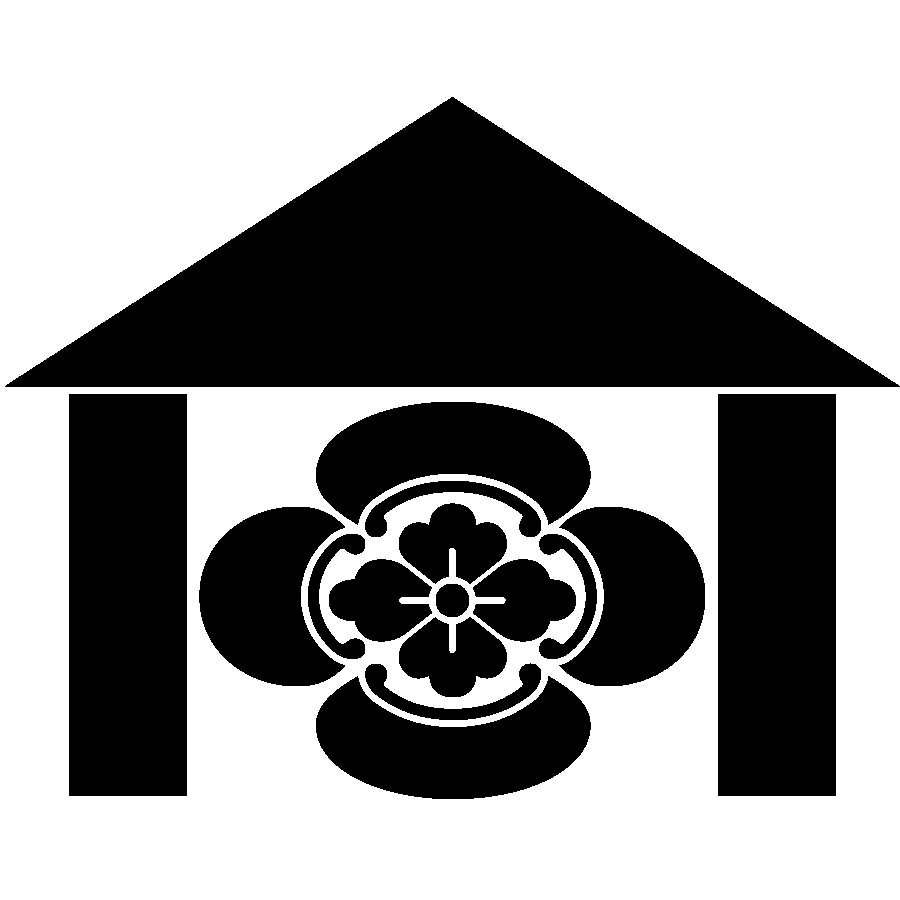
庵に木瓜
鳥居
六つ水車
四つ石
三つ石
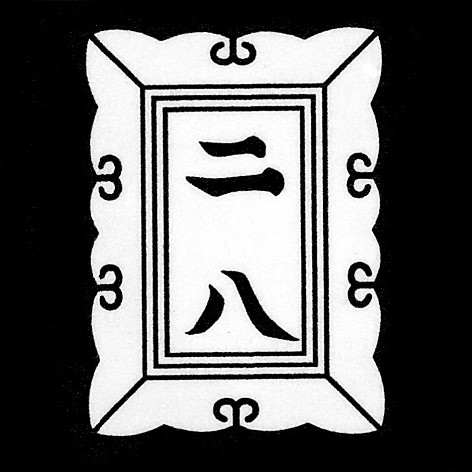
額に二八文字
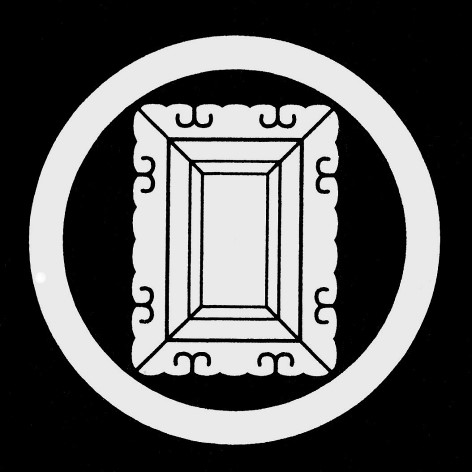
丸に額
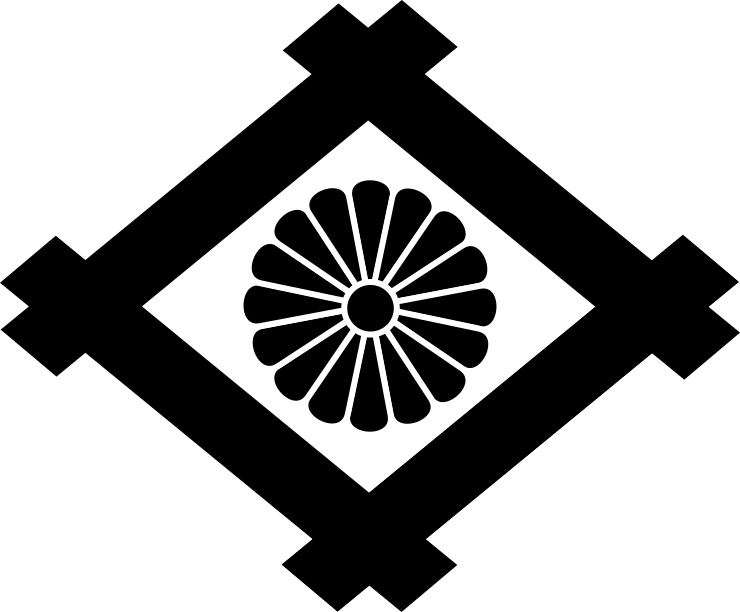
鞠挟

## 건축물

### 암자 (庵; いおり)

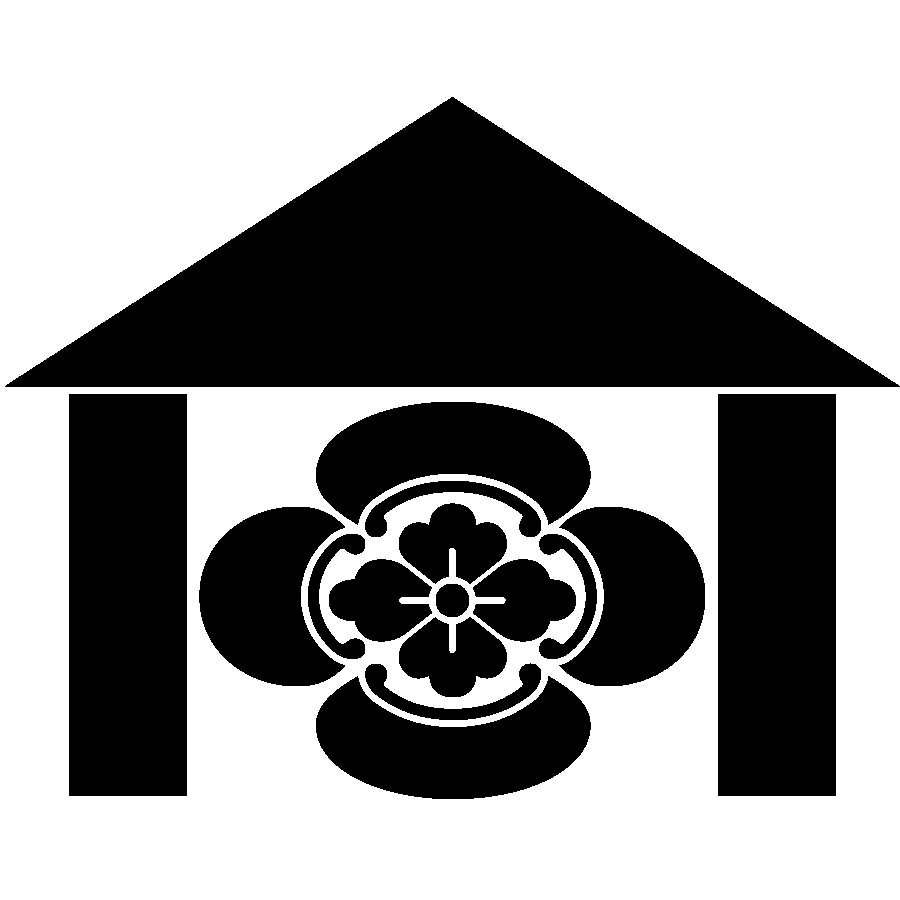
암자에 모과(庵に木瓜, 이토씨)

### 우물 난간 (井桁; いげた)

우물 난간

### 우물 난간의 마름모꼴 꽃무늬 (井桁花菱; いげたはなびし)

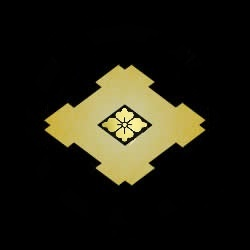
井桁花菱

### 우물통 (井筒; いづつ)

우물통

### 기둥문 (鳥居; とりい)

신사 기둥문 (도리씨)

### 포석・돌층계 (石畳; いしだたみ)

네칸돌(四つ石)
세칸돌(三つ石)

## 동물

揚羽蝶
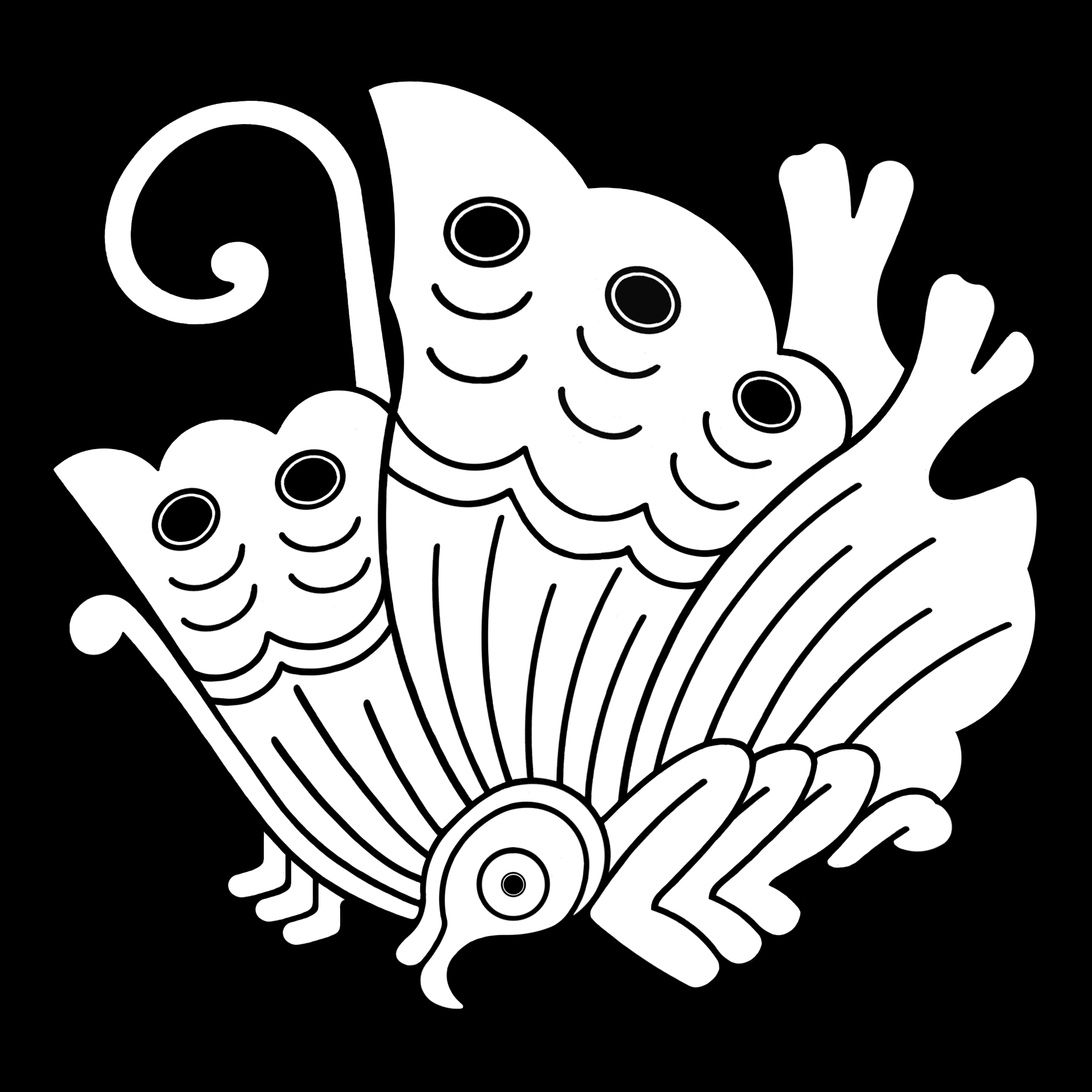
揚羽蝶
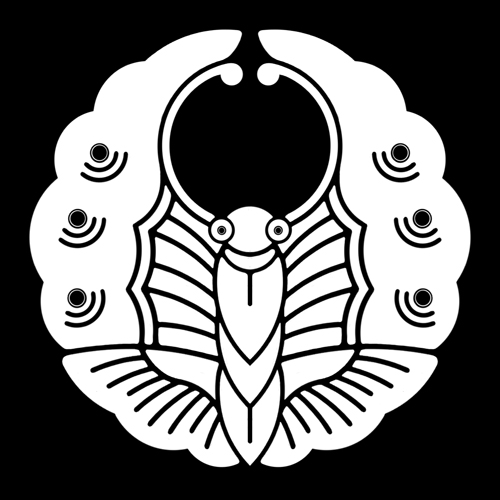
浮線蝶
備前蝶
丸に違い鷹の羽
浅野鷹の羽
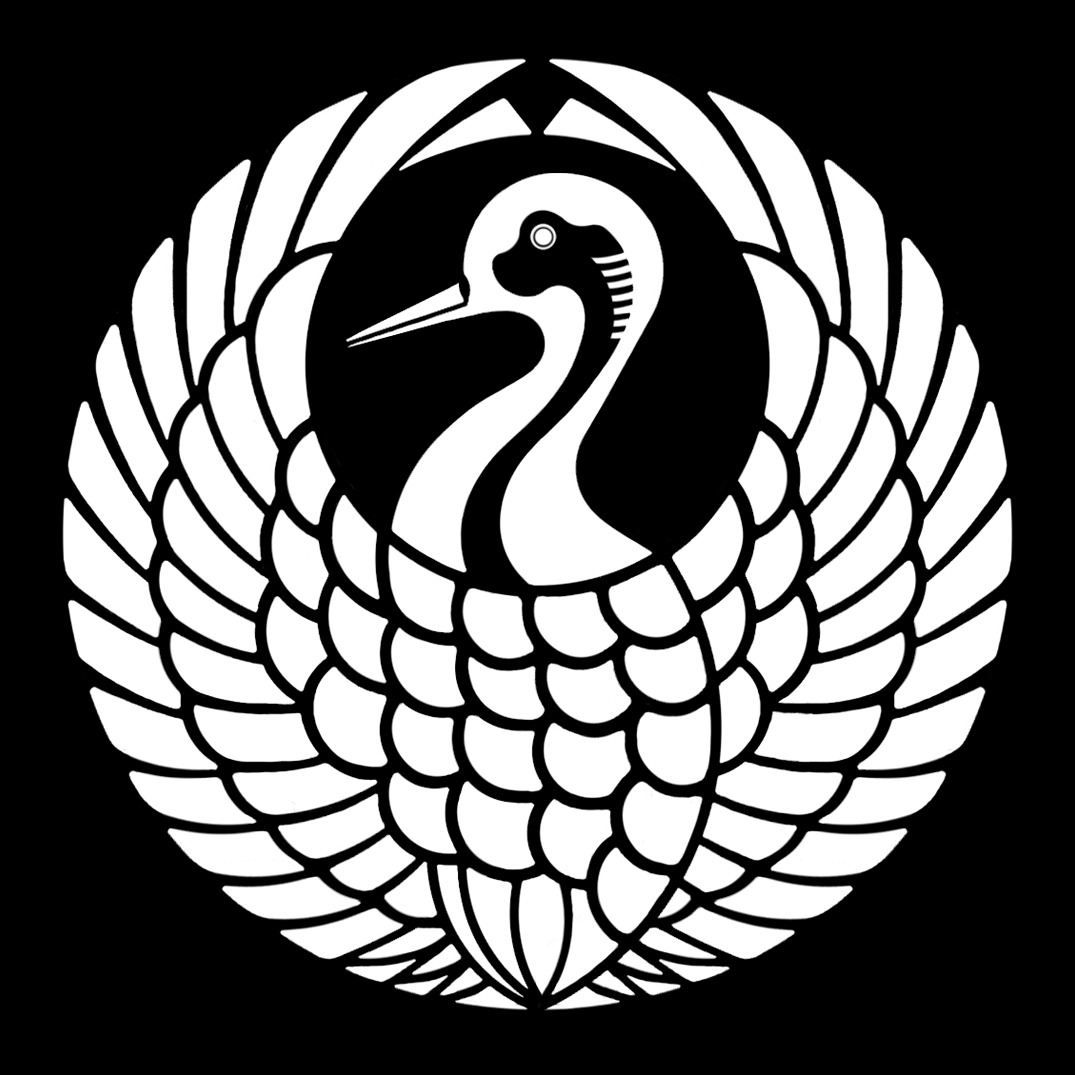
鶴の丸
三つ飛び鶴・三つ鶴
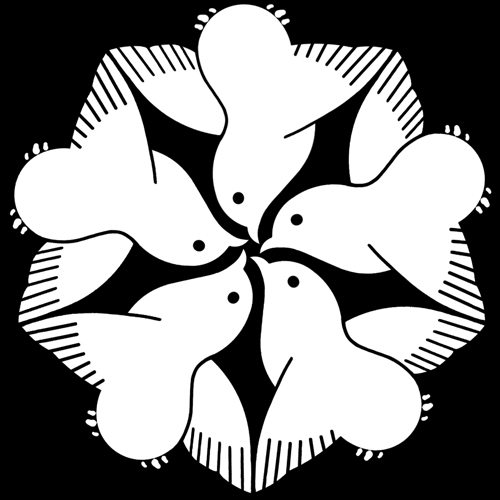
五つ千鳥
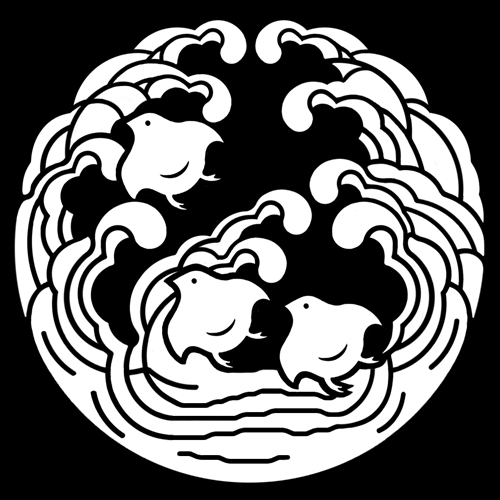
波に千鳥
結び雁金
二つ雁金
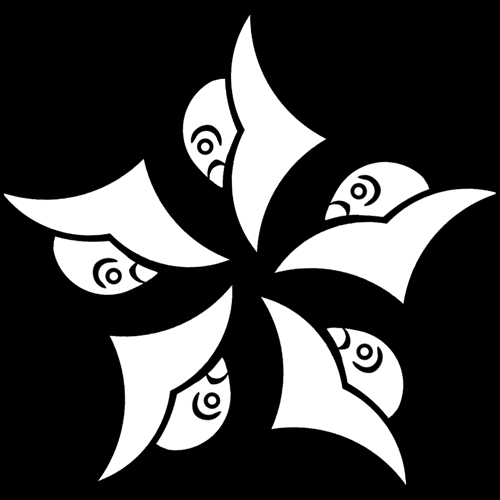
五つ雁金
増山雁金
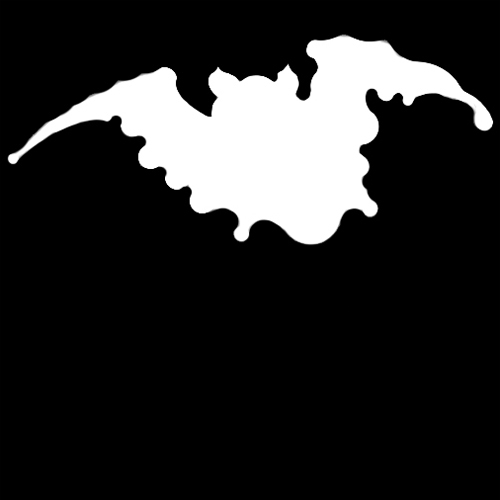
蝙蝠
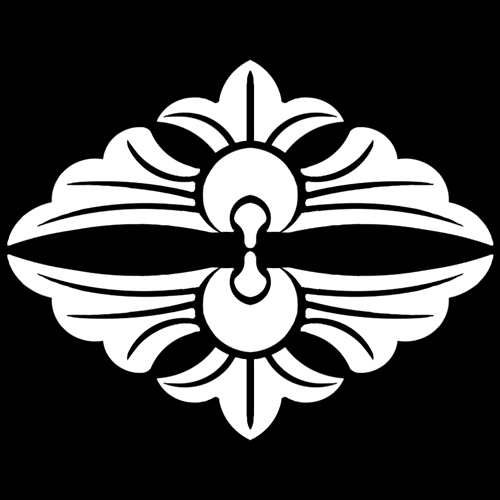
向い雀
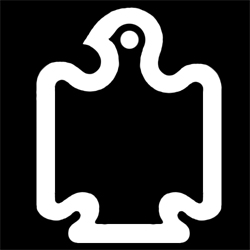
寒雀
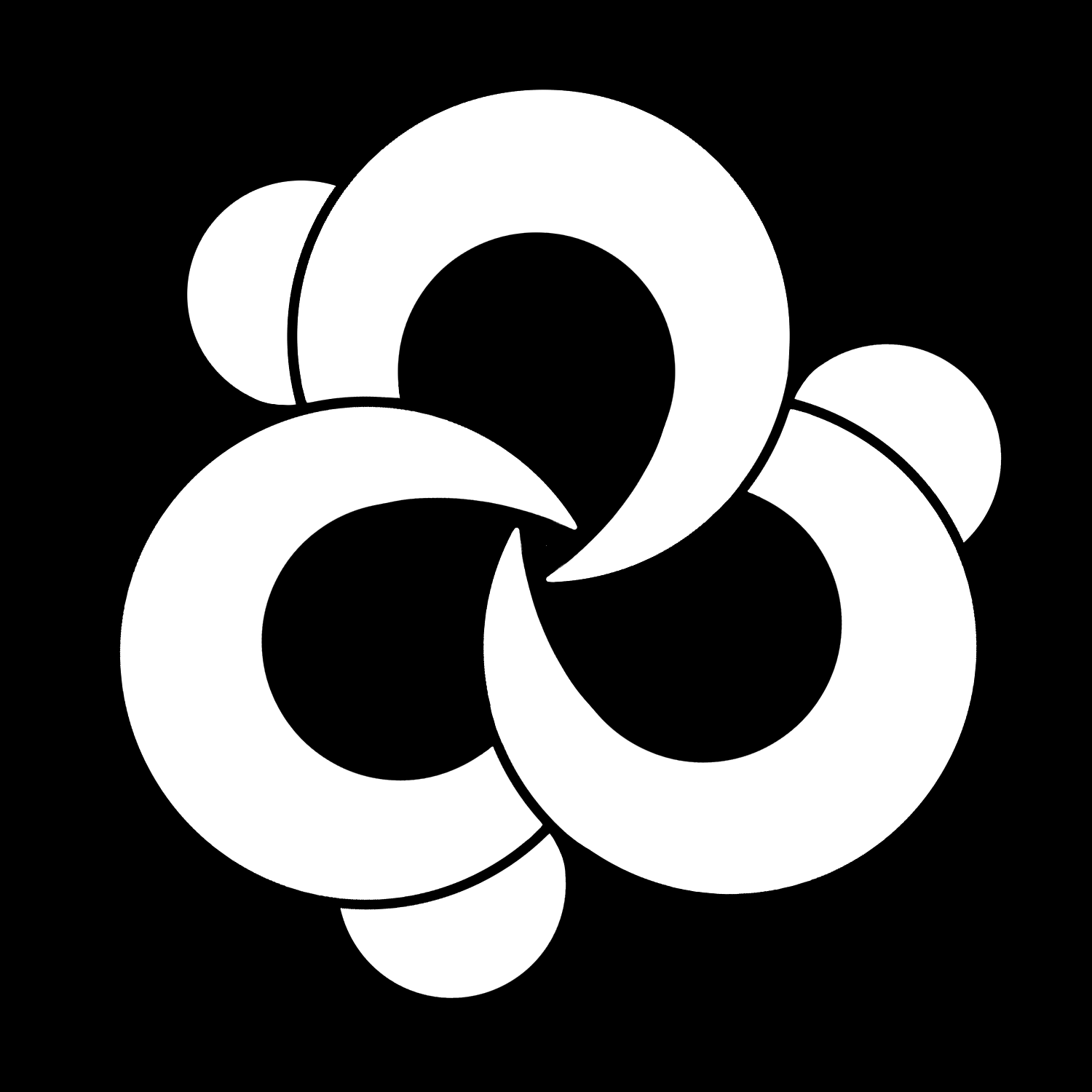
三つ猿
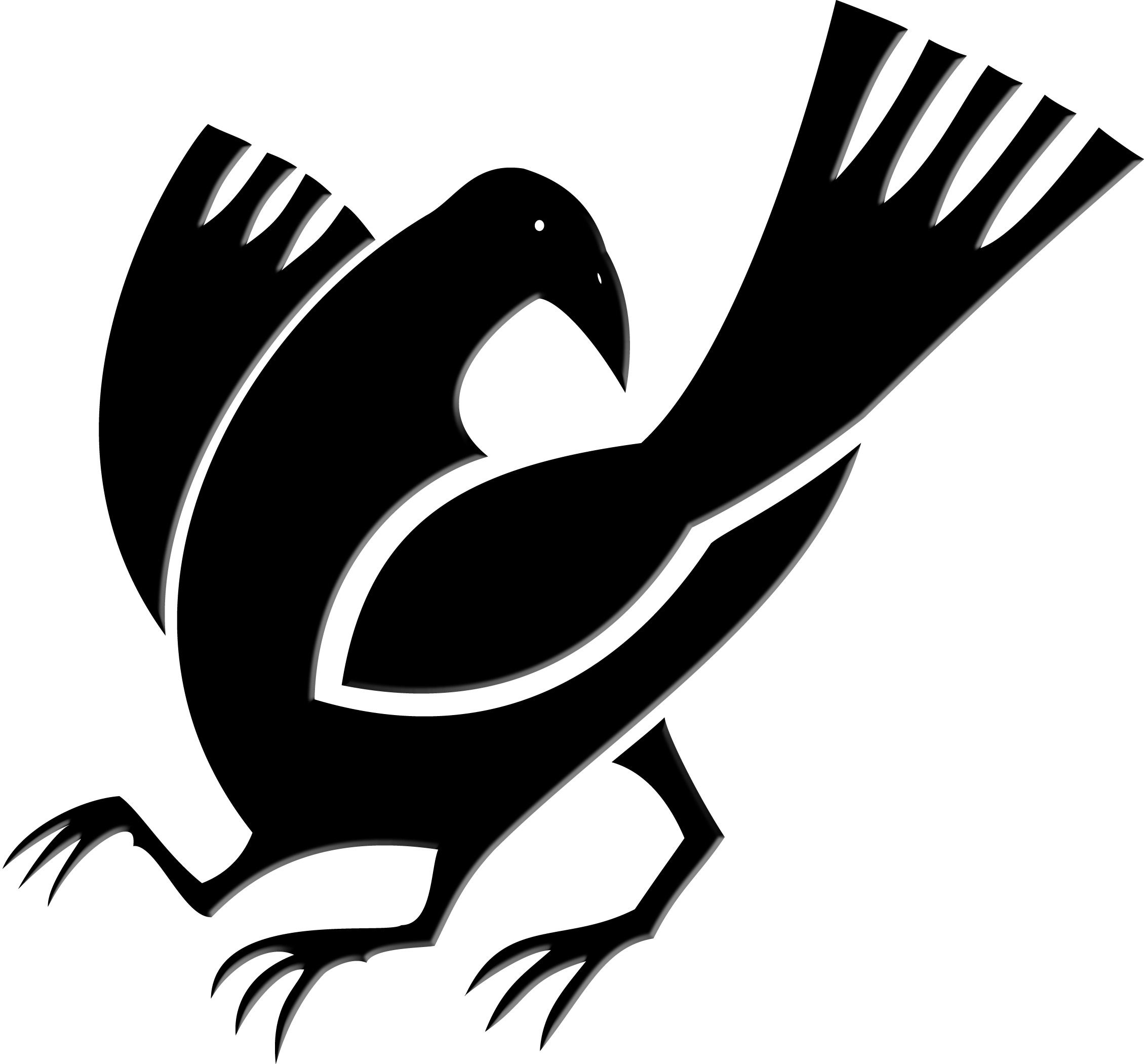
三つ足烏
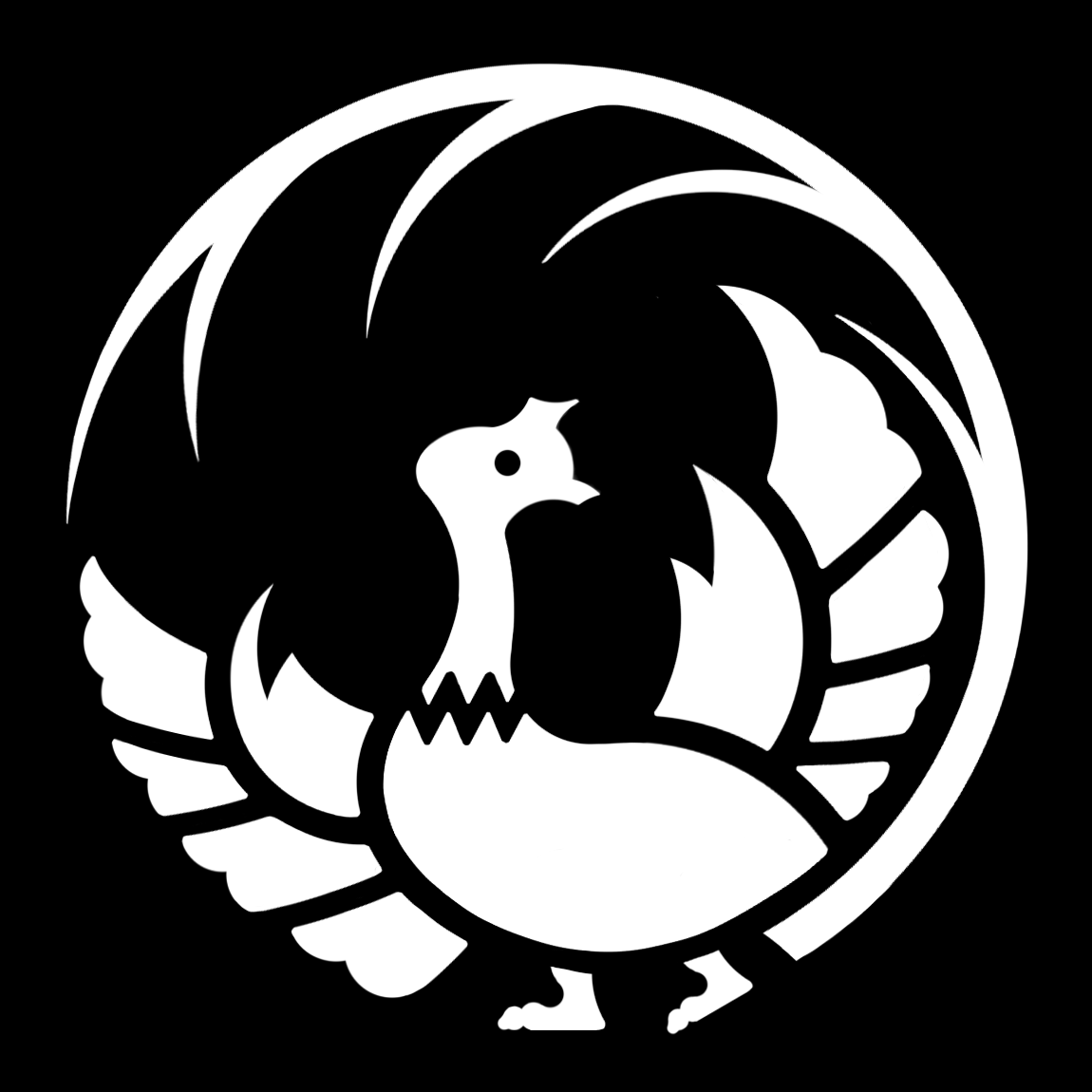
鳳凰の丸

### 나비 (蝶; ちょう)

날개접은 나비(揚羽蝶, 헤이시)
쌍나비(対い蝶, 오타니씨)

### 수리매의 깃털 (鷹の羽; たか・たかのは)

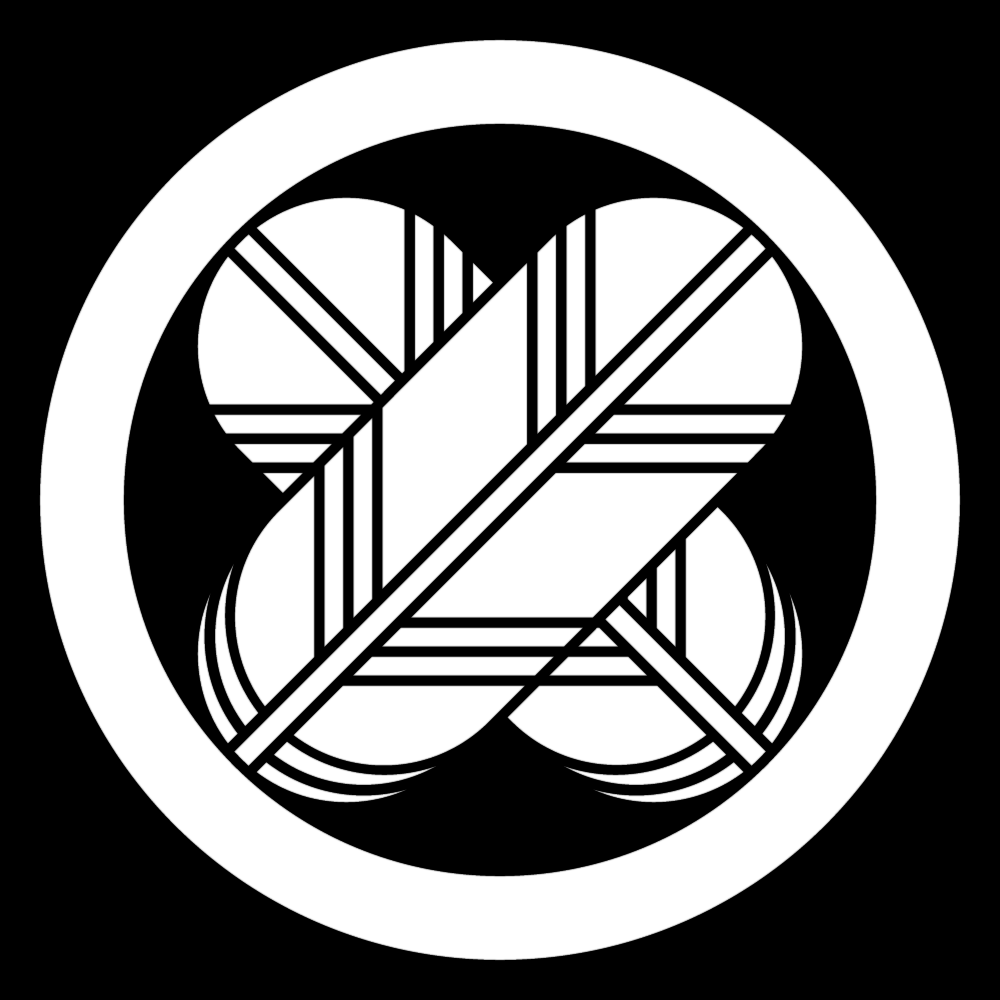
고리 속에 매 깃털 (丸に違鷹羽, 아소씨)
세 줄로 늘어선 매의 깃털(三つ並び鷹の羽)

### 두루미 (鶴; つる)

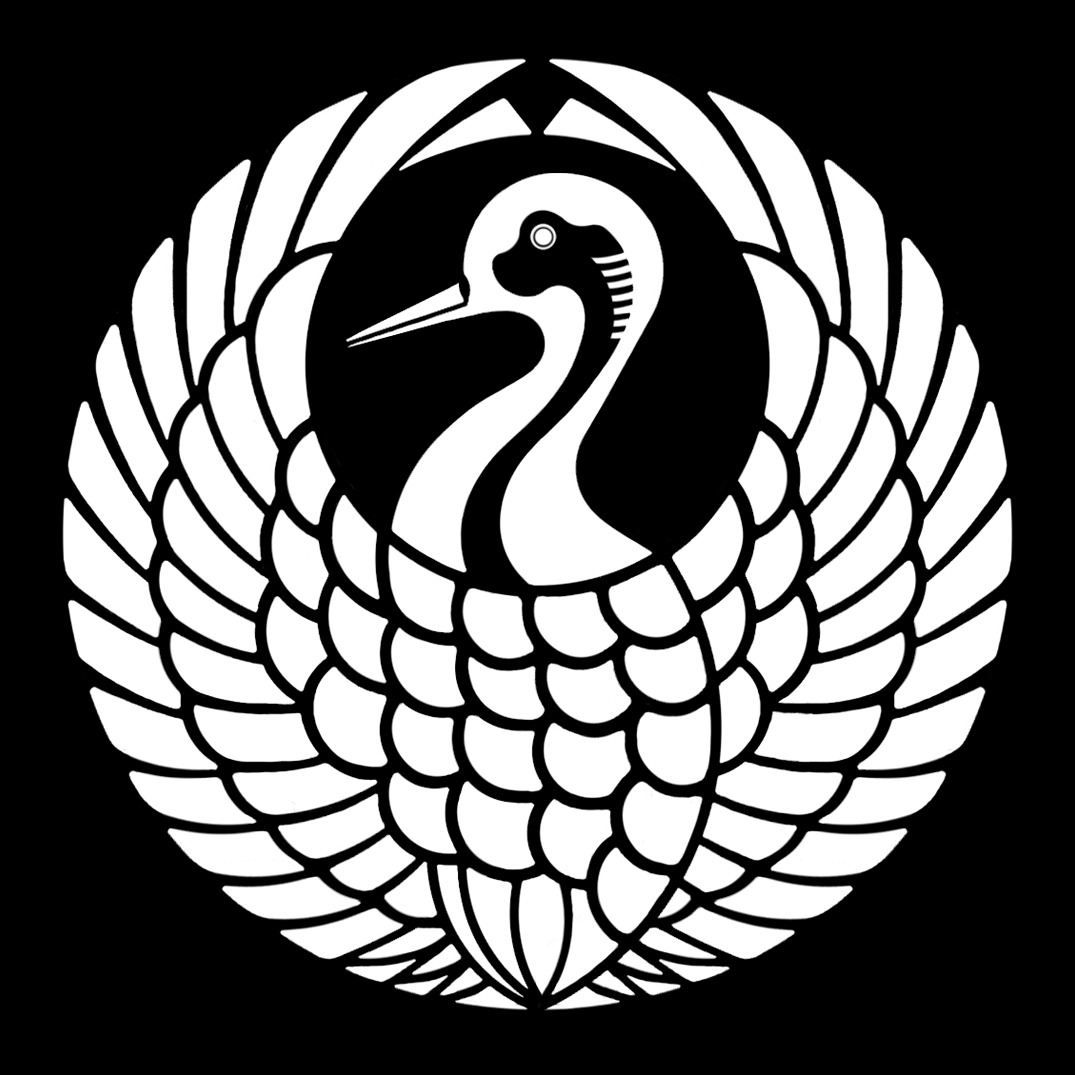
鶴丸
두루미 고리 (모리가) (鶴の丸 (森家), 모리씨 (와카쓰키씨))
두 마리 두루미 (南部鶴, 난부씨)
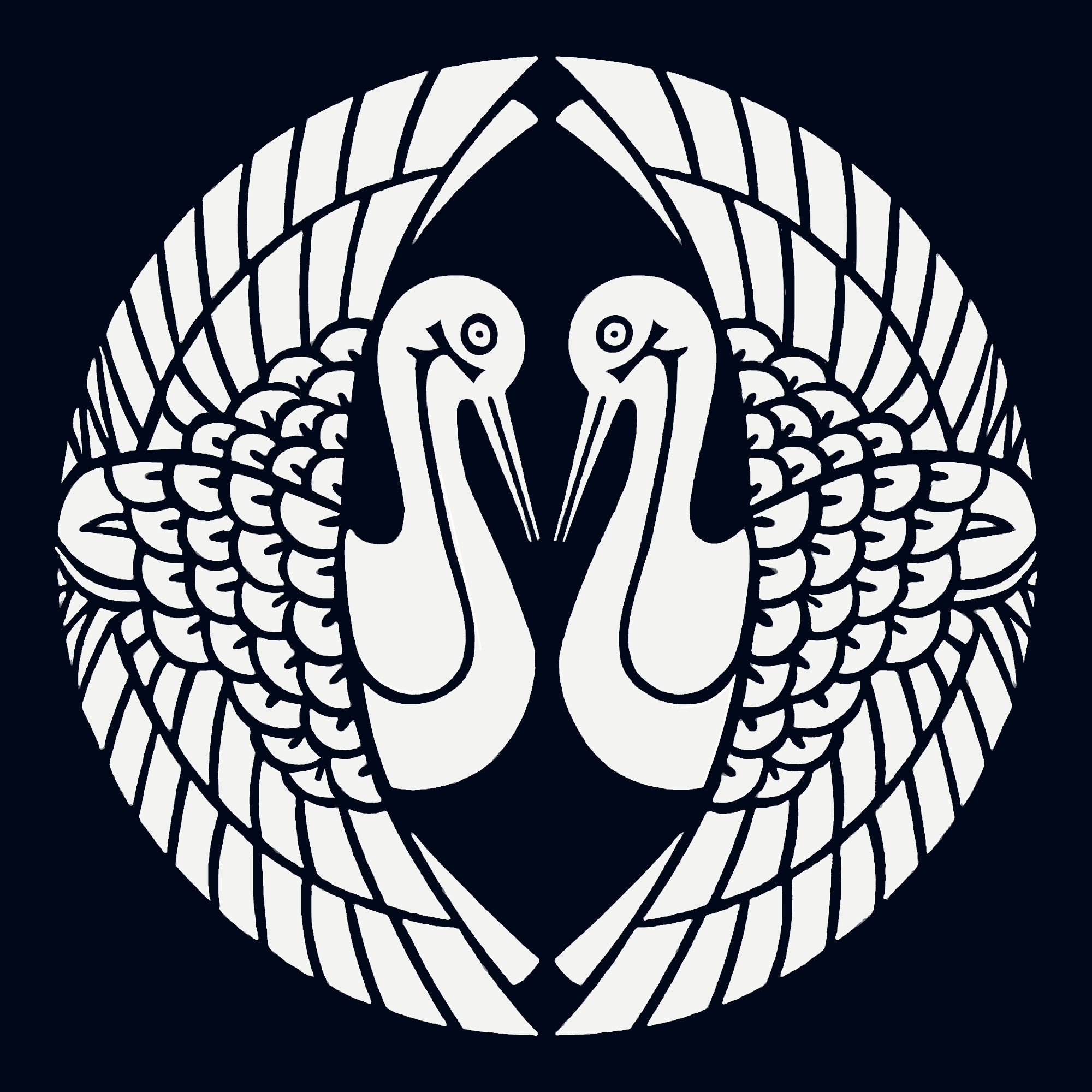
蒲生対い鶴

### 물떼새 (千鳥; ちどり)

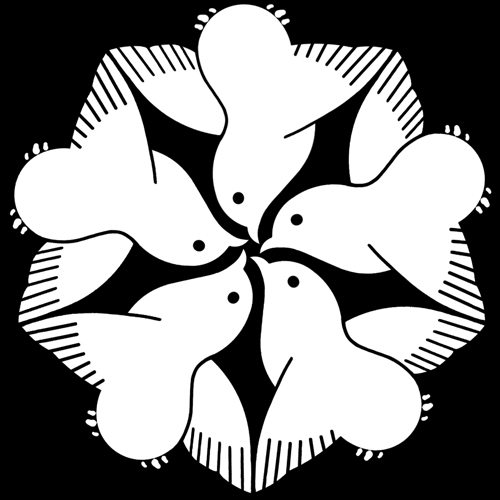
다섯마리 물떼새(五つ千鳥)
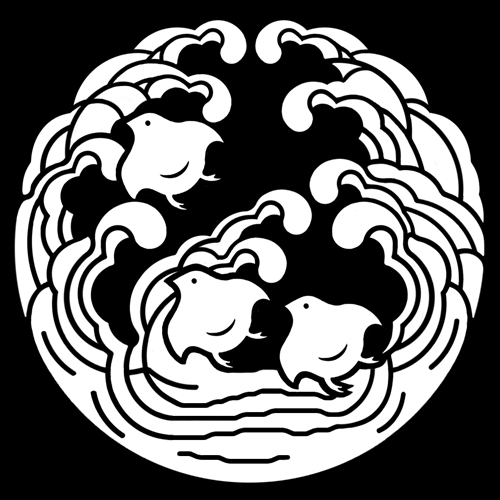
물결과 물떼새(波に千鳥)

### 기러기 (雁金; かりがね)

고리에 두마리 기러기(丸に二つ雁金（まるにふたつかりがね）, 시바타씨)
마스야마 기러기(増山雁金)
丸に結び雁金

### 비둘기 (鳩; はと)

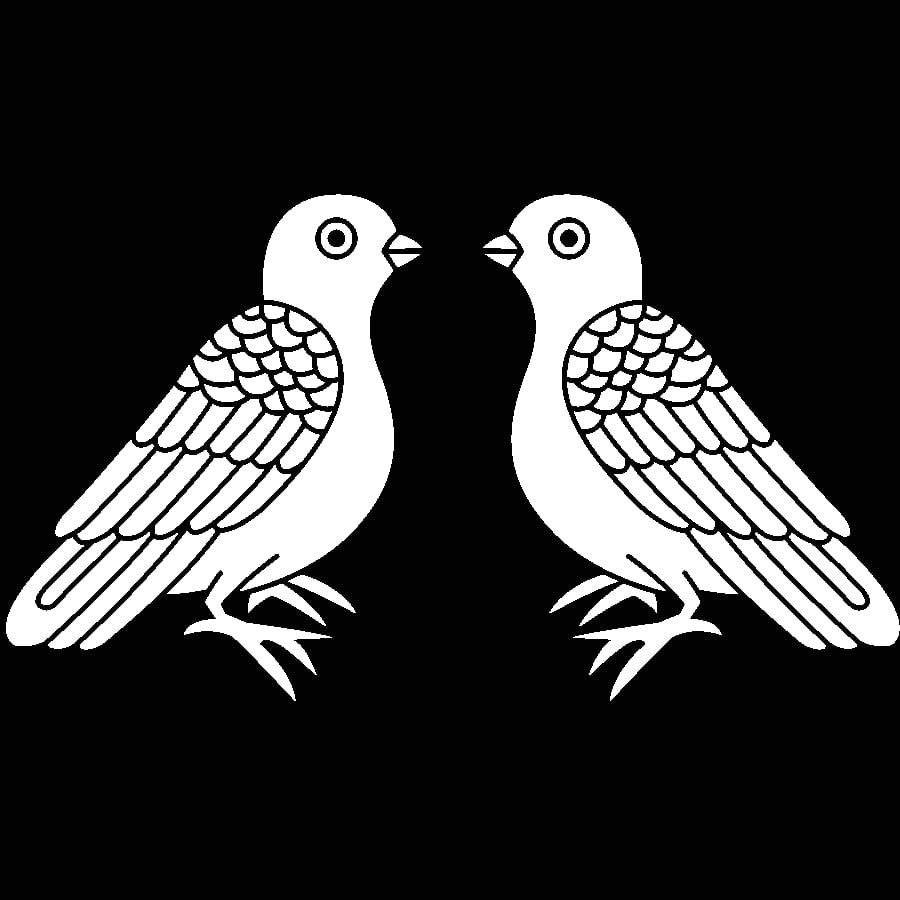

### 봉황 (鳳凰; ほうおう)

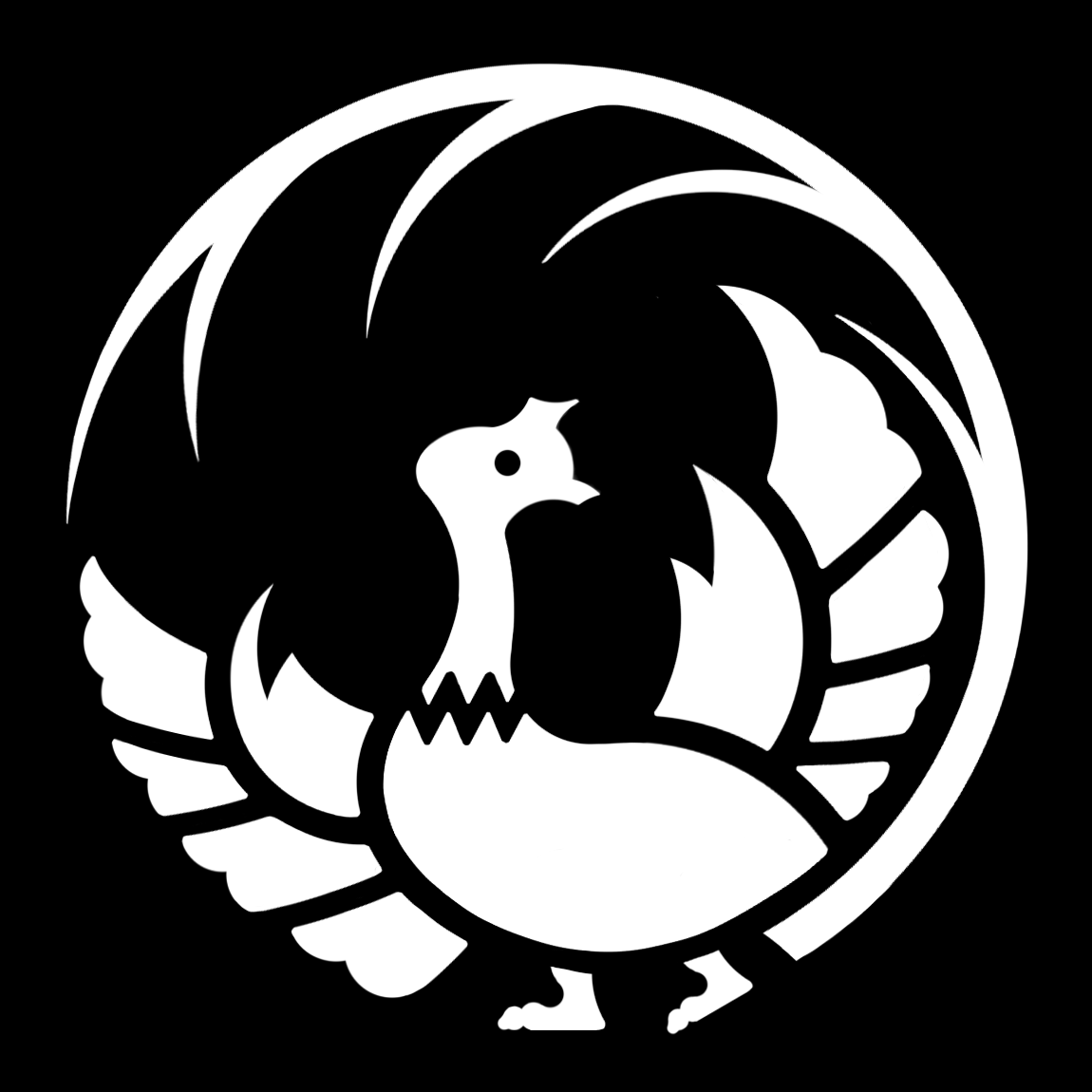
삼족오(사이카슈)

## 문양

花菱
四つ花菱
隅切り角に花角
三つ盛り亀甲に剣花角
木瓜
丸に木瓜
中津木瓜
堀田木瓜
織田木瓜
有馬瓜
陰松皮菱
三階菱
武田菱
割り菱
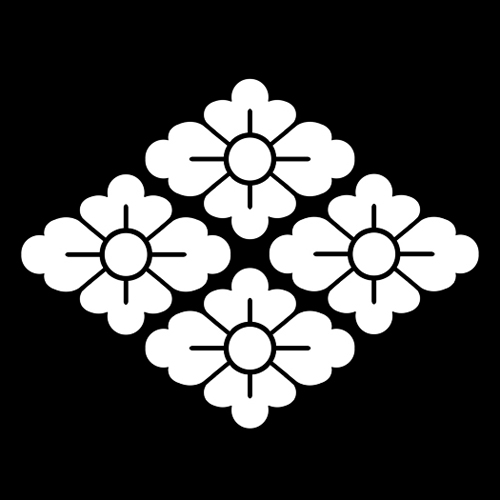
四つ花菱
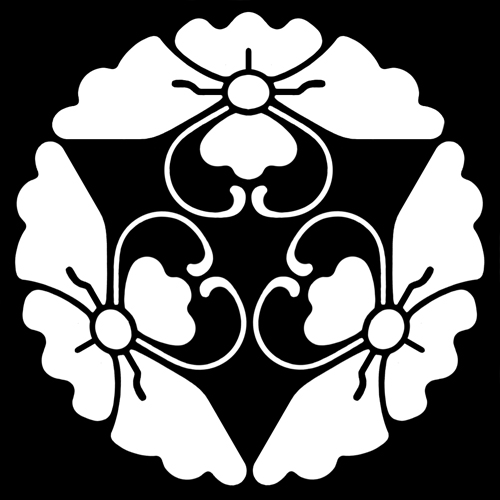
三つ寄せ花菱蝶
四つ目
隅立て四つ目
丸に平四つ目
六つ目・堀尾目結
一つ鱗
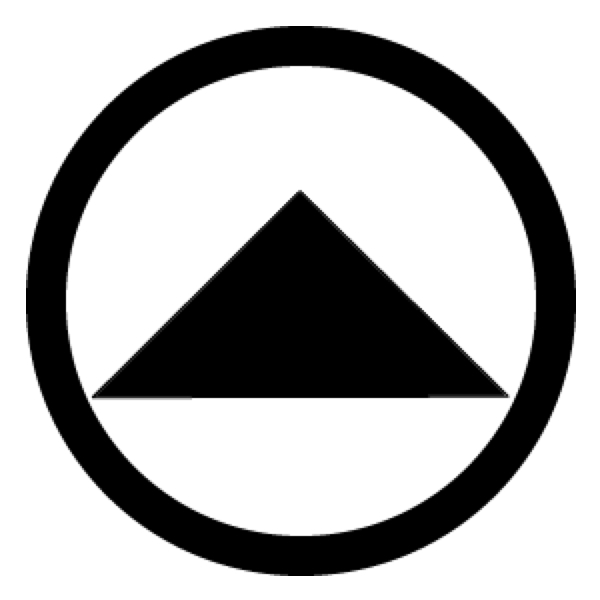
丸に一つ鱗
北条鱗
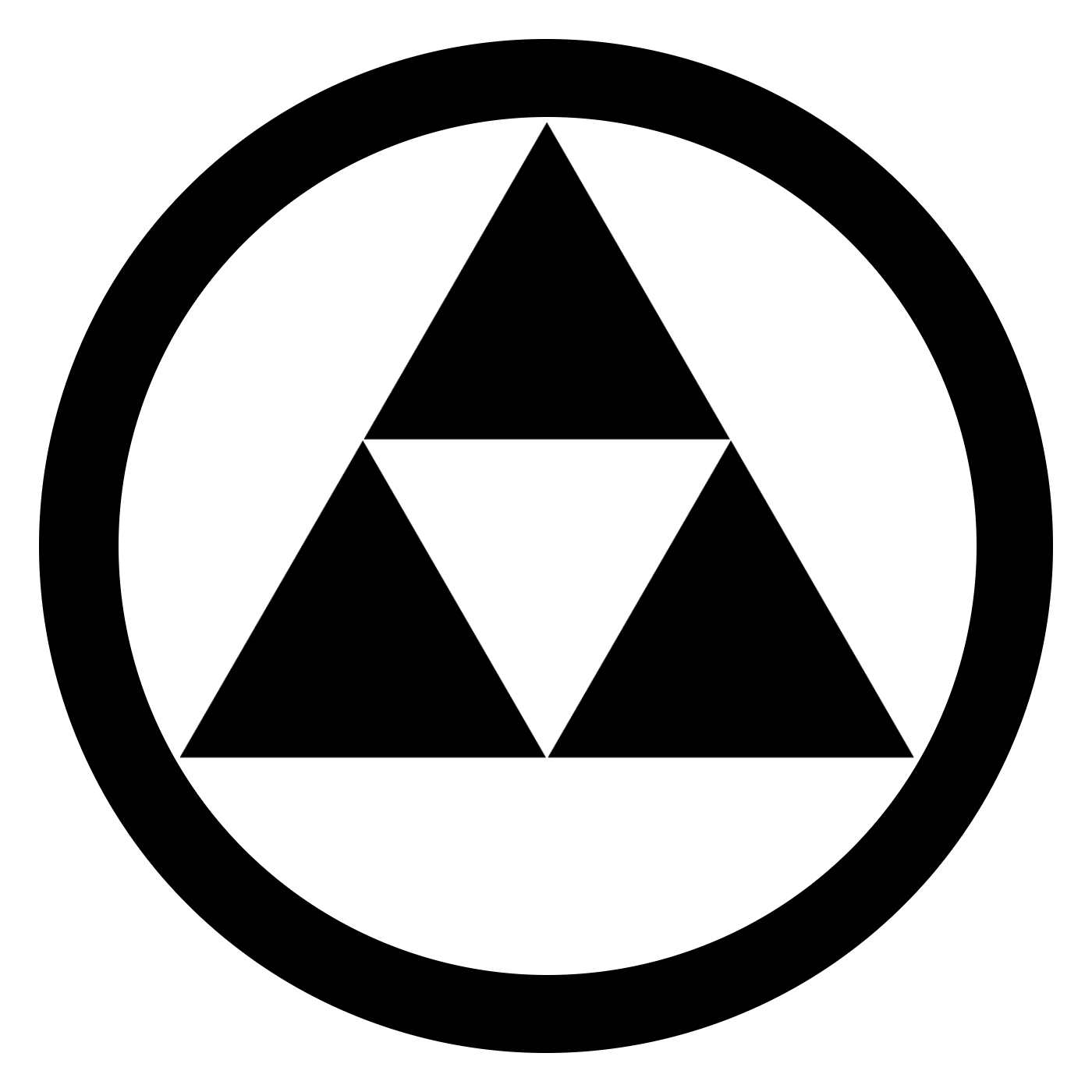
丸に三つ鱗
四つ巴
三つ巴
二つ巴
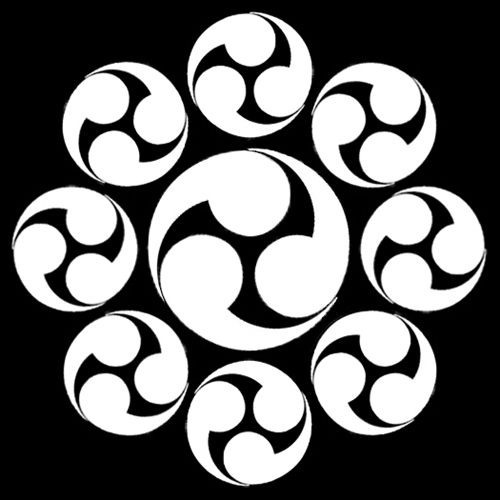
九曜巴・板倉巴
丸に三つ引
丸の内に三つ引
足利二つ引
七つ割り二つ引
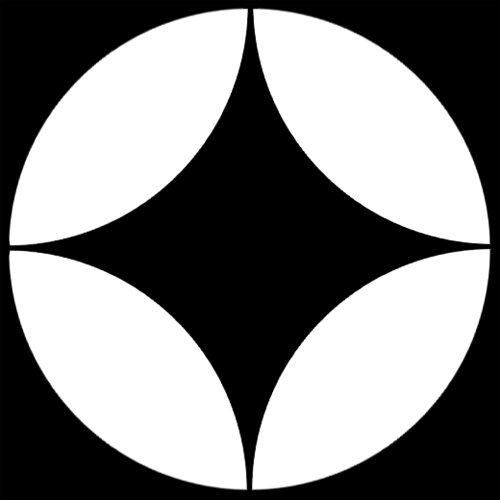
七宝
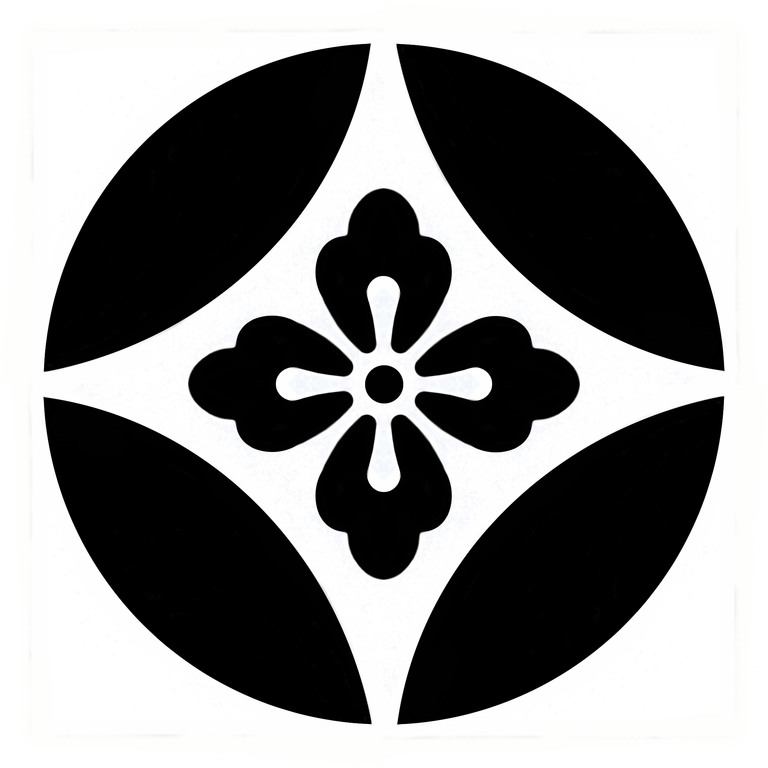
花輪違（七宝に花角）
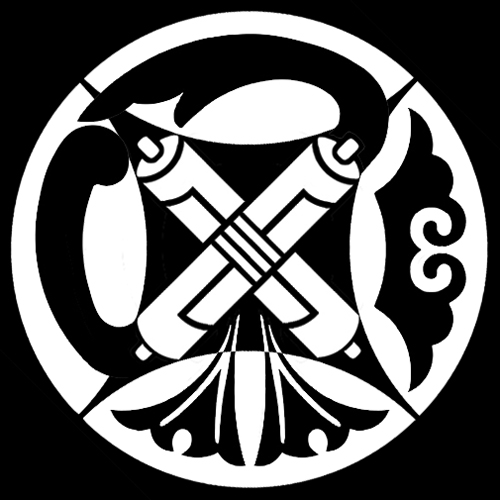
七宝に祇園守
大岡七宝
輪違い
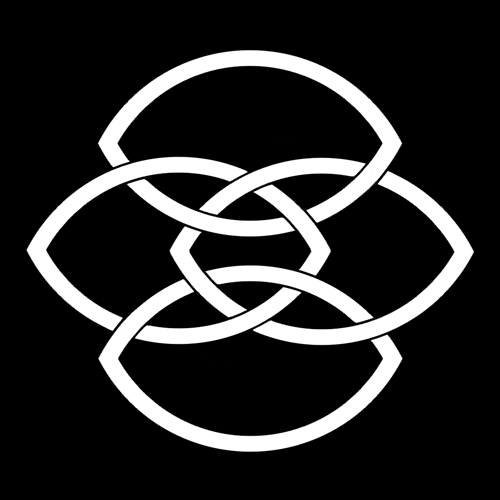
四つ輪
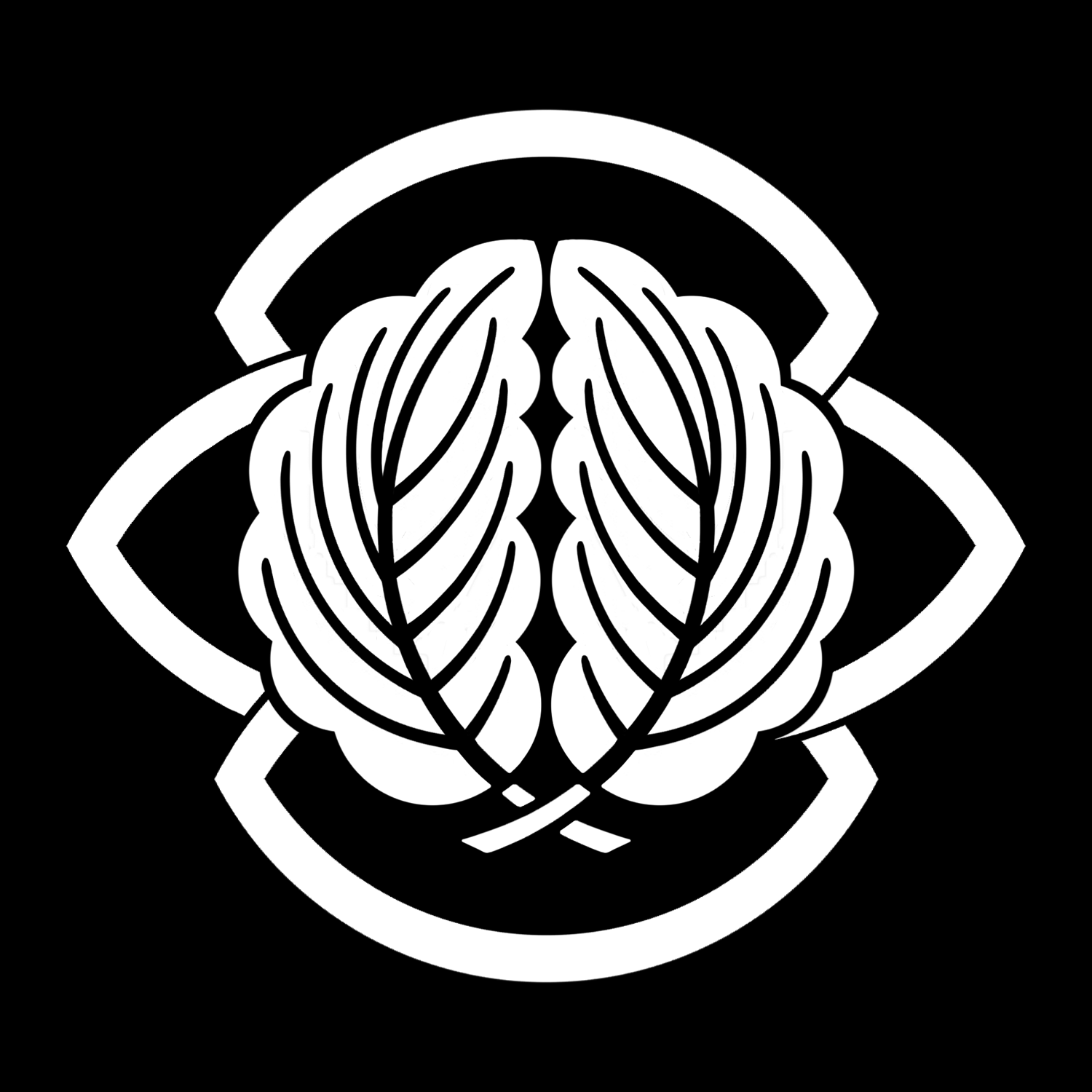
四つ輪に抱き柏
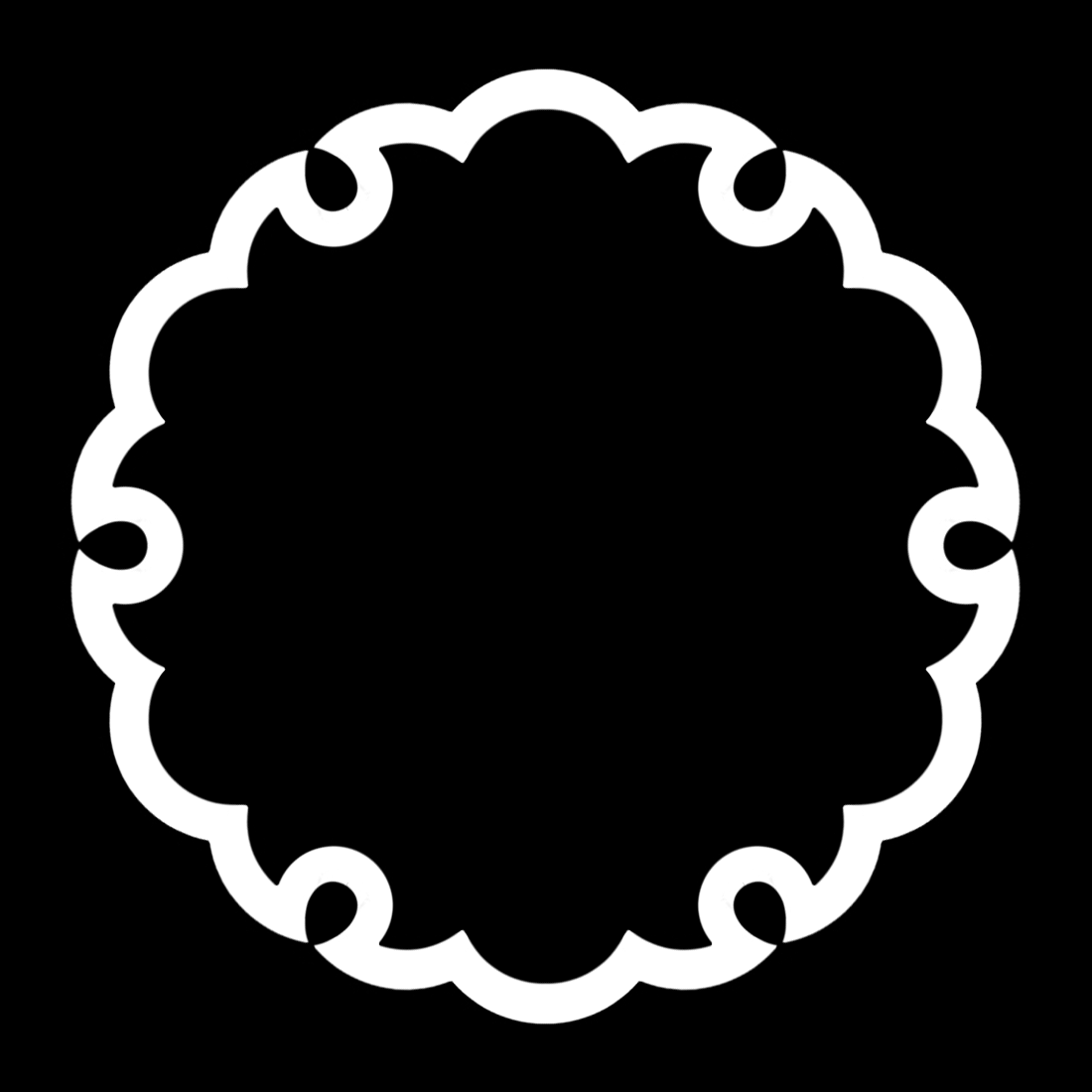
雪輪
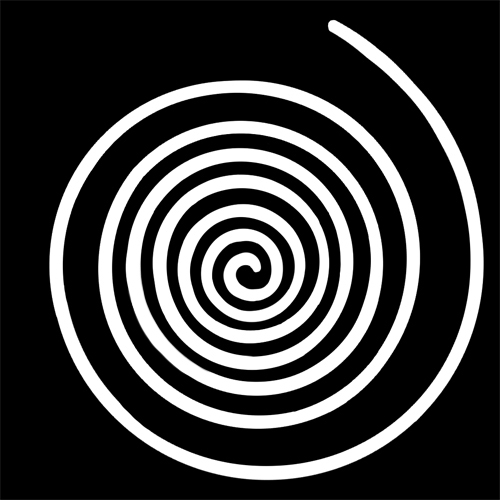
渦巻
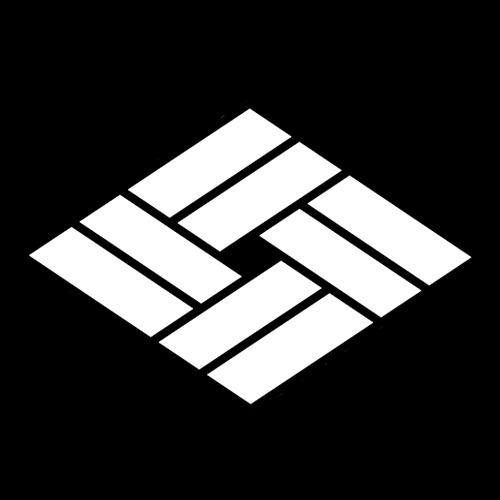
西菱（人菱）
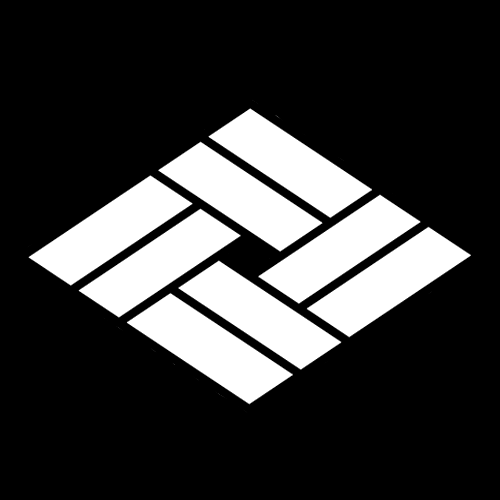
西菱（入菱）

### 도모에 (巴; ともえ)

삼파(左三つ巴, 고바야카와씨, 벳쇼씨)
이파(右二つ巴)

### 비늘 (鱗; うろこ)

세 개의 비늘 (北条鱗, 호조씨)
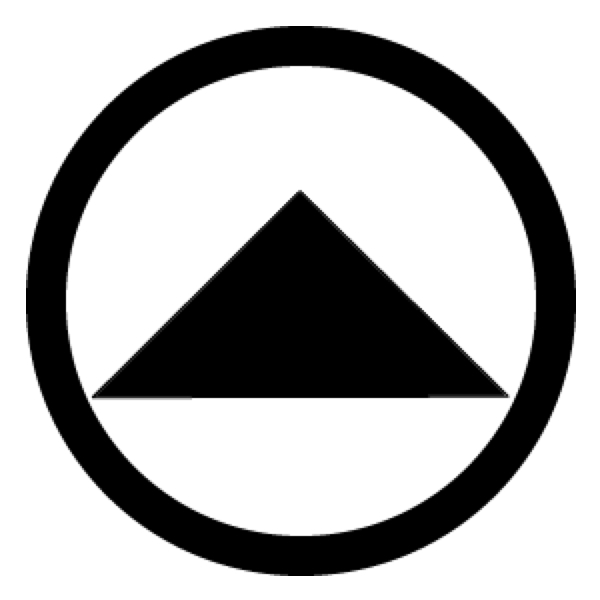
丸に一つ鱗

### 모과 (木瓜; もっこう)

모과
원형에 모과(丸に木瓜)
오다 모과(五瓜 (織田瓜), 오다씨)

### 당화 (唐花; からはな)

당화

### 화각 (花角; はなかく)

隅切り角に花角

### 마름모꼴 꽃무늬 (花菱; はなびし)

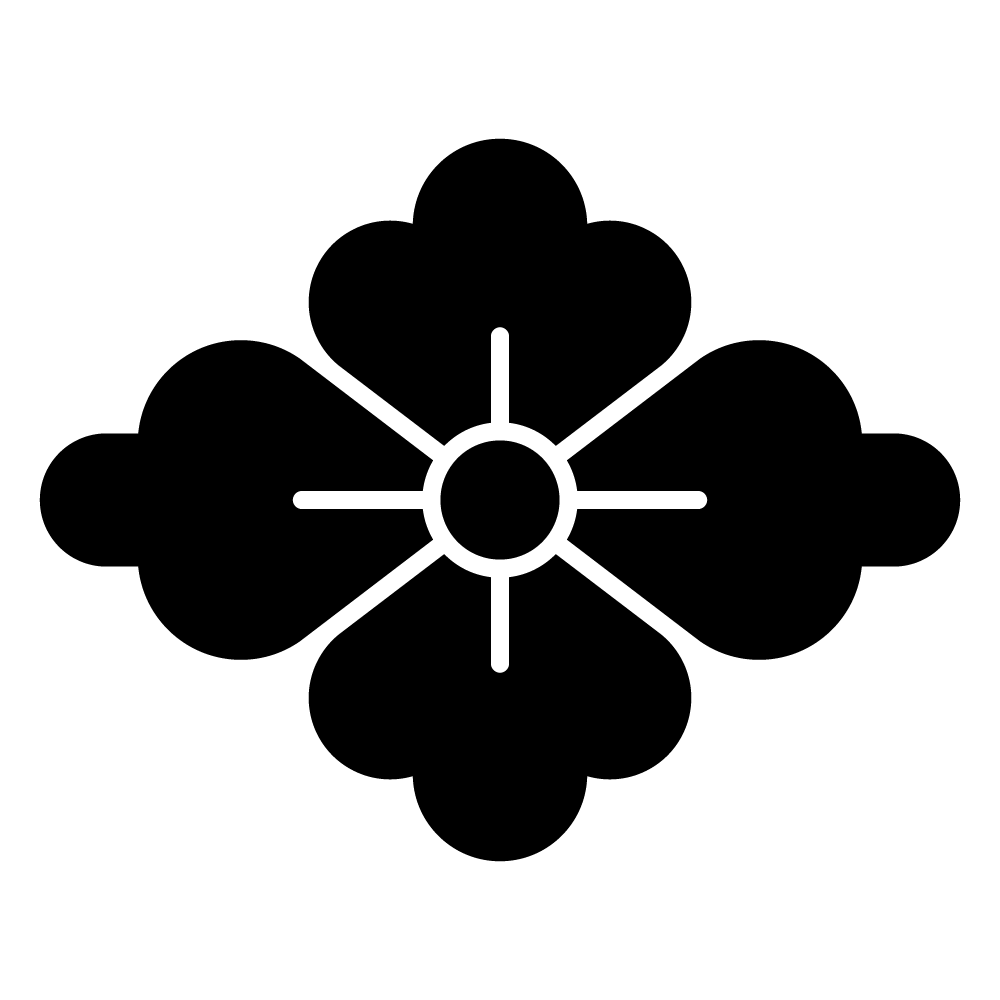
화릉(花菱)
네개의 화릉(四つ花菱)

### 마름모 (菱; ひし)

교차하는 두개의 마름모(違い菱)
割り菱(다케다씨)

### 줄무늬 (引両; ひきりょう)

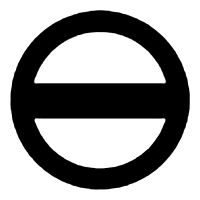
丸に一つ引
揃い二つ引(고토씨)
丸に三つ引(아시나씨)
足利二つ引(아시카가씨)

### 귀갑 (亀甲; きっこう)

三つ盛亀甲に花菱(아자이씨)
三つ盛亀甲に剣花角

### 홀치기염색 (目結; めゆい)

六つ目結
四つ目結(교고쿠씨, 고니시씨)

### 고리・석수어 (輪・石持; わ・こくもち)

石持・黒餅(구로다씨)

### 교차하는 두개의 원형 고리 (輪違い; わちがい)

輪違い(와키자카씨)
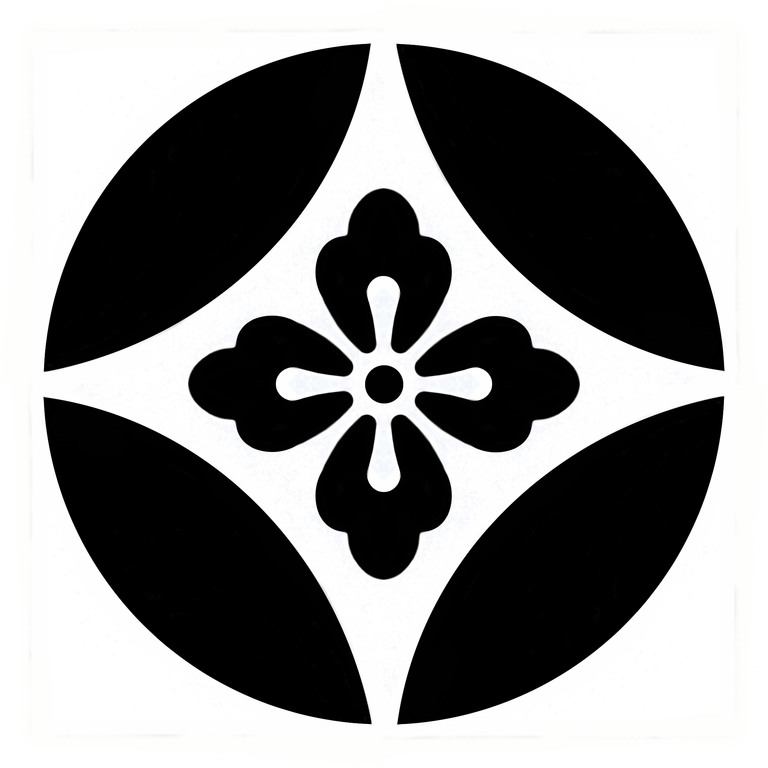
花輪違 (七宝に花角) 原田七宝 日星紋

### 칠보 (七宝; しっぽう)

大岡七宝

### 기타
- 遠山九字直違

## 천체・기상・지리

### 별 (星; ほし)

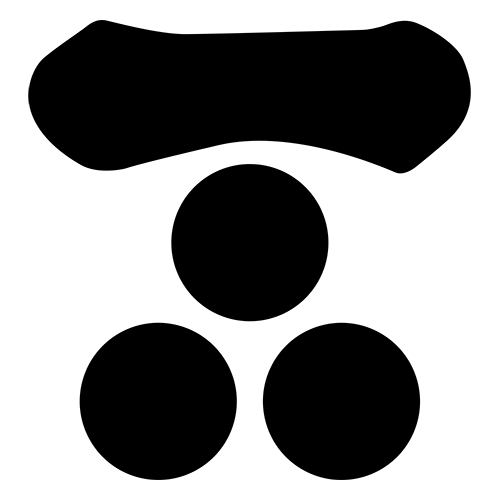
일문자 삼성(一文字三星, 모리씨 (오에씨))
아홉 별(細川九曜)

### 달 (月; つき)

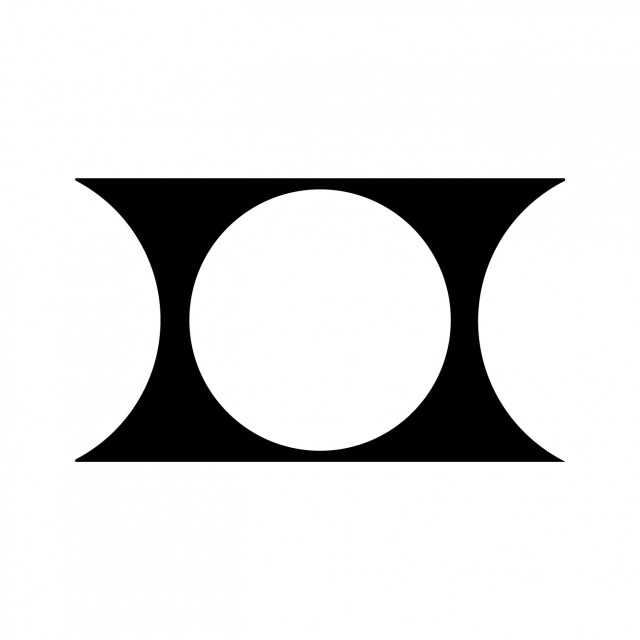
朧月, 十六角の抱き柊
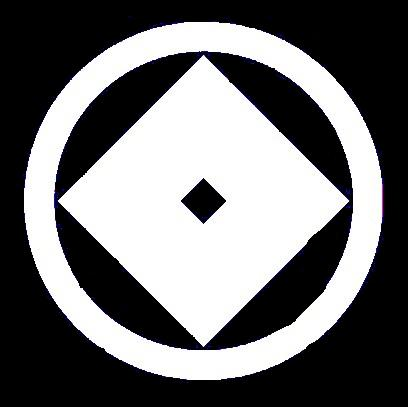
丸に釘抜, 朧月, 虎杖[3](오타와라씨)
창살에 달(連子に月)

### 해 (日; ひ)

木下日足(기노시타씨)

### 산 (山; やま)

삼산(三つ山)

### 물결 (波; なみ)

二頭波(사이토씨)

## 문자

一文字
山内一文字
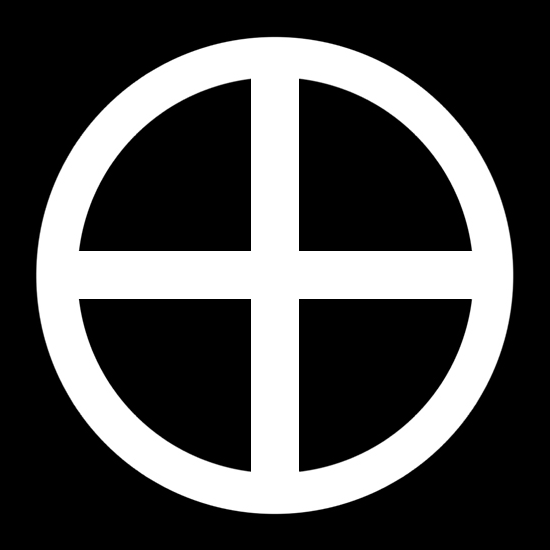
丸に十文字（轡）
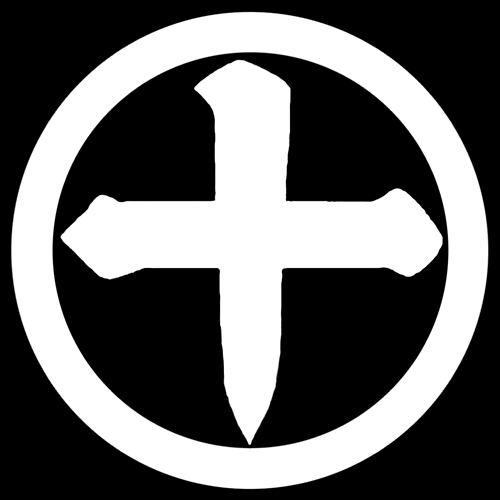
丸に十の字（丸十）
丸に十字
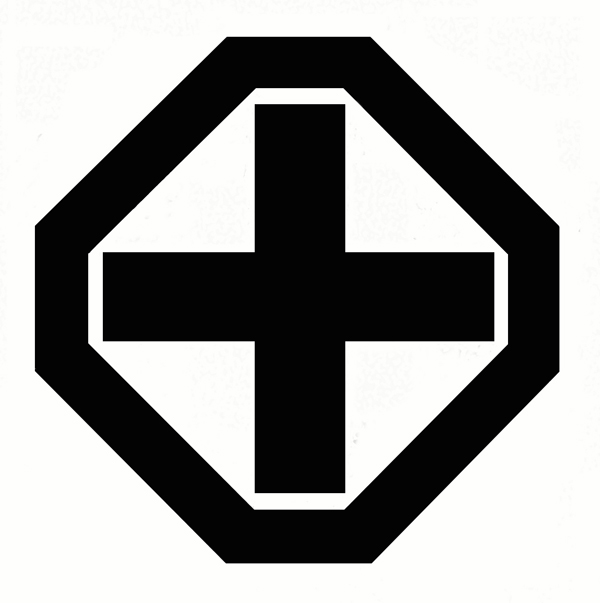
榧之内十文字 （板垣退助）
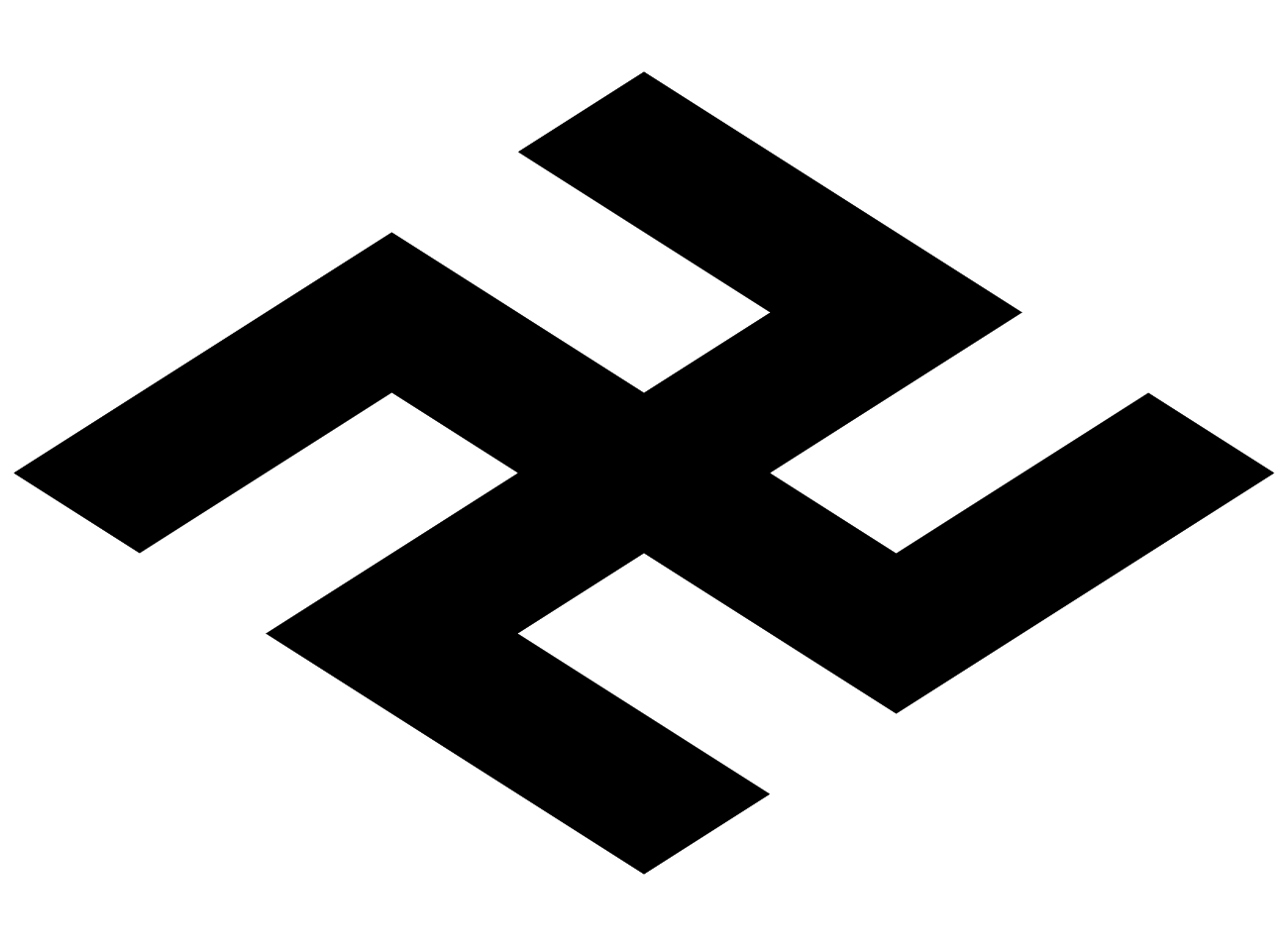
五つ割菱卍
右卐
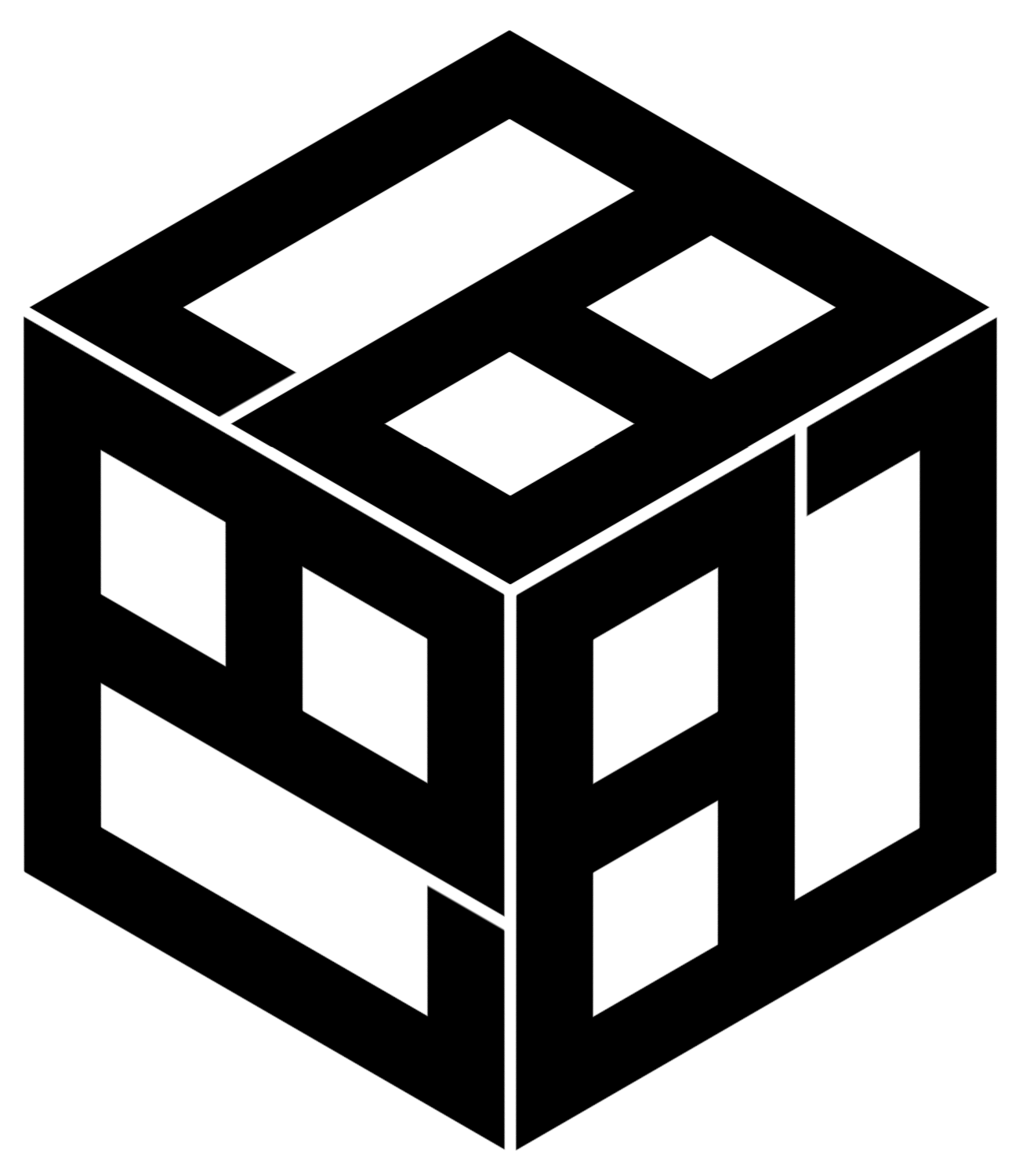
亀甲巴の字・三つ巴の字菱
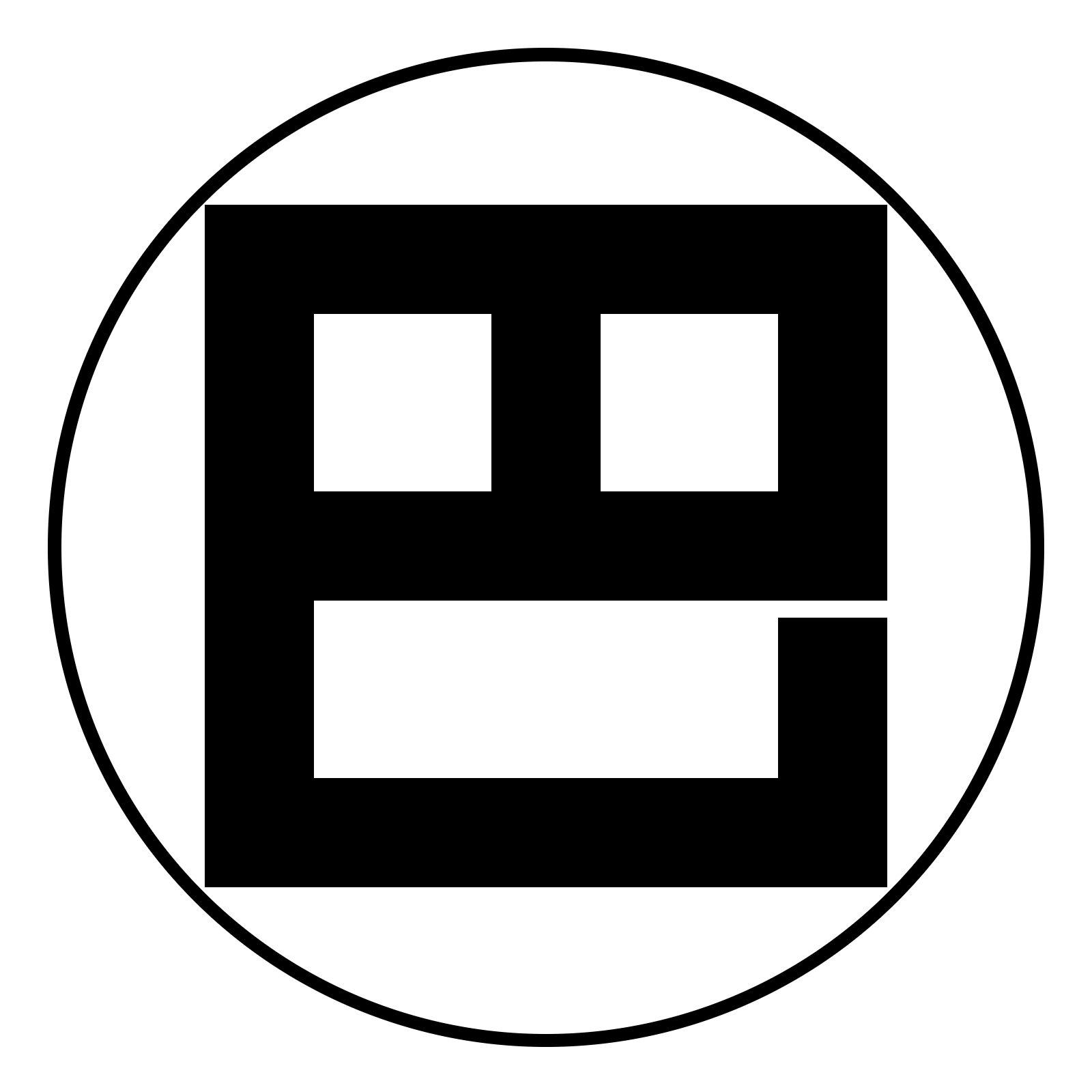
糸輪に巴の角字
大一大万大吉
児文字
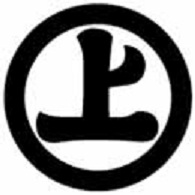
丸に上文字
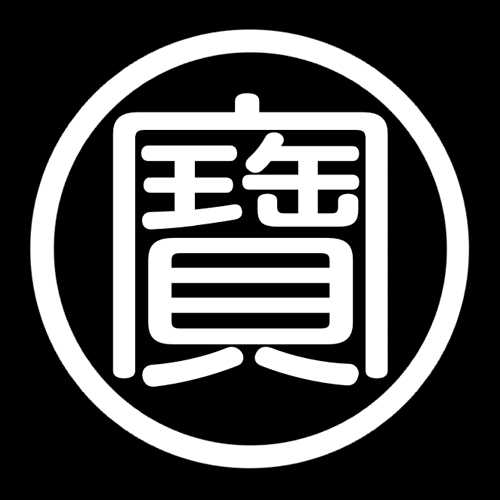
丸に寶（宝）の字
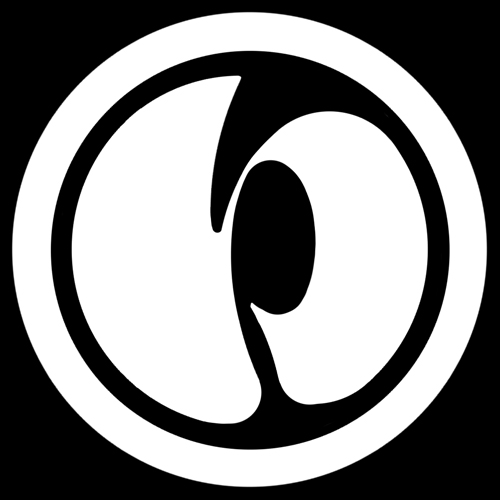
丸にいの字
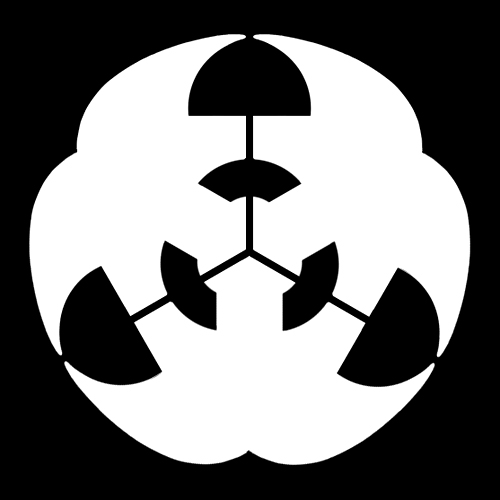
三つ大
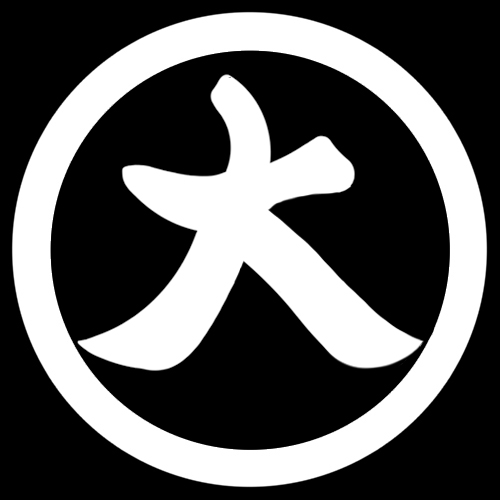
丸に大の字
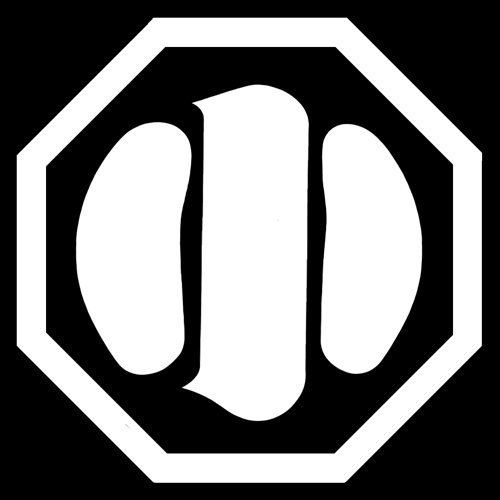
八角に小の字
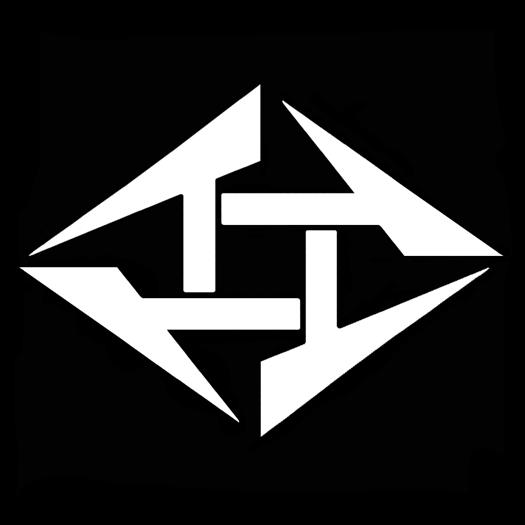
イ菱
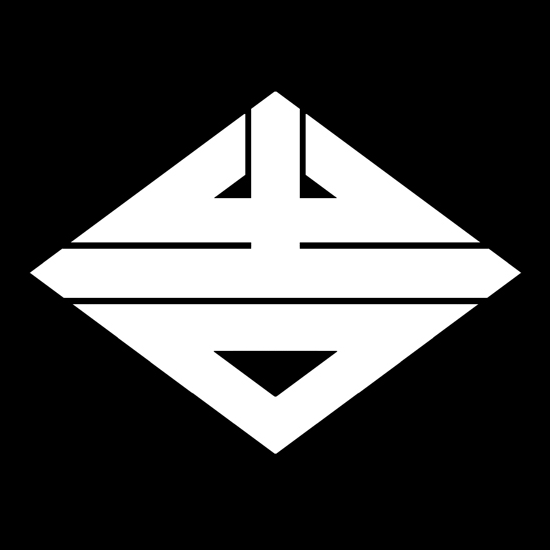
吉菱
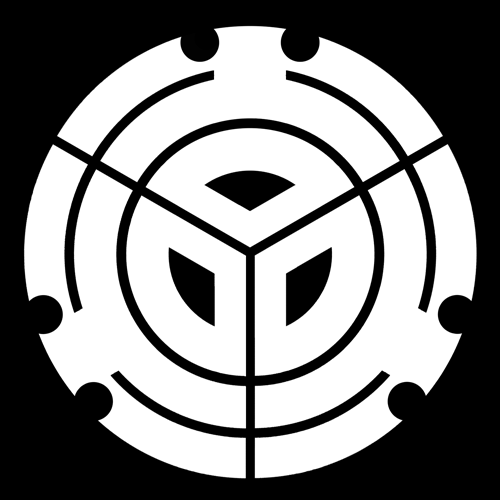
三つ吉
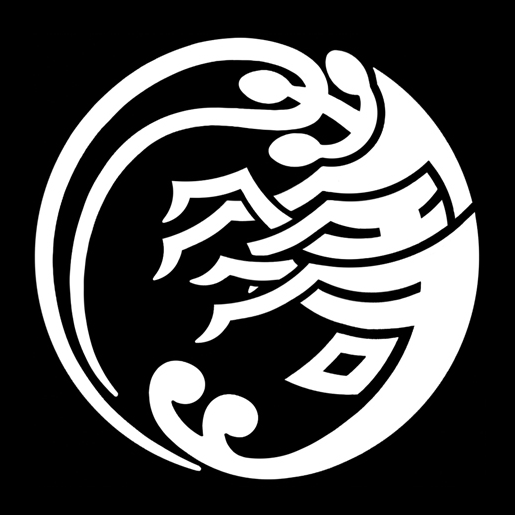
寿海老

### 일문자 (一文字; いちもんじ)

일문자
음양일문자(陰陽一文字)

### 열십자 (十文字; じゅうもんじ)

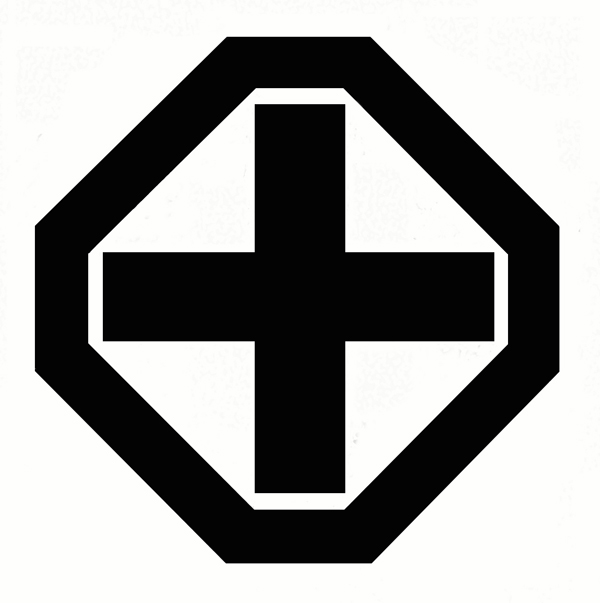
모서리 깎은 열십자(榧之内十文字)
원형에 십자(丸に十字, 시마즈씨)
시마즈 열십자(島津十文字)

### 만자 (万字; まんじ)

5할우만자(五つ割右万字)
하치스카 만자(丸に左万字 (横山氏)。蜂須賀万字, 하치스카씨)
左万字菱(ひだりまんじひし)

만자문 문서 참고.

### 기타
- 아자문(児文字, 우키타씨)

## 분류
- 団仙

## 갤러리

### 식물
- 十六八重表菊
- 十六菊
- 十菊
- 菊鶴
- 太閤桐
- 土佐桐
- 五七桐
- 沢瀉
- 福島沢瀉
- 変り向う花沢瀉（八重沢瀉）
- 軸違い二つ葉沢瀉
- 一つ沢瀉の丸
- 三つ沢瀉
- 丸に三つ柏
- 丸に蔓柏
- 丸に片手蔓柏
- 丸に剣三つ柏
- 丸に鬼三つ柏
- 三つ柏
- 結三つ柏
- 抱き柏
- 土佐柏
- 三つ葉葵
- 会津葵
- 立ち葵
- 丸に三つ裏葵
- 梶の葉
- 安部梶の葉
- 鬼梶の葉
- 下諏訪梶の葉
- 桔梗
- 丸に桔梗
- 土岐桔梗
- 太田桔梗
- 五枚笹
- 丸に九枚笹
- 竹に雀（仙台笹）
- 竹に雀（上杉笹）
- 下がり藤
- 左巻き三つ藤巴
- 梅八つ藤
- 黒田藤巴
- 橘
- 三つ組橘
- 五つ橘
- 浮線橘
- 酢漿草・片喰
- 丸に剣片喰
- 丸に中が瓜実の片喰
- 村山片喰
- 梅
- 梅鉢
- 星梅鉢
- 裏梅
- 加賀梅鉢
- 八重裏梅
- 梅鶴
- 隅切り角に銀杏（隅切銀杏）
- 銀杏の二葉
- 銀杏守（祇園銀杏）
- 三つ銀杏
- 追いかけ五枚銀杏
- 銀杏鶴
- 右三階松
- 丸に左三階松
- 櫛松
- 抱き若松
- 丸に桜
- 山桜
- 黒餅に地抜き大和桜
- 蔦
- 鬼蔦
- 大割り牡丹
- 杏葉牡丹
- 隅切り角に一葉紅葉
- 四つ紅葉
- 笹竜胆
- 抱き茗荷
- 花勝見
- 撫子
- 水仙丸
- 雪月花
- 永井鉄線
- 丸に梨の切り口

### 동물
- 揚羽蝶
- 揚羽蝶
- 浮線蝶
- 備前蝶
- 丸に違い鷹の羽
- 浅野鷹の羽
- 鶴の丸
- 三つ飛び鶴・三つ鶴
- 五つ千鳥
- 波に千鳥
- 結び雁金
- 二つ雁金
- 五つ雁金
- 増山雁金
- 蝙蝠
- 向い雀
- 寒雀
- 三つ猿
- 三つ足烏
- 鳳凰の丸

### 기재
- 五本骨扇
- 檜扇
- 丸に三つ扇
- 重ね扇に多の字
- 唐団扇
- 唐団扇
- 釘抜
- 違い釘抜
- 轡
- 三つ入子枡・三升
- 祇園守
- 成駒屋祇園守
- 抱き杏葉
- 抱き花杏葉
- 抱き陰杏葉
- 六連銭
- 隅切り角に分銅
- 槌
- 源氏車
- 鷹の羽八つ矢車
- 蛇の目
- 七つ蛇の目・蛇の目七曜
- 三つ盛蛇の目
- 陽陰勾玉巴（寿の字巴）
- 鈴御幣
- 折鶴
- 釻菊
- 中川久留子
- 洲浜
- 鬼洲浜
- 鞠挟

### 건축물
- 井桁
- 井桁花菱
- 平井筒
- 重ね井筒
- 庵に木瓜
- 鳥居
- 六つ水車
- 四つ石
- 三つ石
- 額に二八文字
- 丸に額
- 井桁に十六菊

### 문양
- 花菱
- 四つ花菱
- 隅切り角に花角
- 三つ盛り亀甲に剣花角
- 木瓜
- 丸に木瓜
- 中津木瓜
- 堀田木瓜
- 織田木瓜
- 有馬瓜
- 陰松皮菱
- 三階菱
- 武田菱
- 割り菱
- 四つ花菱
- 三つ寄せ花菱蝶
- 四つ目
- 隅立て四つ目
- 丸に平四つ目
- 六つ目・堀尾目結
- 一つ鱗
- 丸に一つ鱗
- 北条鱗
- 丸に三つ鱗
- 四つ巴
- 三つ巴
- 二つ巴
- 九曜巴・板倉巴
- 丸に三つ引
- 丸の内に三つ引
- 足利二つ引
- 七つ割り二つ引
- 七宝
- 花輪違（七宝に花角）
- 七宝に祇園守
- 大岡七宝
- 輪違い
- 四つ輪
- 四つ輪に抱き柏
- 雪輪
- 渦巻
- 西菱（人菱）
- 西菱（入菱）

### 천체・지리・기상

九曜
七曜
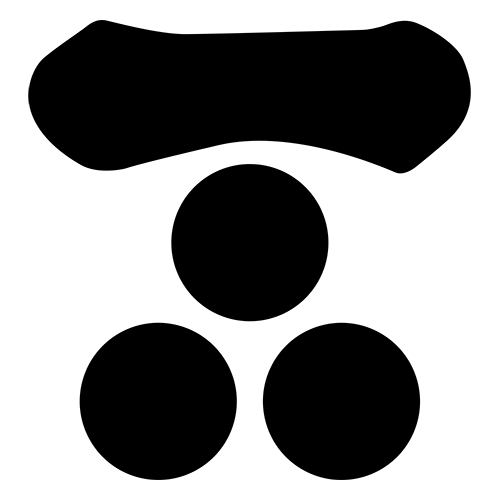
一文字三星
渡辺星
月に星
木下日足
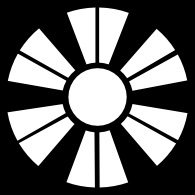
十二日足
旭光
旭光
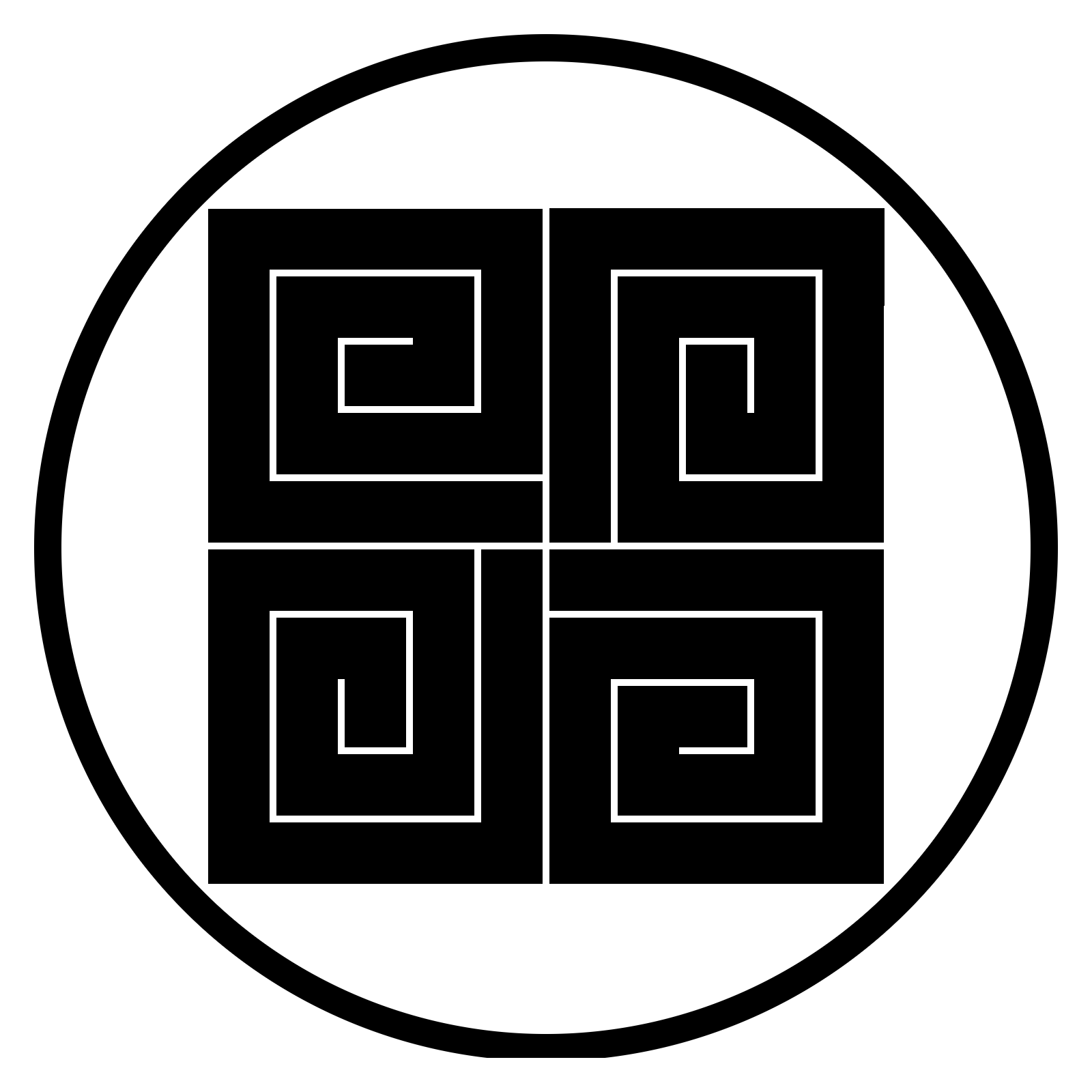
細輪に四つ稲妻

### 문자
- 一文字
- 山内一文字
- 丸に十文字（轡）
- 丸に十の字（丸十）
- 丸に十字
- 榧之内十文字
（板垣退助）
- 五つ割菱卍
- 右卐
- 亀甲巴の字・三つ巴の字菱
- 糸輪に巴の角字
- 大一大万大吉
- 児文字
- 丸に上文字
- 丸に寶（宝）の字
- 丸にいの字
- 三つ大
- 丸に大の字
- 八角に小の字
- イ菱
- 吉菱
- 三つ吉
- 寿海老

## 같이 보기
- 가몬
- 기리몬
- 국화문장
- 도모에